# Dějiny Ukrajiny

Ukrajinský znak

Území Ukrajiny bylo nejméně 44 000 let obýváno Neandrtálci. Prehistorická Ukrajina byla jako součást pontské stepi důležitým faktorem v kulturním kontaktu mezi Evropou a Asií, a to včetně období eneolitu, doby bronzové, expanze indoevropských jazyků a domestikace koně.
Ve starověku byla Ukrajina součástí Skýtie a osídlena Gety. Během stěhování národů byla Ukrajina také místem rané slovanské expanze a vstoupila do vlastní historie založením středověkého státu Kyjevská Rus, který se ve středověku stal mocnou zemí, ale ve 12. století se rozpadl. Od poloviny 14. století se dnešní ukrajinská území dostala pod vládu tří vnějších mocností:
1. Zlaté Hordy
2. Litevského velkoknížectví a Polského království – během 15. století se tyto země dostaly pod nadvládu Koruny polského království, tehdy součástí Polsko-litevské unie (od roku 1569)
3. Krymského chanátu (od 15. století)

Po kozáckém povstání v roce 1648 proti Polsko-Litevské unii souhlasil hejtman Bohdan Chmelnický v lednu 1654 s perejaslavskou radou. Přesná povaha vztahu vytvořeného touto smlouvou mezi kozáckým Hetmanátem a Ruskem zůstává předmětem debat. Dohoda urychlila rusko-polskou válku (1654–67). V důsledku toho se na základě Věčné mírové smlouvy, podepsané v roce 1686, východní část Ukrajiny (východně od řeky Dněpr) dostala pod ruskou nadvládu, Polsku bylo vyplaceno jako náhrada za ztrátu levobřežní Ukrajiny 146 000 rublů a strany se dohodly, že s Osmanskou říší nepodepíší samostatnou smlouvu.

## Počátky osídlování Ukrajiny
První stopy po lidských obydlích na území Ukrajiny se datují do doby před 150 tisíci let, kdy se do této oblasti dostali neandertálci, kteří sem přišli pravděpodobně z Kavkazu a Balkánského poloostrova. Kolem 40 tisíc let př. n. l. se v polovině posledního období doby ledové na území Ukrajiny objevili kromaňonci (homo sapiens) – lidé, ze kterých pochází dnešní člověk. Přizpůsobovat se k chladnému podnebí a k těžkému získávání si potravy, si tito lidé, kteří se živili lovem a sběrem plodů, sestrojovali různé předměty a zbraně a obydlí z darů přírody. O 30 tisíc let později (10 000 př. n. l.), když ustoupil poslední ledovec, který zanechal po sobě dnešní charakterní profil Ukrajiny se v období ukrajinského neolitu (6000–2000 př. n. l.) lidstvo na jeho území prošlo hlubšími změnami jako před 2-3 miliony let. Jednalo se o období doby kamenné; revoluční význam neolitické civilizace spočíval hlavně v tom, že lidé postupně nacházeli různé způsoby získávání obživy. Postupem času se sběr plodů a lov rozvinul na výrobu vlastních produktů.
Předpokládá se, že zemědělství na území Ukrajiny vzniklo někdy na přelomu 5.–4. století př. n. l. v oblasti řek Jižní Bug a Dněstr, kdy nastal rozvoj prvních hospodářských občin ve východní Evropě. V tomto období začaly postupně obdělávat svá pole a od lovu přecházeli k pěstování plodin. Poblíž polí časem vznikaly první osady. Hospodářství, na rozdíl od lovu a sběru plodin, však vyžadovalo poměrně velkou pracovní sílu a tak postupně vznikaly primitivní formy společensko-politických organizací.

### Lid tripolské kultury

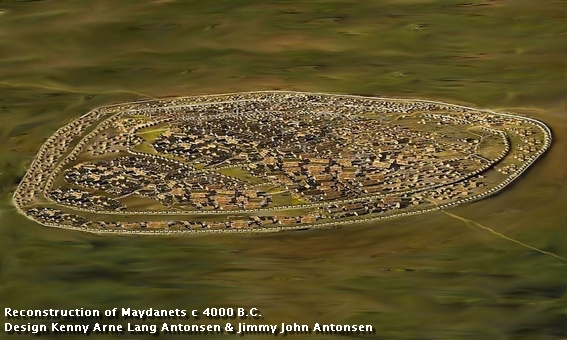
Rekonstrukce města neolitických zemědělců tripolské kultury.

Nejznámější hospodářské kmeny na území dnešní Ukrajiny bývají spojovány s tzv. tripolskou kulturou, která se rozvíjela v oblasti dolního Dněstru, Jižního Bugu a Prutu a postupem času i Dněpru. V období svého největšího rozkvětu (3500–2700 př. n. l.) žil lid tripolců v četných (600–700 lidí) vesnicích. Jejich obydlí byla zpravidla dlouhá a úzká a každý člen rodiny měl v domě vlastní pokoj a pec. Ornament na hliněných miskách, který představoval spojení charakteristických plynulých vzorů žluté, černé a bílé barvy, svědčí o magických rituálech a víře v nadpozemské bytosti, které byly součástí života lidu tripolské kultury. Tato kultura však měla i praktické výhody. Velký význam pro rozvoj hospodářství mělo vynalezení dřevěného pluhu, díky čemuž se obdělávání půdy zrychlilo. Kromě těchto výdobytků začaly tripolci používat i měď.
Dnes je máloco známo o úpadku lidu tripolské kultury. Archeologové však předpokládají, že postupný růst obyvatelstva Ukrajiny časem odsunul kmeny tripolců, kteří začali osidlovat nová území. V roce 2000 př. n. l., když si některé tripolce asimilovaly jiné kmeny, ostatní se uchýlili do ukrajinských stepí a jako celek přestaly existovat.

### Kočovníci

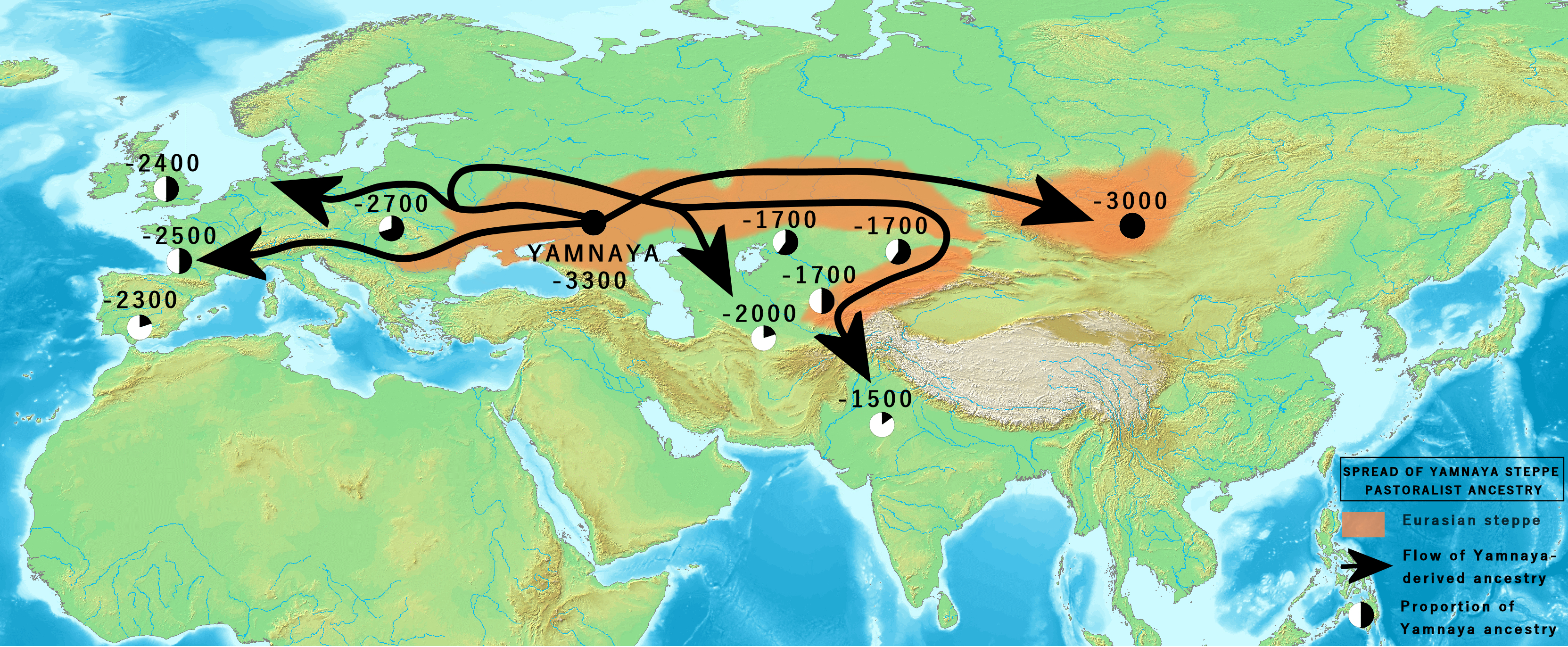
Migrace stepních pastevců jámové kultury, kteří rozšířili po Evropě a Asii indoevropské jazyky a stepní geny.

Území dnešní Ukrajiny bylo centrem života indoevropských kočovných kmenů. Kočovníci vedli nomádský způsob života a zabývali se pastvou svých stád na eurasijské stepi a částečně i zemědělstvím. Získávali nové vlastnosti, mezi jinými i životně důležitou bojovnost, aby mohli nově zabrané pastviny před útoky nepřátel ubránit. Kolem roku 3000 př. n. l. se na levém břehu Dněpru objevil lid tzv. jámové kultury. Po nich přicházely další kmeny. Stálá migrace kmenů z oblasti Kaspického moře byla pro toto rané období dějin Ukrajiny charakteristická. Silnější kmeny zároveň utiskovaly slabší, které se postupně dostávaly na periferii eurasijské stepi a asimilovaly.

### Kimmerijci
Kočovní Kimmeriové indoevropského původu, kteří přišli na ukrajinské území z východu, byli prvními známými obyvateli Ukrajiny v jejích dějinách. Homér o nich ve své Odysei píše: "Země na severním pobřeží Černého moře je zemí Kimmeriů." Toto Homérovo svědectví je pravděpodobně nejstarší písemná zmínka o Ukrajině. Ovšem nic víc, kromě názvu lidí, kteří obývali tato území, v té době pro Řekům známým jako "konec světa" Homér nezmiňuje. Mnoho vědců zastává názor, že Kimmeriové se do oblasti Ukrajiny dostali z Nižného Povolží kočovným způsobem přes pohoří Severního Kavkazu a kolem roku 1500 př. n. l. se objevili na Ukrajině. Jiní však vyvrací hypotézu o migraci a tvrdí, že Kimmeriové byli původním obyvatelstvem Ukrajiny. Pravda je však taková, že obývali Medziriečí Donu a Dněstru do 7. století př. n. l. O něco později, v důsledku tlaku jiných kočovných kmenů přicházejících z východu, vydali se směrem k Malé Asii.
To jsou ovšem jen dvě z mnoha hypotéz o zrodu Kimmeriů. Komplexní analýza všech možných zdrojů přinutila historiky k řadě závěrů:
- Kimmeriové byli první usedlíci na ukrajinském území, kteří přešli ke kočovnému způsobu života.
- Kimmeriové ovládali umění jízdy na koni a jejich vojsko se skládalo z mnoha jezdců.
- Díky kontaktům s mistry kovu z oblasti Kavkazu začaly na Ukrajině vyrábět železo.

### Skythové

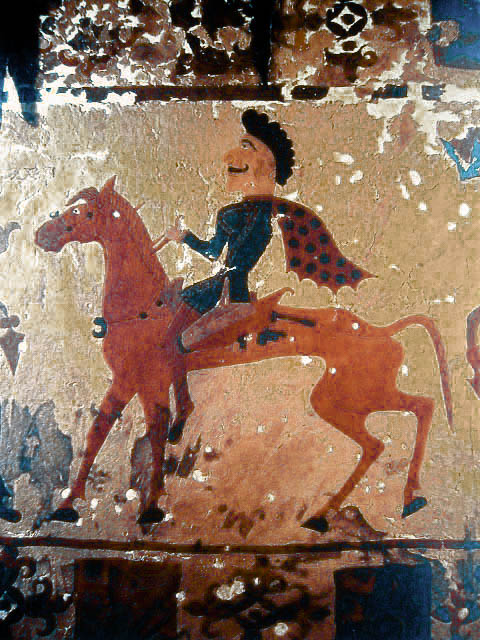
Skýtský jezdec

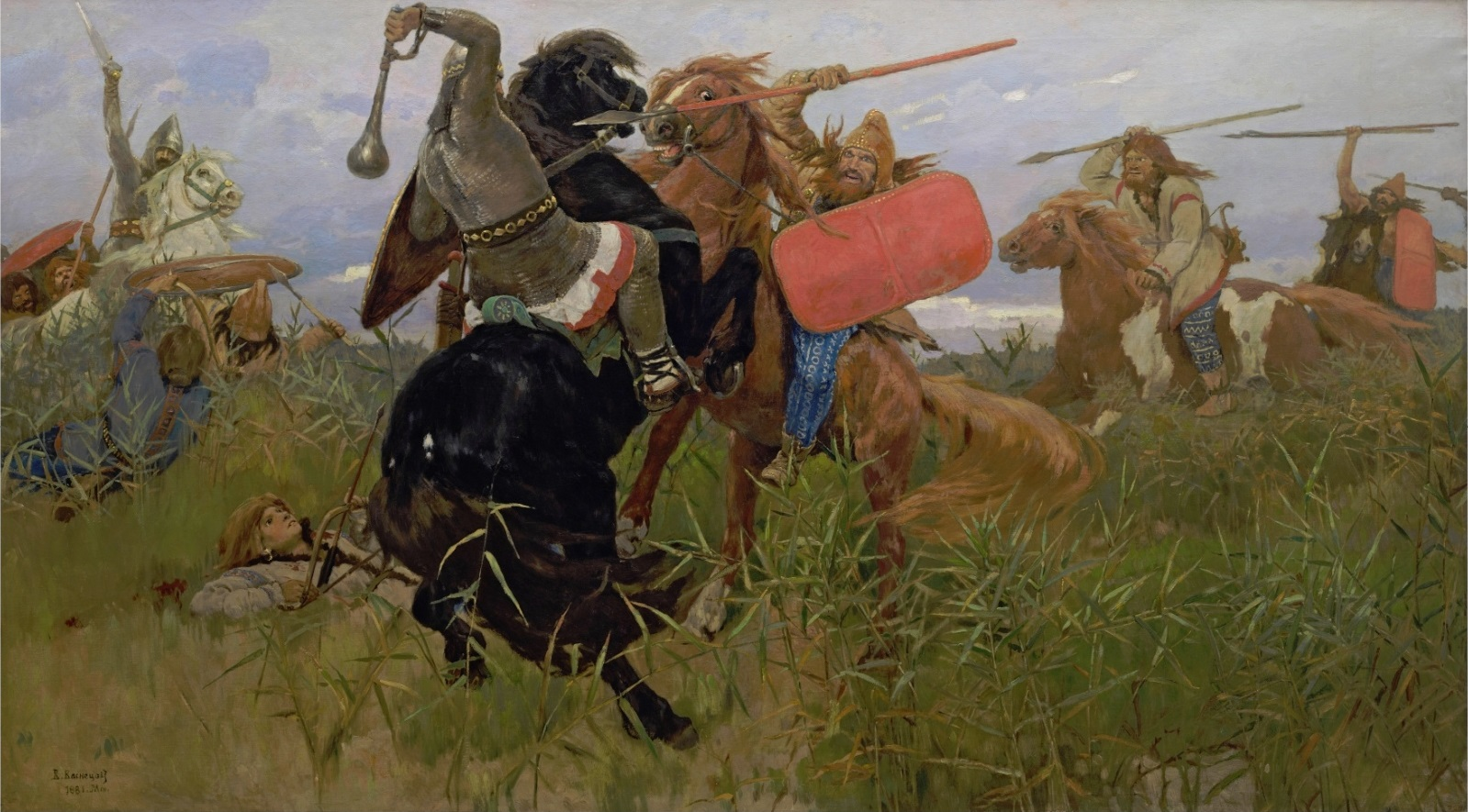
Boj Skythů se Slovany

Skythové, kteří se počátkem 7. století př. n. l. objevili v ukrajinské stepi, nezůstali bez povšimnutí a v kronikách se o nich píše:

 "Hle jde národ ze severní strany ... v ruce drží luk a krátké kopí, jsou krutí! S nikým se nezdržují! Jejich hlasy burácí jako hukot mořských vln. Skáčou na koních vystrojení jako jeden... všichni jsou to lidé chrabří... národ zdaleka, národ dávný... jazyka, kterému nerozumíš. Spálí tvou úrodu i tvůj chléb, zničí tvých synů a dcer, pozabíjí krávy a ovce tvé, zahubí vinohrady a mečem zničí tvoje města, do kterých vkládáš svou důvěru."

Zpustošivše mnoho zemí Blízkého východu se Skythové nakonec usadili ve stepích na severním pobřeží Černého moře a na území Ukrajiny založili první velký politický svaz – Skýtský stát. V 5. století př. n. l. jejich navštívil Hérodotos a takto popsal jejich obyvatelstvo:

 "Bez pochyby to byli Indoevropané, představitelé raných kočovných kmenů, které tisíce let vládli euroasijské stepi."

Skýtské obyvatelstvo Hérodotos rozdělil na Pachary a Carské Skythy. Aby v sobě rozvíjeli vojenský instinkt, měli ve zvyku pít krev prvního zavražděného nepřítele a vyrábět si z lebek mrtvých nepřátel číše okrášlené zlatem a stříbrem. Byly oddanými přáteli a přátelství si velmi cenili. Svým obchodním partnerům prodávali předměty, kterými se později stala Ukrajina ve světě známá: vosk, měď, kožešiny, otroků za co dostali víno a klenoty.
Za dnů Skythů se Ukrajina stala důležitou, byť vzdálenou částí antické civilizace Středozemí. Přes řecké kolonie na pobřeží Černého moře měli kontakt na civilizaci starověkých Řeků, kterou si velmi vážili. Kontakty se světem Středomoří však přinášeli i konflikty. V roce 513 př. n. l. vojska Peršanů obsadila území dnešní Ukrajiny. Avšak i proti taktice vypálení země se Skythové dokázali ubránit. Na přelomu 5.–4. století př. n. l. si podmanili Thráky v oblasti Dunaje. Toto vítězství však bylo pro ně nepotřebné, protože jej dovedlo až k vlastnímu konci. V roce 339 př. n. l. jej Filip II. Makedonský v bitvě porazil. Byl to začátek konce Skythů.
Přibližně po sto letech většinu skýtského obyvatelstva asimilovali Sarmati – druhý nejmocnější kmen kočovníků z východu. Pouze několika z nich se na Krymském poloostrově podařilo přežít do 3. století.

### Sarmati
V průběhu téměř 400 let (2. století př. n. l. – 2. století) stepi severního a východního pobřeží Černého moře ovládli Sarmati, kteří do této oblasti přišli od řeky Volhy. Zpočátku se pokojně promíchávali se Skythy a Řeky, kteří žili na území severně od Černého moře. Postupem času však byli stále více agresivní a nakonec si Skythy podmanili. Když je však válka nedokázala uspokojit, začali Sarmati obchodovat.
Jejich karavany cestovaly po dalekých zemích, odkud do svého hlavního města Tanai na řece Don vozili čínské hedvábí, kaukazský krystal a polodrahokamy z Íránu a Indie. Jako všechny kočovné kmeny v ukrajinských stepích, také Sarmati byl výbojný kmen se slabě rozvinutou federální strukturou a častými boji mezi Sarmatskými kmeny Jazigů, Roksolanů a Alanů. Každý z nich se snažil ovládnout ukrajinské území. Jelikož Ukrajina byla v tomto období v centru migračních procesů (Stěhování národů), Sarmati často soupeřili s jinými kmeny, dokonce jim i předávali moc. Poslední porážku jim uštědřili Hunové, Germáni, Gótové a Římané v 2. století a skoncovali s jejich existencí.
Brzy Sarmaty na ukrajinském území vystřídaly další kočovné kmeny. Sarmati však byli posledním indoevropským národem, který přišel na území Ukrajiny z východu. Po nich téměř celé tisíciletí Euroasijskou step ovládly turecké národy.

### Řecké kolonie na území Ukrajiny

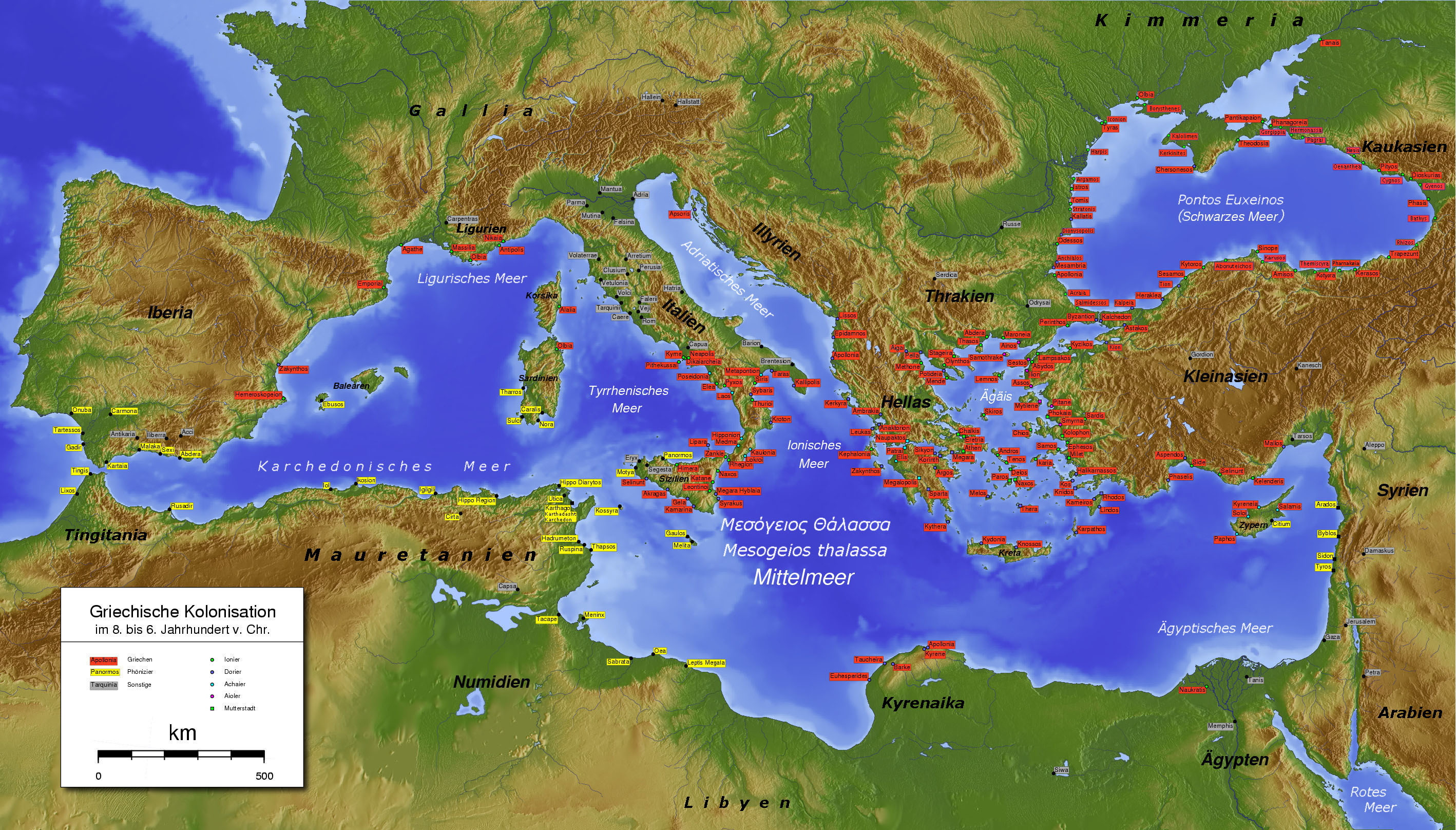
Řecké kolonie na pobřeží Černého moře

Noví usedlíci nepřicházeli na území dnešní Ukrajiny pouze stepí, ale i po moři. Učinili tak Řekové, kteří se postupně usazovali na pobřežích Středozemního, Egejského a Černého moře a kolonizovali jejich pobřeží. Podle slov Platóna Řekové obsadili moře od Gibraltaru až po Kavkaz jako „žáby po dešti“. Na přelomu 7.–6. století př. n. l. založili mnoho měst v oblasti severního pobřeží Černého moře, která ve 4. století př. n. l. zažila svůj největší rozmach (Olbia, Chersonésos, Feodosia, Táňa, Pantikapaion). Jejich několikaletý rozkvět však ve 2. století př. n. l. vystřídaly velké potíže. Přiostřily se sociální stávky mezi městským obyvatelstvem, které bylo převážně složené z bývalých otroků a vrchností měst. Navíc, posílení Říma narušilo politickou rovnováhu ve světě starověkého Řecka.
V roce 68 př. n. l. Římská říše porazila posledního cara z dynastie Spartokidovců Mitridata IV., ovládla pobřeží Černého moře a zničila tak Bosporský stát. Do určité míry však vrátila řeckým městům na území ukrajinského pobřeží ekonomickou a politickou stabilitu. Avšak v 1. století častější vpády Barbarů s cílem oslabit Řím se v krátkém čase postaraly o úpadek řeckých měst na pobřeží Černého moře. V roce 270 sice odolávala nájezdům Gótů, ale o sto let později je zcela zničili Hunové.

### Antové
V 5. a 6. století se na území dnešní Ukrajiny nacházel svaz Antů. Antové byli předky Ukrajinců: Bílých Chorvatů, Severjanů, Polanů, Drevljanů, Doudlebů, Uličů a Tiverců. Migrace z Ukrajiny přes Balkán dali vzniknout mnoha jihoslovanským národům. Stěhování severním směrem dosáhlo téměř k Ilmeňskému jezeru, vedlo ke vzniku Ilmeňských Slovanů, Krivičů a Radimičů, kteří jsou předky Rusů. Po nájezdu Avarů v roce 602 a rozpadu svazu Antů přežila většina těchto národů jako samostatné kmeny až do začátku druhého tisíciletí.

## Období Kyjevské Rusi

### Rozdělení dějin Kyjevské Rusi podle ukrajinských historiků

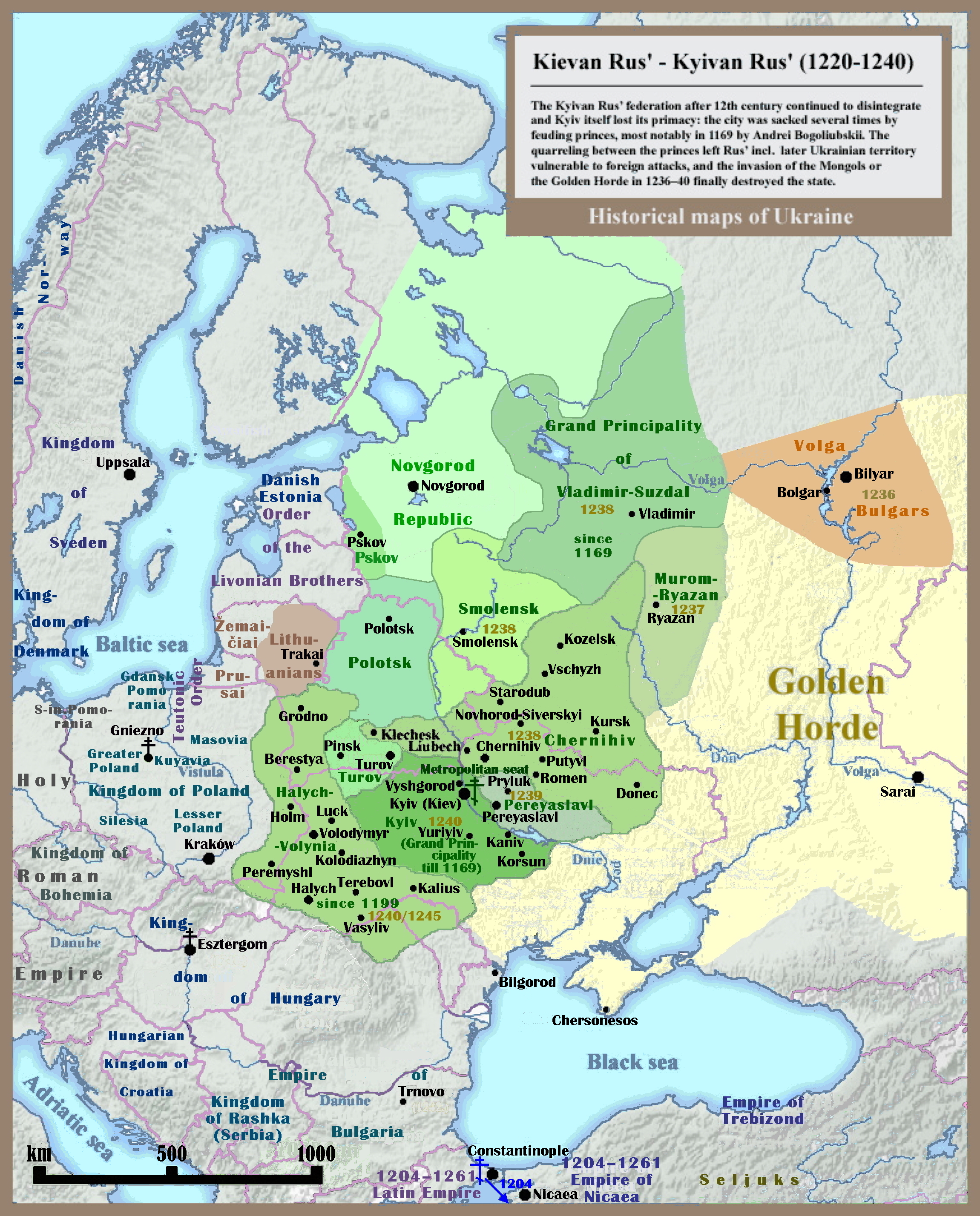
Mapa Kyjevské Rusi zahrnující území dnešní Ukrajiny; posledních asi 20 let existence státu (1220–1240).

Rozdělení dějin Kyjevské Rusi z pohledu ruských historiků viz v článku o dějinách Ruska v části Rozdělení dějin Kyjevské Rusi podle ruských historiků.

#### První období (882–972)
Období velkého rozmachu Kyjevské Rusi ohraničuje téměř sto let od vlády Olega (882) do smrti Svjatoslava I. Igoreviče v roce 972. Panovníci staroruského státu si v tomto období dobyli strategickou obchodní cestu ze Skandinávie do Řecka a podmanili si kočovné kmeny žijící v jejím okolí, aby tak mohli dát základ budoucímu státnímu útvaru na území východní Evropy – Kyjevské Rusi.

#### Druhé období (980–1054)
Období vlády Vladimíra I. Velkého a Jaroslava I. Moudrého je charakteristické upevněním vlády Kyjeva nad podmaněnými územími a obyvateli, politickým vrcholem staroruského státu – jeho ekonomickým a kulturním rozmachem. Nejdůležitějšími událostmi tohoto období bylo přijetí křesťanství východního ritu a uzákonění prvních zákonů Kyjevské Rusi.

#### Třetí období (1054–1240)
Poslední období dějin Kyjevské Rusi představuje neustálý boj mezi knížaty o trůn staroruského státu, rostoucí nebezpečí nájezdů nomádských kmenů a stagnace ekonomiky země, které se nejvíce projevilo za vlády Vladimíra II. Monomacha (1113–1125) a Mstislava Vladimiroviče (1125–1132). Po zpustošení Kyjeva Andrejem I. Bogoljubským v roce 1169 udělaly poslední tečku za dějinami Kyjevské Rusi Mongolo-tatarské kmeny, které v roce 1240 definitivně zastavily trvání staroruského státu.

### Teorie vzniku ruského státu
V polovině 9. století z oblasti Podněpří v hospodářském, kulturním a politickém smyslu stala tichá zátoka. O zhruba 150 let později se však toto území stalo srdcem Kyjevské Rusi – silného politického sjednocení, které se rychle obrátilo v jedno nejrozvinutějších a ekonomicky prosperujících společenství tehdejší Evropy.
O původu a vzniku Kyjevské Rusi uvádí Pověst dávných let, že první zmínka o Ruské zemi pochází z roku 852. V roce 859 Varjagové, kteří přišli zpoza moře, začali vybírat daň od Čudů, Slovanů, Merjanů, Vesů a Krivičů. V roce 862 vyhnali Varjagy za moře a začali si sami vládnout. Nebylo však u nich práva, bouřili se mezi sebou a bojovali. I řekli si: "Najdeme si kníže, které by nám vládlo a soudilo nás podle práva." Šli tedy k Varjagům, nazývaným též Rusy (jako se jiní Varjagové nazývali Švédy a jiní Normany a Angličany a ještě jiní Góty) a řekli jim: „Země naše jest veliká a úrodná, ale řádu v ní není. Přijďte nám vládnout.“ Tři varjažští bratři se tedy i se svým lidem vydali do země, která přijala jejich jméno – Rus.
Opírajíc se o tento úryvek, řada německých vědců (Gottlieb Siegfried Bayer, Gerhard Friedrich Müller, August Ludwig von Schlözer), kteří v 18. století sloužili na dvorech Ruského impéria, rozvíjela tzv. normanskou teorii vzniku ruského státu. Zdůrazňování významu německého vlivu a nezpůsobilosti Slovanů založit svůj vlastní stát přinutilo slavného ruského vědce 18. století Michaila Vasiljeviče Lomonosova napsat německým vědcům odpověď, v níž dokazoval prvořadou roli Slovanů na založení Kyjevské Rusi. Lomonosovova tvrzení dala vzniknout tzv. antinormanské koncepcí a bylo začátkem sporů, které dodnes trvají. Na přelomu 19.–20. století se však prosadila normanská teorie, protože ji podporovala většina západních a řada známých ruských historiků tohoto období.
Ve 30. letech 20. století zahájili sovětští vědci protiútok a normanskou teorii prohlásili za politicky škodlivou, protože se v ní odmítá způsobilost slovanských národů založit nezávislý stát. Při tom však respektovali tendence Nestora – autora letopisu Pověst dávných let z 11. století –, který poukazoval na řadu vnitřních rozporů mezi jeho tvrzením a archeologickými vykopávkami, které nepotvrzovali širokou účast Varjagů v Kyjevské Rusi. Vycházeje z těchto poznatků dospěli k závěru, že Kyjevskou Rus založili východní Slované.

### Původ názvu "Rus"
Ve značné míře tato fakta přinutila jednat i lingvisty, kteří si vytvořili svou teorii původu slova Rus:
- Normanisté ukazují že toto slovo pochází od slova Ruotsi (goichi), kterým Finové nazývali Švédy. Navíc toto slovo má původ ve starém švédském slově gogig, což v češtině znamená pádlovat. Protože Finové udržují velmi úzké přátelské vztahy se Švédy a také Slovany, rozhodli se obyvatelé Finska, že tento název (Ruotsi) budou používat pro oba národy – Švédy a Slovany.
- V antinormanské koncepci se slovo Rus spojuje s názvy řek Ros a Live v oblasti střední Ukrajiny.
- Jiná hypotéza říká, že existuje spojení mezi tímto slovem a názvem nomádského kmene Roksolania, jejichž název pochází z íránského slova gjoch (česky: světlo).

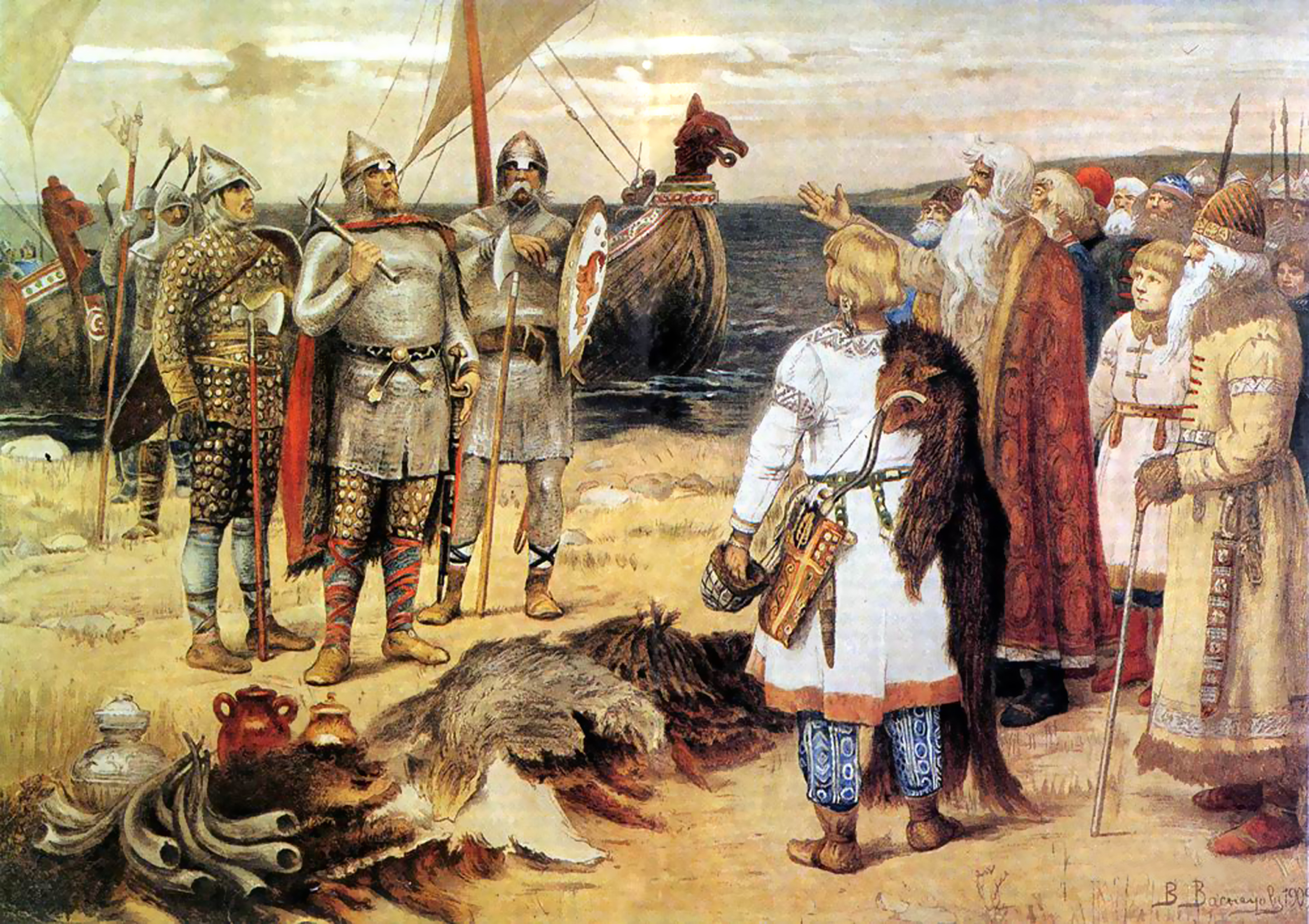
Rusové vítají Varjagy; obraz V. Vasněcova

Protože se zdá, že tyto hypotézy jsou nedostatečné, žádná z nich neměla větší podporu. Co se týče samotného slova "Rus", jím byli z počátku nazýváni Varjazi, poté území Poljanů ve střední Ukrajině a časem i Kyjevská Rus. Pokud se však nepodařilo dosáhnout konkrétního závěru v otázce původu slova Rus, tak neexistuje ani obecný pozitivní konsensus na relativně širším problému – otázce vnějšího vlivu Skandinávců na faktory samostatné slovanské evoluce při zrodu a vývoji Kyjevské Rusi. Výsledkem dlouhotrvajícího sporu je málo nových faktických údajů, což nakonec vedlo k postupné nutnosti hledat kompromisní řešení.
V současnosti se tvrdí[kdo?], a tím se dosáhlo i shody, že Skandinávci měli poměrně velký vliv na společnost a kulturu východních Slovanů. Putujíce v nevelkých seskupeních podnikavých obchodníků, Varjagové si rychle osvojovali východoslovanské jazyky a zvyky. Protože jich však bylo málo, sotva mohli vážněji ovlivnit charakter života místního obyvatelstva. Těžko však popřít účast, ba dokonce vůdčí roli Varjagů v politickém životě Kyjevské Rusi, bera v úvahu, že všichni panovníci v Kyjevě až na Svjatoslava I. včetně jejich družiny – měli skandinávská jména. Varjagové hráli roli katalyzátoru politického rozvoje díky čemuž si podřídili Slovany a jejich politickou organizaci a byli pro ně hrozbou, která Slovany přinutila se samostatně lépe organizovat. Je však pravda, že zájmy východních Slovanů a Varjagů v mnoha případech korespondovaly (omezení vlivu Chazarů, obrana proti vpádům nomádských kmenů a zabezpečení a ochrana dněperské obchodní cesty do Byzantské říše.
Proto je obtížné tvrdit, že vznik Kyjeva a Kyjevské Rusi bylo zásluhou nějaké samostatné etnické skupiny; šlo spíše o výsledek složité slovansko-skandinávské spolupráce.

### Z vyprávění Nestora Letopisce

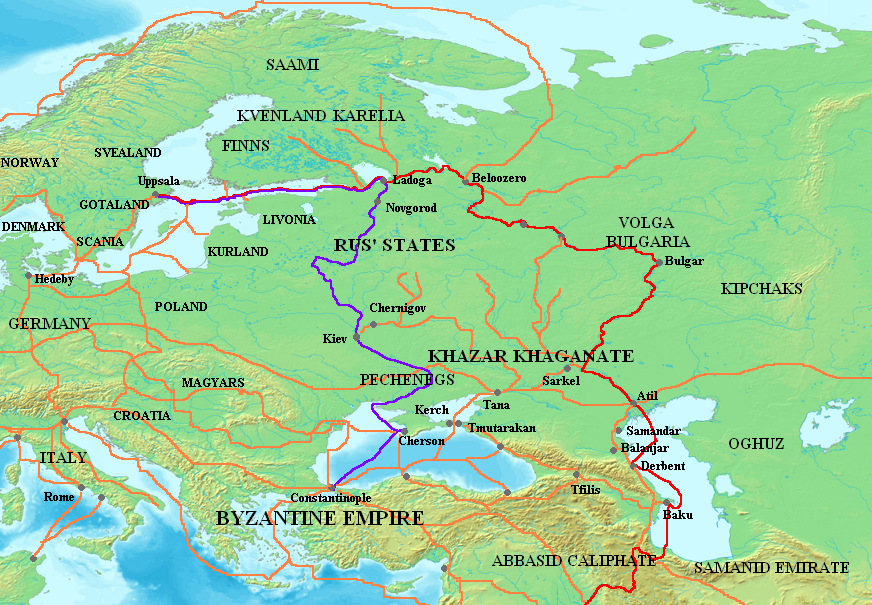
Obchodní cesta od Varjagů k Řekům (fialová)

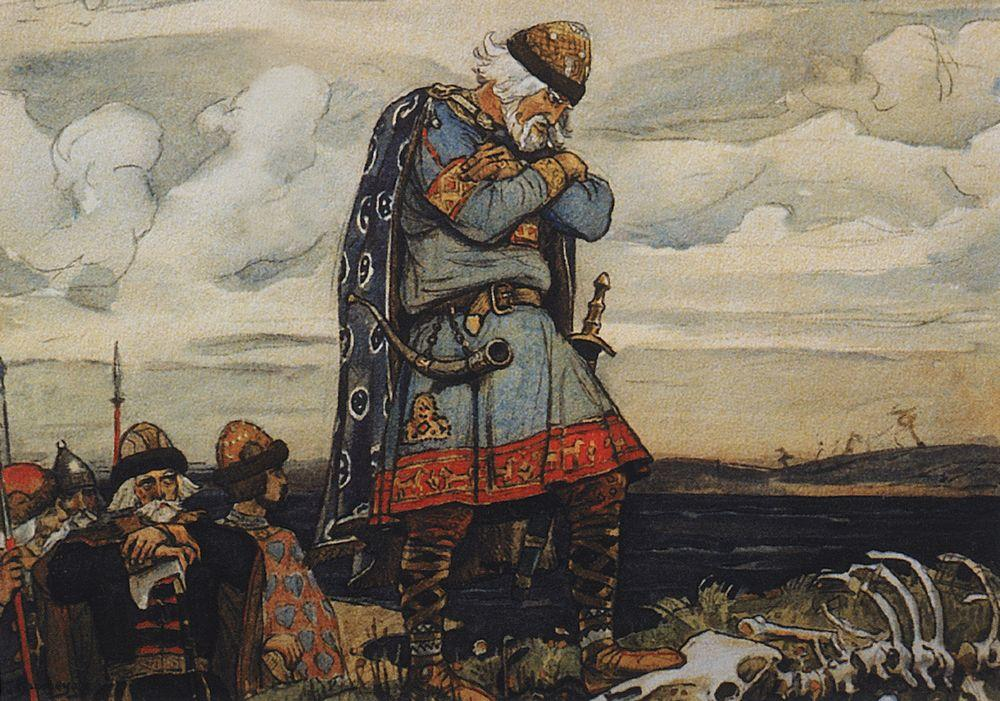
Oleg I. nad kostmi svého oblíbeného koně; obraz V. Vasněcova z roku 1899

Ještě rychleji a rozhodněji se rozvíjely události, které byly příčinou příjezdu Skandinávců na scénu dějin tehdejšího světa. Abychom je mohli pochopit, musíme především znát životní podmínky a okolní krajinu Švédska a Skandinávie 8.–9. století, kde se v té době rozmohl, z dosud nezjištěných příčin, nevídaný demografický boom. Mnozí mladí Skandinávci, kteří nenašli přijatelné podmínky pro to, aby mohli ve své rodné zemi i nadále zůstat, se vydávali na lodích hledat svůj osud v cizině. Podnikali pustošivé výpravy do zemí západní Evropy a usazovali se na podmaněných územích Anglie, Francie, Itálie a Sicílie, kde zakládali své království a knížectví. Jiní zase přeplavali Atlantský oceán a kolonizovali Island, Grónsko a, což je velmi pravděpodobné, dostali se až ke břehům Severní Ameriky. Třetí skupina Skandinávců – tzv. Varjagové – směřovali na jihovýchod a usazovali se na březích Baltského moře, při Ladožském jezeře a později i v Novgorodu a u jezera Ilmen. V těchto oblastech žili ve svých usedlostech – opevněných pevnostech a řemeslných dílnách, v nichž bydleli spolu se ženami a dětmi.
Obchodem, ale mnohdy i krádeží (a to zejména tehdy, když získání zboží prvním způsobem dosáhnout nešlo), získávali kožešiny, med, vosk a otroků. Častokrát však chtěli podstatně více než jim místní obyvatelé mohli dát. Proto začali pátrat po různých říčních cestách vedoucích na jih a možnostech jak se dostat k městům v Byzantské říši obydleným islámským obyvatelstvem. Za krátký čas si osvojili říční síť a zjistili, že s Baltského moře se po Volze dostanou ke Kaspik a odtud cestou do Bagdádu. Později vznikla důležitější cesta – v letopisech nazvaná jako tzv. Cesta ze Skandinávie do Řecka –, která spojovala sever s jihem a končila v Konstantinopoli. Přesídlení Varjagů bylo tedy otázkou času.
Jak se píše v Pověsti dávných let, v roce 862 dva Varjagové – Askold a Dir – opustili svého knížete Rurika a odpluli z Novgorodu se svými vojáky dolů po Dněpru ke Kyjevu a podmanili si místní obyvatelstvo (Polany), které jim každoročně přinášelo daň.
Askold a Dir si očividně velmi rychle osvojili všechno bohatství, sílu a slávu, protože už v roce 860 společně s Polany zaútočili na Konstantinopol. Brzy se jejich hrdinské činy roznesly po celé zemi a doslechli se o nich i obyvatelé Novgorodu. Přestože kníže Rurik už dávno umřel a jeho syn Igor byl ještě mladý na to, aby zemi vládl, Oleg, který za Igora zodpovídal dokud nedosáhne plnoletosti, vzal s sebou manželku a Igora a odplul do Kyjeva. Po příjezdu se snažil získat si zatím obsazený panovnický trůn. Lstí vylákal za město Askolda a Dira, obvinil je z uzurpování moci a následně zavraždil. V roce 882 se usadil v Kyjevě a prohlásil toto město za "matku ruských měst".
Takto o příchodu Varjagů do Kyjeva vypráví kronikář Nestor. Výsledkem pečlivé analýzy textu, kterou se zabývalo mnoho vědců[kdo?], se ve výpovědi Nestora navzdory nejpravděpodobnější verzi příjezdu Varjagů na území Kyjevské Rusi, kterou nám podává, nacházejí mnohé chyby a nedopracované místa.
Protože však chybí relevantní a spolehlivé informace, které by dokumentovaly vládu knížete Olega i v jiných zdrojích, je těžké odlišit realitu od výmyslu v Nestorově kronice vzniku staroruského státu.

### Vzestup Kyjeva
Kyjev, jakož i většina velkých měst světa, vděčí za svůj růst své výhodné geografické poloze. Nachází se na středním toku Dněpru a byl vždy tranzitním uzlem, který spojoval Černé moře s Baltským. Okolní příroda – na severu lesy a na jihu stepi – již dopředu určovala nemalý strategický význam města. Proto se stal centrem bitev, bojů a vzájemných vztahů dvou historických směrů.

### První panovníci

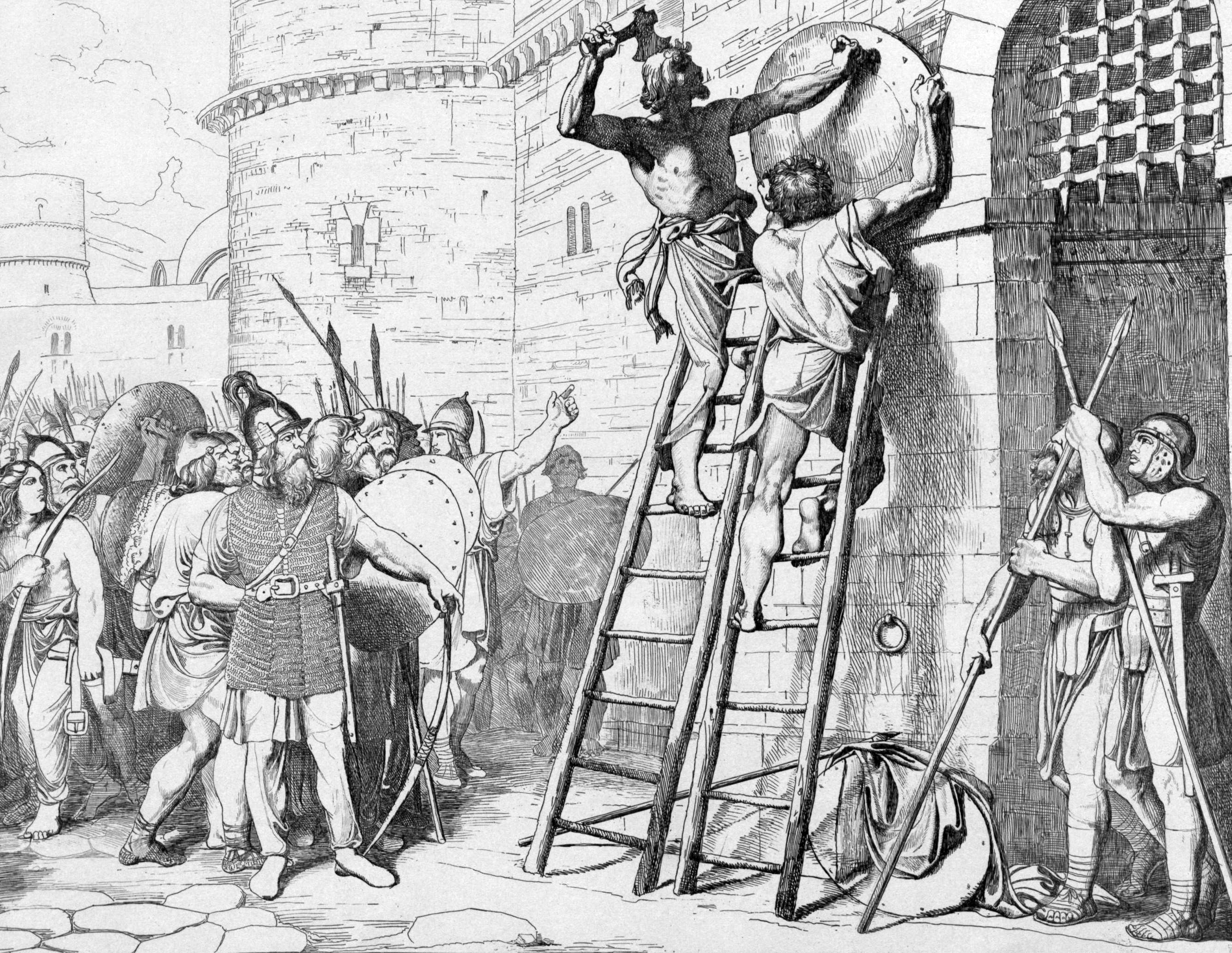
Oleg I. přibíjí na bránu Konstantinopolu svůj erb

Podle historiků již v 6.–7. století Polané v čele se svým legendárním vůdcem Kijem vytvořili silný kmenový svaz, který vládl ostatním kmenům a udržoval úzké přátelské vztahy s Byzantskou říší. Je však velmi zpochybnitelné to, zda první panovníci Kyjeva měli pojetí o státnosti.
Další činností knížat Kyjevské Rusi byl výběr daně. Každoročně na jaře, když na řece začaly tát ledy, obyvatelé staroruského státu posílali po ní panovníkovi daň. V Kyjevě byla pak nakládána do karavanů a odvážena do Byzantské říše. Cestou si však museli karavany dávat pozor na časté hrozby kočovných kmenů, které se snažili získat si co i jen kousek z utržené daně panovníka.

#### Oleg I.
O prvním historicky prokazatelném panovníkovi staroruského státu a Kyjeva se ví velmi málo. Dodnes není jasné, zda patřil k dynastii Rurikovců, nebo byl samozvancem, kterého letopisec Nestor za několik století připsal k této dynastii. Nelze však v žádném případě pochybovat o tom, že Oleg talentovaným a odvážným panovníkem byl. V roce 882 si podmanil Kyjev včetně tamních obyvatel a následně rozšířil svou vládu (tj. právo na shromažďování daně) i na okolní kmeny Drevljanů.
Během své vlády se dostal do konfliktu s Chazary, jejichž vojsko porazil u Kaspického moře. Na vrcholu své slávy v roce 911 v čele s vojskem napadl Konstantinopol. Během své vlády (882–912) se snažil o sjednocení Kyjevské Rusi s Novgorodem, a tak si podrobit tyto dvě hlavní části na obchodní cestě ze Skandinávie do Řecka.

#### Igor I.

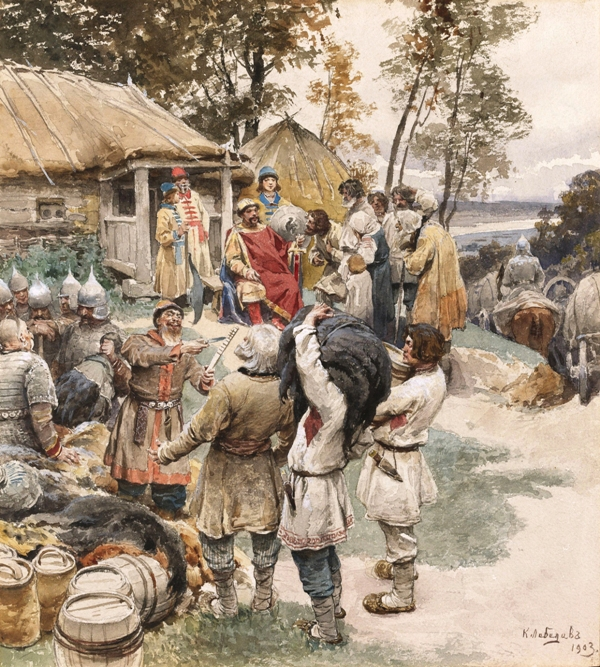
Igor I. vybírá daň od Drevljanů

Vláda Igora I. (912–945) nebyla tak úspěšná jako vláda jeho předchůdce Olega. Jak bylo u kyjevských panovníků zvykem, i on si od počátku své vlády udržoval kontakt s jemu podmaněnými kmeny Drevljanů. Ti však tuto situaci dlouho nesnesli a společně s kmenem Uličů proti svému panovníkovi povstali. Igorovi trvalo dlouho, než je znovu naučil poslušně platit daň a mohl tak navázat na úspěšnou expanzivní politiku Olega I.
Když v roce 941 uplynula 30letá mírová smlouva uzavřená mezi Kyjevskou Rusí a Byzantskou říší v roce 911 po dobytí Konstantinopolu Olegem I., Igor mohl toto nejbohatší město východní Evropy znovu dobýt. Bitva o Konstantinopol však pro něj skončila fiaskem a panovník byl nucen uprchnout z hořících a potápějících se lodí a v roce 944 podepsat mírovou smlouvu. Koncem toho roku se opět vzmohl a pokusil se hledat expanzivní štěstí na východě země. S velkým ruským vojskem se mu podařilo oloupit města na pobřeží Kaspického moře a vítězoslavně se vrátit zpět do Kyjeva.
Igorova vláda však skončila stejně jako začala – povstáním Drevljanů.

#### Olga I.

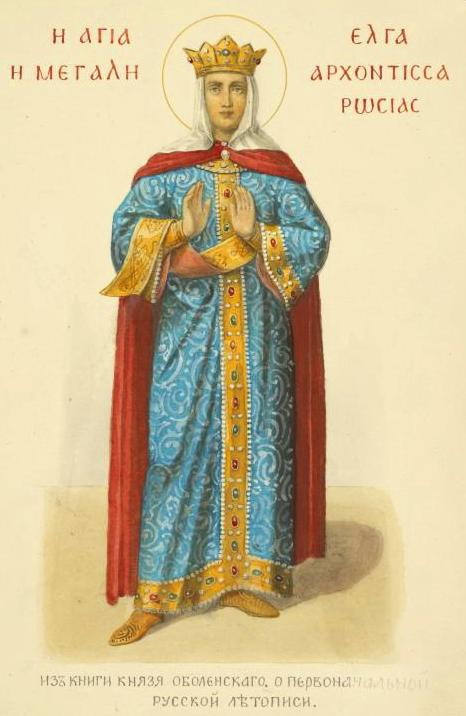
Olga I. první panovnice Kyjevské Rusi a Kyjeva

Autor Pověsti dávných let byl bez pochyby nakloněn první panovnici staroruského státu Olze I. (945–957) – ženě Igora I. a regentce jejich syna Svjatoslava I. Často ji popisoval jako krásnou, energickou a především moudrou panovnici. Mniši z klášterů ji zase za všechno štědře chválili, což lze snad vysvětlit tím, že v roce 955 se jako první panovnice odhodlala přijmout na území Kyjevské Rusi křesťanství. Avšak i bez těchto komplimentů by byla Olga I. slavnou kyjevskou kněžnou.
V dobách kdy byla pomsta absolutní morální povinností, se Olga rychle a účinně pomstila Drevljanům za smrt svého manžela. Na druhé straně si však uvědomovala, že by bylo nutné změnit libovolně a chaoticky laděný charakter sběru daní, který byl příčinou smrti Igora I. Do dějin ruského národa se tedy zapsala jako první panovnice, která zreformovala zemědělství Kyjevské Rusi a reformou přesně určila, z jakých zemí se má po jakém čase vybírat stanovená daň. Samozřejmě dávala pozor i na to, aby její poddaní měli z čeho žít a daň znovu platit.
Panovnice velmi často cestovala. Před válečným konfliktem dávala přednost diplomatickému řešení sporů. V roce 957 dokonce přelstila konstantinopolského Imperátora při jednáních a už nikdy více se s ním na jeho žádost nepotkala. Nejmocnější vladař tehdejšího světa se cítil uražen. Mnozí letopisci tomuto faktu přikládají velkou důležitost, protože to svědčilo o postupném vzrůstu moci Kyjeva a Kyjevské Rusi nad Konstantinopolem a Byzantskou říší.

#### Svjatoslav I.

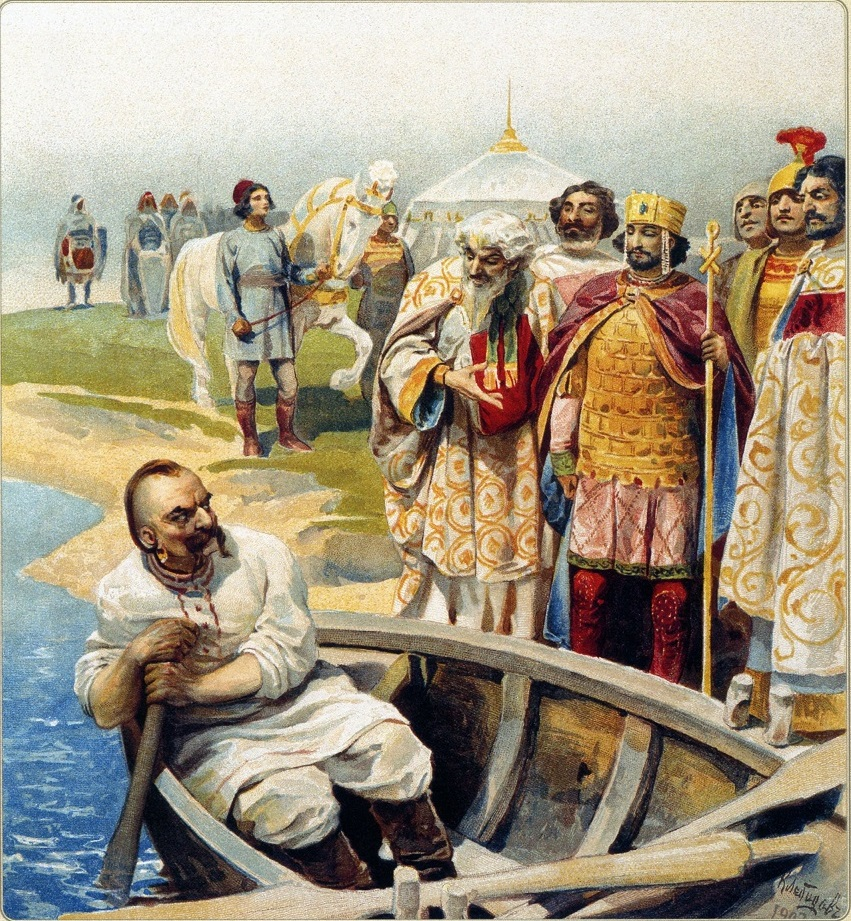
Setkání Sviatoslava I. s byzantským imperátorem Janem I. na břehu Dunaje

Odvážný, výbušný, přímočarý a surový, Svjatoslav I. Igorevič byl především kníže-voják, který si během své vlády (945 /962–972) vysloužil přezdívku "kozák na trůnu" právě pro svou válečnou povahu. Jeho slovanské jméno, skandinávská výchova a nomádský způsob života se projevili ve společenství evropského a asijského začátku. Jeho vláda symbolizovala vzrůst pozdějších hrdinských dní v dejinách Kyjevské Rusi.
V roce 964 jako 22letý začal válku na východě své země, jejímž cílem bylo podrobit si východoslovanský kmen Vjatičů, žijících v okolí řeky Oky – v původní vlasti dnešních Rusů, kteří tam mají svůj původ. Podrobení si tohoto východoslovanského kmene znamenalo pro staroruský stát rozšíření vlivu na všechny východní Slovany a možnost kolonizace severovýchodních území, které jsou dodnes součástí Ruska.
Vítěznou bitvou proti Bulharům a Chazarům u Volhy zase položil základy konce Chazarského chanátu. Porážkou Chazarů navíc Svjatoslav I. odstranil svého soupeře v hegemonii nad územím Eurasie, čímž začal kontrolovat velkou obchodní cestu vedoucí po Volze a také se přičinil o zastavení nájezdů nomádských kmenů (Pečeněhů) na ukrajinské stepi.
V druhé polovině své vlády se Svjatoslav I. zcela orientoval na oblast Balkánského poloostrova. V roce 968 souhlasil s pomocí v boji proti Petrovi I. na straně vojska Byzantské říše. Na čele obrovského vojska zničil své protivníky a ovládl bohatá města na pobřeží Dunaje. Panovníka tento kraj natolik uchvátil, že jen nebezpeční Pečeněhové ho dokázali přesvědčit, aby se vrátil zpět do Kyjeva. Jakmile však hrozba pominula, panovník, – kterému nyní patřily všechna území od Volhy až k Dunaji, – se rozhodl, že se na Dunaj znovu přestěhuje a udělá tam rezidenci. Za svého nástupce v Kyjevě tedy jmenoval svého staršího syna Jaropolka I. Svjatoslaviče, mladšího syna Olega udělal panovníkem Drevljanů a nejmladšího Vladimíra I. Svjatoslaviče posadil na trůn v Novgorodu.
Když se byzantský imperátor dozvěděl o svém agresivním západním sousedovi, vyhlásil mu válku a po dlouhém odolávání přinutil Svjatoslava I. vzdát se. Zemi Svjatoslava I. nečekaně napadli Pečeněhové, kteří ho zavraždili. Pověst dávných liet tyto události popisuje takto: "... chán Pečeněhů přikázal z lebky Svjatoslava I. udělat pohár. " Tak skončily znamenité dny vlády Svjatoslava I. Igoreviče.

### Kyjev na vrcholu své slávy

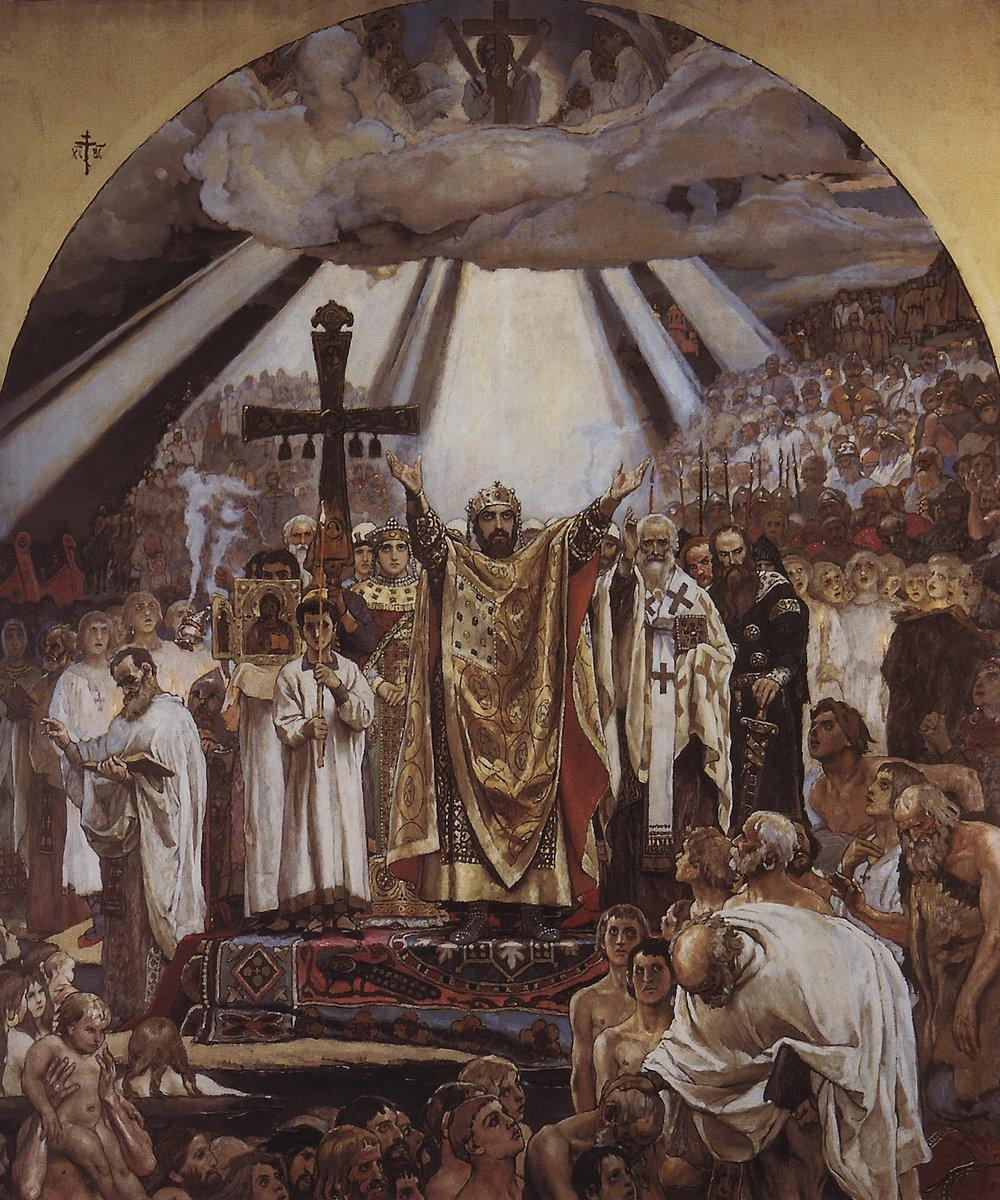
Pokřtění Kyjevské Rusi

Po smrti Svjatoslava I. se na území Kyjevské Rusi poprvé (z pochopitelného důvodu) objevily politické rozbroje mezi příslušníky dynastie Rurikovců, protože trůn panovníka staroruského státu a Kyjeva byl prázdný. Mezi kandidáty na trůn vypukla občanská válka, v níž Jaropolk I. zavraždil svého bratra Olega. Mladý Vladimír I., který se obával o svůj život a osud, utekl z Novgorodu do Švédska, odkud se za několik let později vrátil a s početnou skupinou Varjagů v boji bratra Jaropolka I. zabil.

#### Vladimír I. Velký
Roky vlády Vladimíra I. Velkého (978/980–1015) byly pro Kyjevskou Rus něčím, co do té doby země ve svých dějinách ještě nezažila. Přestože varjažská knížata od tohoto momentu hleděla na Rus pouze jako na arénu dalších možností pro realizaci expanzivní politiky panovníků staroruského státu, naopak, Vladimír I. vládl zemi mnohem konstruktivněji než jeho následovníci. Na rozdíl od svých předchůdců, kteří pokládali za důležité rozšiřování svého území a sběr daní, v centru pozornosti nového panovníka Kyjevské Rusi byl především blahobyt a prosperita země, které se již za jeho vlády začaly projevovat. Postupně se jeho země začala zvedat z prachu válek k lepším a trvalejším hodnotám.
Udržoval přátelské styky s okolními státy (České království, Uhersko, Polsko) a snažil se o přístup k co nejvíce obchodním cestám, aby jeho země stále vzkvétala.
Největší zásluhou Vladimíra I. Velkého bylo přijetí křesťanství východního bloku v roce 988. Pochopil, že Kyjevská Rus svou etapu tradičního pohanského náboženství již přežila a začal se zabývat otázkou upřesnění charakteristiky obrazu duchovních, sociálních a politických snah tehdejší společnosti Kyjevské Rusi.
Vladimír podle Nestorovy Pověsti dávných let vyznával staroslovanská božstva. Sám upevnil slovanský pantheon se šesti hlavními bohy (Perun, Chors, Dažbog, Stribog, Semargl, Mokoš). Knížecí dvůr nicméně přicházel do styku s Židy, muslimy i křesťany. Vladimír se po přijetí křesťanství východního ritu z rukou Byzance, což znamenalo také spojenectví císaře Basileia II. Bulharobijce a možnost oženit se s jeho sestrou, princeznou Annou. Roku 988 tak v Chersonésu (u dnešního Sevastopolu) přijal křest a následně se s Annou oženil. Po návratu do Kyjeva zbořil pohanské modly a nařídil hromadný křest obyvatel ve vodách Dněpru. Podle dobových pramenů se změnil v dobrého a moudrého panovníka, který zakládal kostely, školy a města, mezi nimi také město Vladimir v dnešním Rusku.
Díky jeho výběru byla Kyjevská Rus navždy spojována s křesťanským Západem a nikoliv s islámským Východem. Toto spojení podmínila její nevídaný historický, společenský a politický rozvoj.

#### Jaroslav I. Moudrý

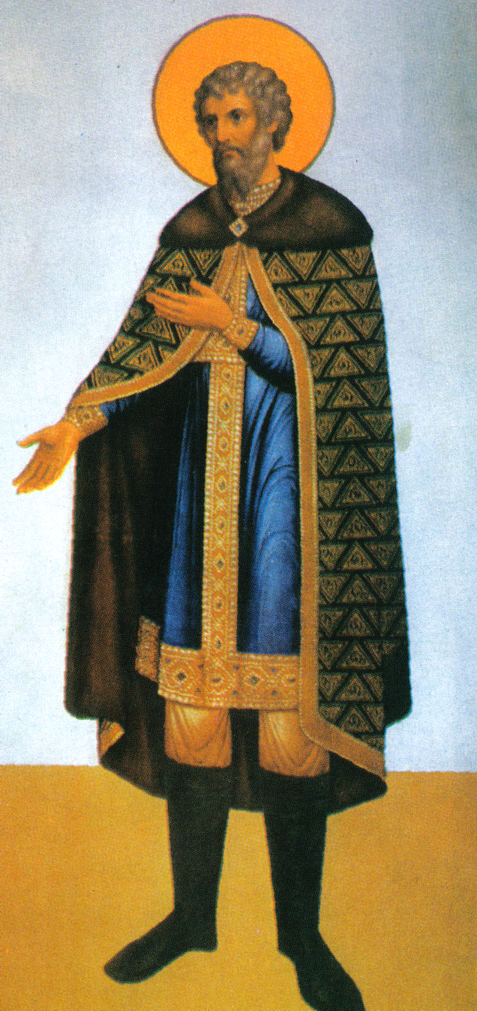
Jaroslav I. Moudrý

Smrt Vladimíra I. Velkého byla příčinou nové bratrovražedné války dynastie Rurikovců. Za podpory Poláků starší syn Vladimíra I. – Sviatopolk I. – napadl své mladší bratry Svjatoslava I., Borise a Gleba a zavraždil je. Jeho druhý syn – Jaroslav I. Moudrý z Novgorodu, – v roce 1019 pomocí velkého vojska Varjagů porazil Sviatopolkova vojska. Tímto vítězstvím však v Kyjevské Rusi nedosáhl plnou moc a vládu. Navíc ho znovu napadl jeho bratr Mstislav. Aby předešli dalšímu společnému krveprolití, dohodli se na přerozdělení vlády v zemi. Jaroslav I. zůstal v Novgorodu a pod svou vládu získal všechna území od Dněpru a Mstislav začal vládnout v knížectví Tmutrakanském (990/1010–1036) a Černigovském (1024–1036). Kyjev – pro oba panovníky důležité město – nebylo nikoho. Po Mstislavově smrti ho však do smrti své v roce 1054 dobyl Jaroslav I. Moudrý a stal se tak jediným vládcem staroruského státu.

#### Vladimír II. Monomach

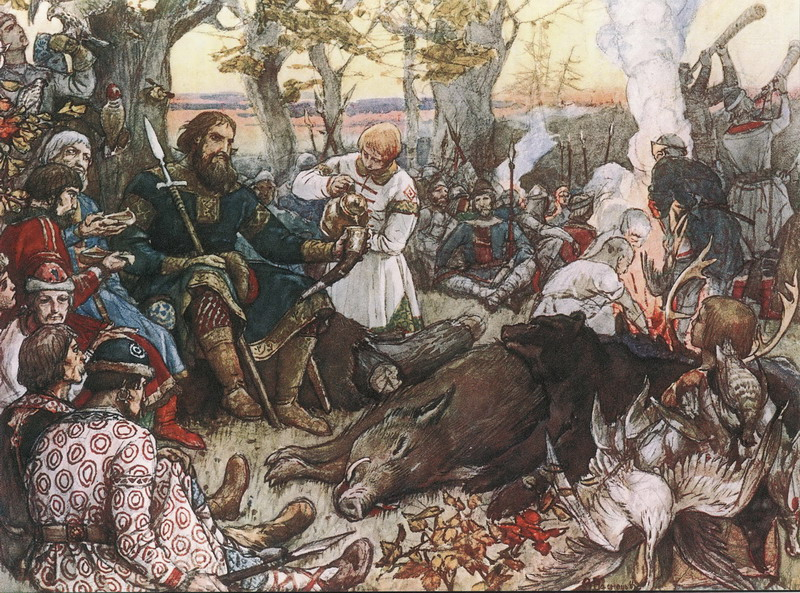
Kníže Vladimír II. Monomach odpočívá po honu na kraji lesa

Po období častých výměn knížat na trůnu Kyjevské Rusi kdy se za 59 let vyměnilo osm panovníků, se konečně pro staroruský stát našel vhodný panovník – Vladimír II. Monomach – syn velkoknížete Vsevoloda I. Jaroslaviče.
Ještě předtím než se dostal na trůn, pokoušel se na schůzce knížat Kyjevské Rusi v Ľubči u Kyjeva v roce 1097 zavést nový systém následnictví trůnu, aby zamezil bratrovražednými válkám. Žádný kompromis však nedosáhl a co se týkalo samotného Kyjeva, ten tak či onak zůstal jablkem sváru.
Vladimír vládl v letech 1113–1125. Pozornost si ale zaslouží i období před nástupem na trůn. Významné byly jeho boje s Polovci, z nichž panovník porazil asi 200 oddílů a vůdců. Tyto bitvy z let 1103, 1107 a 1111 se zapsaly zlatým písmem do dějin Ruska a Ukrajiny. Důkazem popularity Vladimíra II. Monomacha byl fakt, že po smrti Svjatoslava II. Jaroslavice Kyjevané povstali a dožadovali se, aby právě on usedl na kyjevský trůn, přestože nebyl přímým následníkem. Až když se 60letý panovník rozhodl postavit do čela Kyjevské Rusi, tak povstání vzbouřených kyjevanů skončilo.
Za své vlády vynikal obrovskou autoritou, která mu dovolila spojit většinu ztraceného ruského území do jednoho celku. Od těch dob už ale na Rusi nikdy nepanovala taková jednota a souhlas jako za vlády Vladimíra II. Provedl také některé změny v sociální oblasti, aby uspokojil nedostatky svých poddaných. Důkazem toho, jak vážně bral panovník zřetel na společenské problémy, jsou slova jeho rady, se kterou se obrátil na své syny těsně před smrtí.

"Nejvíce ze všeho nezapomínejte na chudé... a nedávejte šanci silným, aby zvítězili nad člověkem bídným a ubohou vdovou"

Naslouchal žádostem svého lidu a systematizoval jejich povinnosti ve svém kodexu práva díky čemuž ještě více vzrostla jeho popularita u lidí. Obnovil pořádek v Kyjevě, který byl po povstání jeho obyvatel téměř v ruinách a získal si podporu bojarů a kupců.
Koncepce udržet roztřeseně ruské území v jednotě však Vladimírovi dlouho nevydržela. Po jeho smrti v roce 1125 se ji podařilo udržet již jen jeho synovi Mstislavovi Vladimiroviči. A jeho smrt v roce 1132 určila konec dnů Kyjevské Rusi – jedné velké etapy dějin Ruska a Ukrajiny, během nichž Kyjev hrál hlavní roli centra ruských knížectví a území – a byla začátkem politické roztříštěnosti staroruského státu.

### Úpadek Kyjeva

#### Politický úpadek

Kyjevská Rus (1054–1132)

Po smrti Mstislava Vladimiroviče panovníci dynastie Rurikovců, kteří se silou moci snažili o zachování celistvosti území Kyjevské Rusi, už neměli tolik možností a podmínky pro zachování tak velkého státního útvaru, jakým Kyjevská Rus ve 12. století byla. Navíc kromě politických problémů se v zemi objevily i jiné aspekty rozpadu Kyjevské Rusi. S vítězstvím principu následnictví, který se pokoušel zavést Vladimír II. (princip přechodu vlády z otce na syna) nad systémem rotace a přechodu vlády na prvorozeného syna po smrti panovníka jaký zavedl Jaroslav I. Moudrý, se čím dál tím víc hlouběji zakořeňovala rodinná pouta panovníků v jednotlivých knížectvích. Proto byla knížata v bližším vztahu se svým knížectvím, v němž viděli svoji budoucnost a nikoliv s Kyjevem, o jehož trůn se vedl mezi panovníky neustálý boj.
Navíc se vznikem nových knížectví, která se vytvořila po rozpadu Kyjevské Rusi, se obyvatelstvo a území Kyjeva zmenšily do té míry, že nedokázaly čelit expanzivní politice údělných knížectví, která si čím dál tím více ukrajovala z území Kyjeva. Ani tehdy však město, navzdory ztrátě mnoha území, neztrácelo na kráse a s přilehlými územími, které mu zůstaly, se začalo nazývat "Ruskou zemí" v užším slova smyslu.
Kdo dobyl Kyjev, nejenže mohl být právem hrdý na své vysoké postavení v dynastii Rurikovců a mohl být na samém vrcholu, ale mohl být hrdý i na to, že vládne ve městě, které již dávno nazývali "Matkou ruských měst".

#### Ekonomický úpadek
Koncem 11. století funkce a význam obchodní cesty ze Skandinávie do Řecka, která v mnohém pozitivně ovlivnila rozvoj Kyjeva, začala postupně upadat, což se odrazilo na celkové ekonomice staroruského státu. Podnikaví italští kupci totiž Kyjev na svých cestách do Byzantské říše, Malé Asie, Blízkého východu a zemí západní Evropy začali houfně objíždět. Navíc ruská knížata, která mezi sebou stále bojovala o kyjevský trůn, těžko ubránila hlavní cestu od nájezdů nomádských kmenů. Všechny tyto události, které zostřovaly vztahy mezi nespokojenými Kyjevany a jejich panovníky byly příčinou vzniku sociálních nepokojů obyvatelstva a zrodem nezastavitelného úpadku Kyjeva ve sféře politické, ekonomické a sociální.

### Haličsko-volyňské knížectví

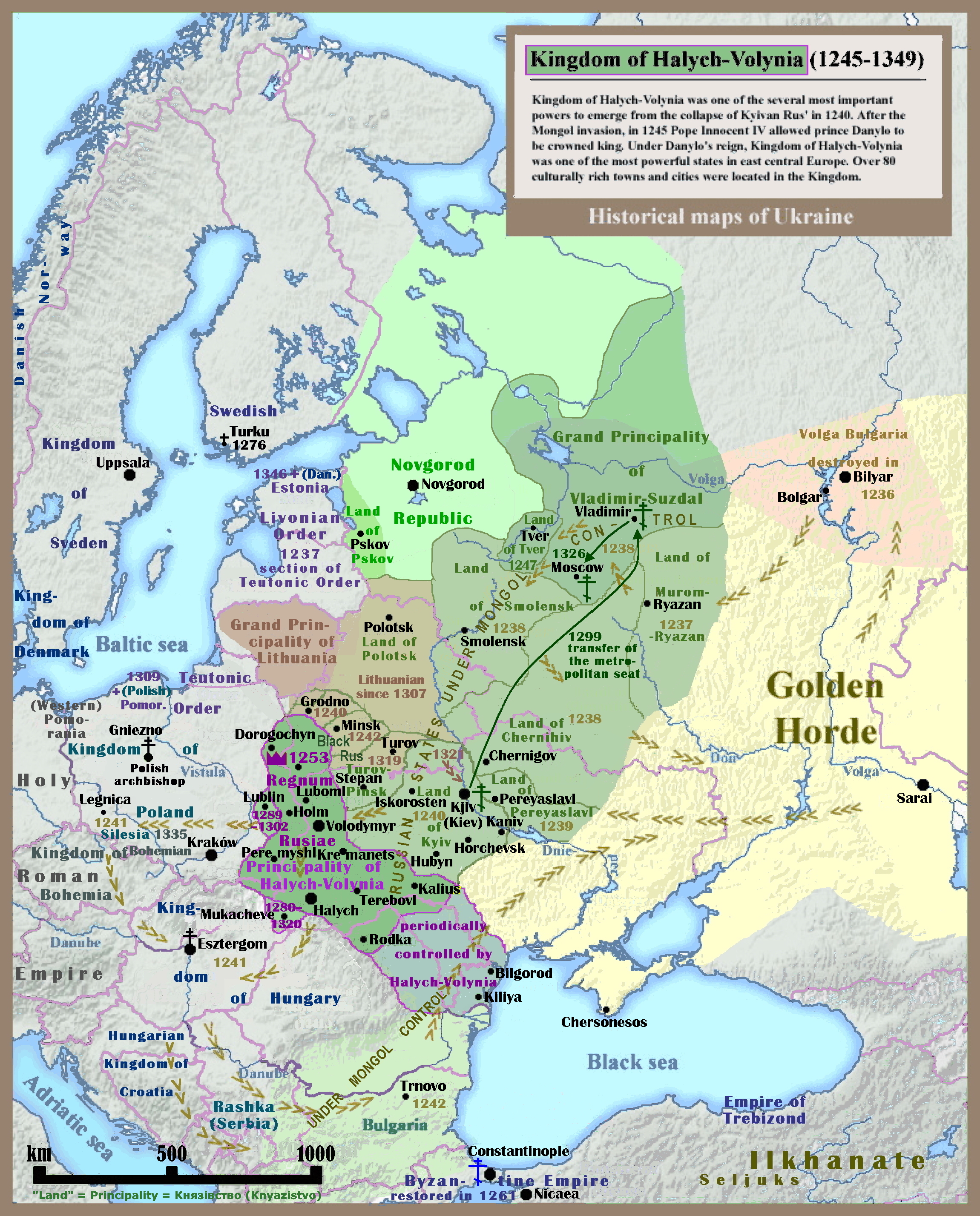
Haličsko-volyňské knížectví ve 13. a 14. století

Nástupnický stát Kyjevské Rusi na části území dnešní Ukrajiny bylo knížectví Haličsko-volyňské.
Již dříve Vladimír I. založil krajská města Halyč a Ladomir (později Volodymyr). Stát byl formován kmeny Doudlebů, Tiverců a bílých Chorvatů.
Vládli zde následníci Jaroslava Moudrého a Vladimíra Monomacha. Po krátké období zde vládl i maďarský šlechtic. Také došlo k bitvám se sousedními zeměmi jako Polsko a Litva, stejně jako k bratrovražedné válce s nezávislým černigovským knížectvím na východě. V době největší rozlohy Haličsko-volyňské knížectví zahrnovalo i Valašsko/Besarábii, čímž dosáhlo břehů Černého moře.
Během tohoto období (okolo let 1200-1400) bylo každé z knížectví na druhém nezávislé. Nakonec se Haličsko-volyňské knížectví stalo vazalem Mongolské říše, ale úsilí pro získání evropské podpory na opozici vůči Mongolům pokračovalo.

### 14. století
Během 14. století bojovalo Polsko a Litva proti mongolským nájezdníkům a nakonec se většina Ukrajiny dostala pod nadvládu Polska a Litvy. Přesněji řečeno, Volyň na severu a severozápadě přešla pod nadvládu litevských princů, zatímco jihozápad se dostal pod Polsko (Halič). Také Janovská republika zakládala na Krymu kolonie až do osmanského dobývání v 70. letech 15. století.
Většina Ukrajiny ohraničovala části Litvy a někteří říkají, že název "Ukrajina" pochází z místního slova pro "hranice", ačkoli se název "Ukrajina" užíval i v minulých staletích. Litva převzala kontrolu nad územím Volyně na severu a severozápadě Ukrajiny, včetně regionu okolo Kyjeva (Rus) a litevští panovníci poté přijali titul vládce Rusi. Polsko převzalo kontrolu nad jihovýchodní oblastí. V době následující unie mezi Polskem a Litvou začali do oblasti přicházet Poláci, Němci, Litevci a Židé. Úpadek Zlaté Hordy v 15. století umožnil založení Krymského Chanátu, který zabíral pobřeží Černého moře a jižní stepi na Ukrajině. Až do 18. století udržoval Krymský chanát masivní obchod s otroky s Osmanskou říší a Blízkým východem, a tak bylo mezi lety 1500–1700 z území Ruska a Ukrajiny vyvezeno až 2 miliony otroků. Krymský chanát byl vazalem Osmanské říše až do roku 1774. Nakonec byl roku 1783 rozpuštěn ruské říši.

## Ukrajina v období nadvlády Polska a Litvy

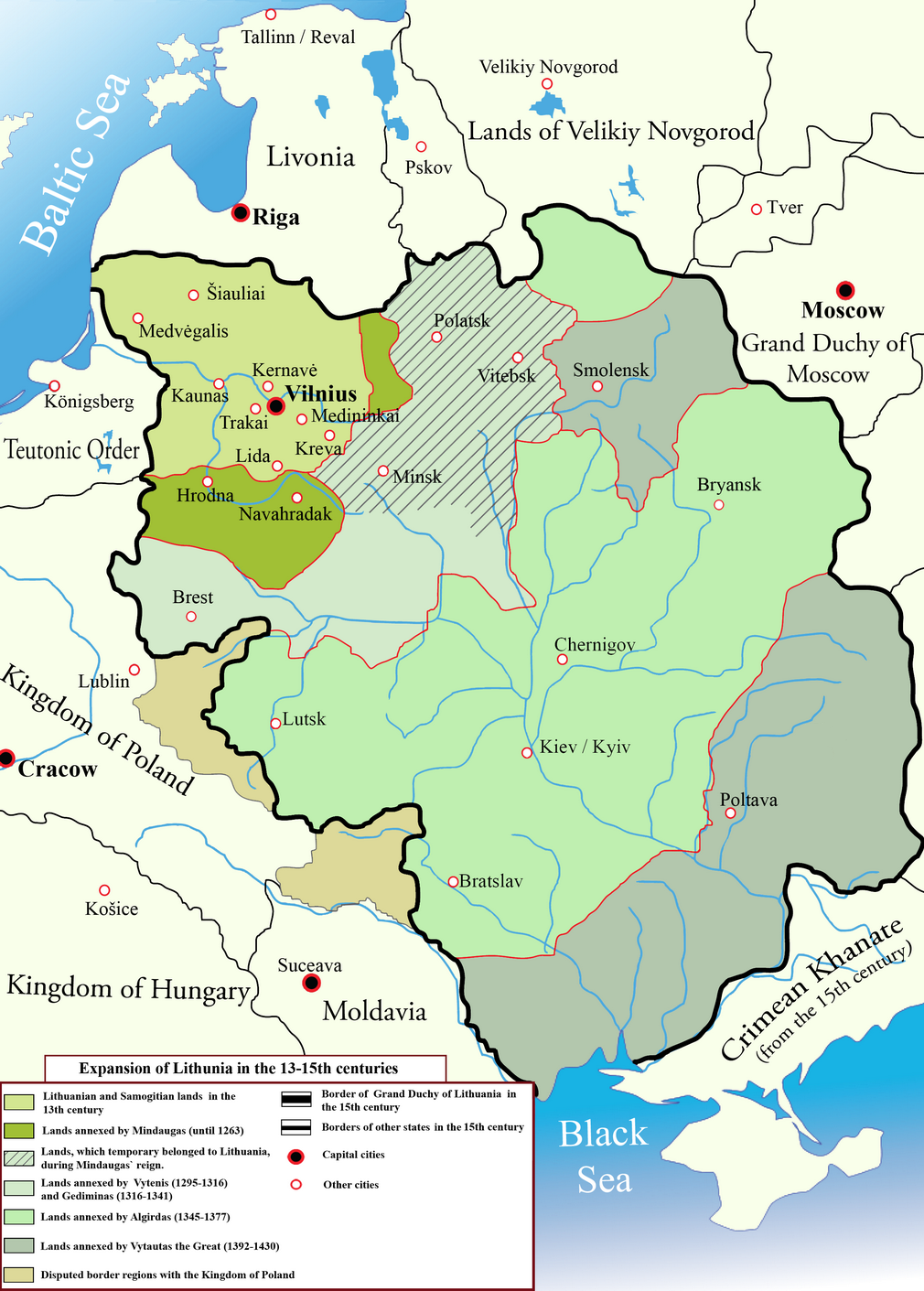
Litevské velkoknížectví v 13. až 15. století

Po samostatném období prvního státního útvaru východních Slovanů – Kyjevské Rusi – nastalo období vlády, kdy se na území Ukrajiny projevil vliv sousedních zemí – Polska a Litvy. Ukrajinské obyvatelstvo se tak na několik staletí ocitlo pod nadvládou jiných národů a politickou samostatnost a národní hrdost si muselo vybojovat. Tento boj o národní sebeurčení se stal a dodnes zůstal jedním z nejdůležitějších témat dějin Ukrajiny.

### Expanze Litvy na území Ukrajiny
Prvním národem, který projevil zájem o ukrajinské území, byli Litevci, když začátkem 14. století kníže Mindaugas zaútočil na Bělorusko a následně jeho syn Algirdas ve 40. letech 14. století i na Ukrajinu. O dvacet let později se mu podařilo podmanit si malá knížectví v oblasti řeky Dněpr a v roce 1362 i Kyjev, čímž jeho expanzivní politika dosáhla za jeho vlády absolutního vrcholu. Litevské velkoknížectví se totiž v tomto období stalo největším státem Evropy, když si podmanilo i polovinu území bývalé Kyjevské Rusi. Bylo by však nesprávné tuto expanzivní politiku knížete Algirdase na ukrajinské území interpretovat jako nájezd zuřivých tlup z jiných území. Pokud bychom chtěli najít vhodná slova k vyjádření tohoto cílevědomého procesu rozšiřování litevského území, měli bychom raději mluvit o připojení a spojení obou zemí. Samotná litevská knížata považovala svou expanzivní politiku za "misi sjednocení území Kyjevské Rusi", proto se mnozí historici při srovnání Litevského velkoknížectví a Moskevské Rusi s Kyjevskou Rusí z hlediska zachování podobnosti tradic více přiklánějí ke Kyjevské Rusi.
Podle některých ukrajinských historiků expanzivní krok litevských knížat směrem na východ neznamenal zničení Kyjevské Rusi a zabrání jejího území cizími kmenovými uskupeními, která pohltila Ukrajinu, nýbrž naopak, byl jejím znovuzrozením, protože litevská knížata na jejím území svou taktikou vlády v mnohém připomínala panovníky z dynastie Rurikovců. Dokázala se přizpůsobit k místním tradicím Běloruska a Ukrajiny a na svém nově připojeném území se řídila heslem "Staré nezměníš a nové nezavedeš." Přičemž zachovala úřední jazyk, kterým byla ruština.

### Expanze Polska na území Ukrajiny

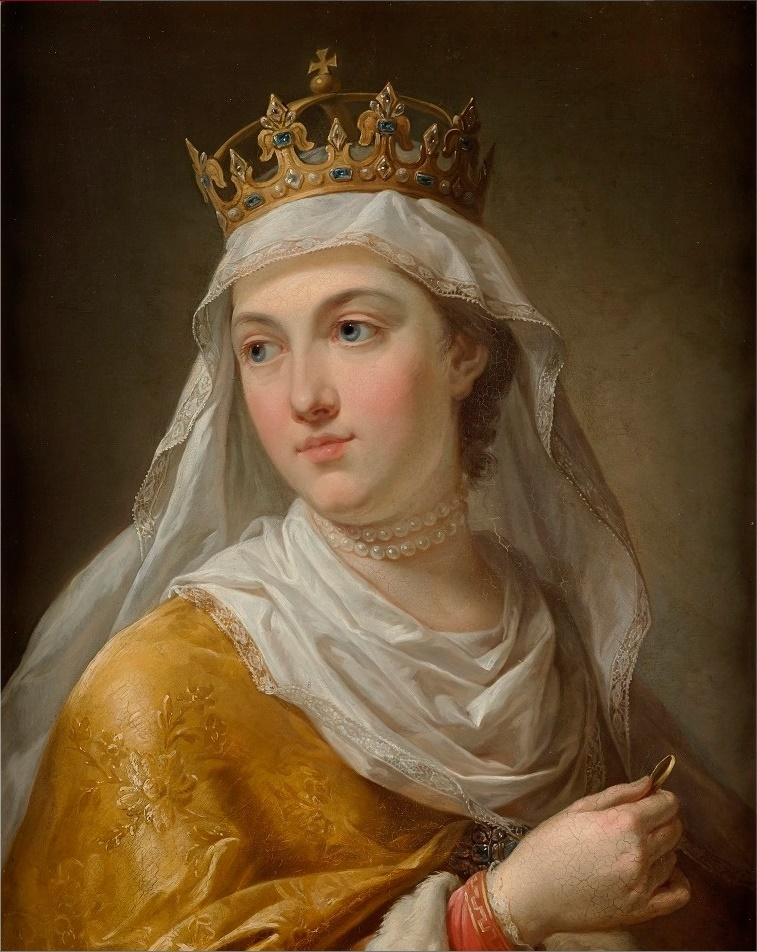
Hedvika I.

Dalším národem, který okupoval ukrajinské území a snažil se získat jejich vliv, byli Poláci v čele s Kazimírem III. Velkým, který se na sousedním území snažil obnovit středověkou polskou monarchii. Zájem na rozšíření své země směrem na východ neměl pouze polský panovník, ale i polští magnáti a katolická církev, kteří krále podporovali, protože si chtěli podmanit důležité obchodní cesty v Haliči. Ve spolupráci s Ludvíkem I. a na základě s ním uzavřené úmluvy ještě v roce 1339, kterou se oba panovníci zavázali společnými silami postupovat při obsazování území Ukrajiny, se mu to s obtížemi podařilo.
O území Haliče však musel nadále bojovat, protože proti němu vyrazila vojska litevského knížete. Válka mezi oběma knížaty skončila v roce 1366. Jejím výsledkem byla polská okupace celé Haliče a části Volyně, čímž se území Polska rozšířilo o více než 52 000 km². Na základě úmluvy z roku 1339 mezi Ludvíkem I. a Kazimírem III. v roce 1370 po smrti polského krále přešlo pod správu uherského krále a od roku 1384 nad ním začala vládnout Hedvika I. – dcera Ludvíka I., – která dva roky po nástupu na trůn definitivně připojila Halič k Polsku. Ihned po jejím připojení stanovila nové podmínky mezi svými poddanými. Kromě staroukrajinštiny se oficiálně mohla používat i latina a pravoslaví bylo římským papežem Benediktem XII. vyměněno za katolicismus. Již v roce 1375 vzniklo ve městě Lvov první katolické arcibiskupství, které položilo základ rozvoji klášterů františkánů a dominikánů, šířících novou víru mezi polskou, německou, českou a uherskou šlechtou.
Polská anexe území obývaného ukrajinským obyvatelstvem byla v konečném důsledku důležitým bodem zvratu v dějinách obou národů. Pro Poláky totiž znamenala počátek stálé orientace směrem na východ na rozdíl od orientace na západ, která přetrvávala v dřívějším období. Tato změna měla za následek dalekosáhlou změnu politických a sociálně-ekonomických hledisek v budoucím Polsku.
Pro Ukrajince záměna svých knížat za cizí byla nejen jednoduchou záměnou čelných představitelů země, ale znamenala i seznámení se ukrajinských obyvatel s novým náboženstvím a kulturou. Bez ohledu na pozitivní následky této symbiózy dvou příslušníků národů, pozdější časy ukázaly, že právě toto "seznámení se s cizím" u Ukrajinců vyvolalo ostré náboženské, sociální a etnické konflikty, které se nejvíce projevily v následujících 600 letech ve všech oblastech života ukrajinského obyvatelstva.

### Polsko-litevská unie

Erb Republiky Polské koruny a Litevského velkoknížectví

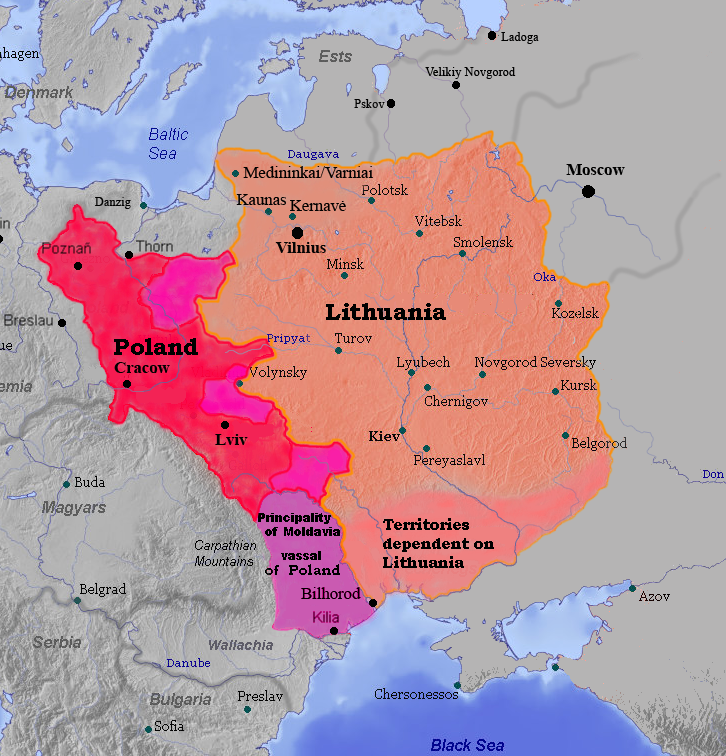
Litva a Polsko v roce 1387

Obě země – Polsko a Litva – rychle pochopily, že je spojují společné zájmy. Nacházely se pod hrozbou agresivního útoku a expanzivních plánů Řádu německých rytířů, kteří se nacházeli v oblasti Baltského moře. Zesláblé Litevské velkoknížectví se nedokázalo bránit nájezdům německých rytířů ze severu a navíc složitá situace v Moskevském knížectví, které hrozilo vojenským vpádem na území Litevského velkoknížectví z východu, rychle zhoršovala jeho růst moci a prestiž.
Mezitím se Poláci, nespokojeni s dynastickými svazky s Uhrami, snažili podmanit si další ukrajinské území a hledali tak nové příležitosti k uskutečnění svých plánů. V tomto okamžiku polští magnáti navrhli neočekávanou nabídku – uzavřít unii mezi Polskem a Litvou a vdát polskou královnu Hedviku I. za nového litevského velkoknížete Jogailu.
V roce 1385 došlo v malém běloruském městě k podpisu smlouvy a vzniku polsko-litevské unie. Litevský velkokníže si vzal polskou královnu a byl korunován polským králem. Spolu s ostatními požadavky, o kterých se ve smlouvě pojednávalo, vrátil nový polský král litevskému obyvatelstvu katolicismus a litevské a ukrajinské území bylo "na věky věčné" ("на возрасты вечные") připojeno k Polsku. Z formálního hlediska si uzavřením polsko-litevské unie chtěl nový polský král podmanit a zničit litevské velkoknížectví. Ale nezávisle na dohodách mezi polskými magnáty a Jogailou zůstalo litevské velkoknížectví dostatečně silným a životaschopným státním útvarem a litevská šlechta byla příliš sebevědomá, než aby dovolila Polsku pohltit jeho území. Přestože byly Litva a Polsko mezi sebou spojeny Krewskou unií, litevská šlechta si dokázala vedle Vladislava II. vychovat vlastního talentovaného panovníka Vytautase, který v roce 1392 přinutil polského krále uznat jeho faktickou moc a vládu nad Litevským velkoknížectvím, čímž si Litva zachovala vlastní nezávislost. Několikrát během své vlády se Vytautas snažil přerušit vztahy s Polskem a získat královský titul pro sebe. Ačkoli všechny tyto pokusy byly neúspěšné, do velké míry dostatečně signalizovaly sílu a odhodlání ukrajinské a litevské šlechty Litevského velkoknížectví držet krok s Polskem. Pro ukrajinské feudály zachování autonomie litevského velkoknížectví znamenalo otázku života a smrti, protože litevská šlechta považovala tuto skupinu ukrajinského obyvatelstva na rozdíl od polské za sobě rovnou.
Kníže Vytautas začal podle vzoru Algirdase rozšiřovat území Litevského velkoknížectví směrem na východ, čímž si získal přízeň Ukrajinců, kteří měli zájem na opětovném připojení bývalých ruských území, pokoření Zlaté hordy a vybudování nových pevností, které by je uchránily před nájezdy kočovných kmenů. I při těchto odvážných krocích knížete Vytautase se objevily určité problémy, s nimiž nebyli Ukrajinci spokojeni. S politikou knížete Vytautase Ukrajinci nesouhlasili a bouřili se dále a v roce 1413, když se Vladislav II. s Vytautasem dohodli na zrovnoprávnění litevské a polské šlechty, nepokoje ukrajinských bojarů vzrostly, protože se právem obávali zhoršení vztahů s litevskými šlechtickými kolegy. Navíc se stupňovaly nepokoje i mezi přívrženci katolicismu a pravoslaví, které vznikly ještě v dobách uzavírání Krewské unie v roce 1385 a vyvrcholily po smrti knížete Vytautase v roce 1430.
Novým knížetem Litevského velkoknížectví se stal mladší bratr Vytautase, Švidrigail, který dal během své vlády polskému králi jasně najevo, jaké bude jeho směřování vlády, když začal podporovat ukrajinské pravoslavné věřící. To se polskému králi znelíbilo a Švidrigaila na trůnu Litevského velkoknížectví vyměnil za Vytautasova mladšího bratra Žigimantase I., a boj mohl začít. Tábory se rozdělily na dva – jedni podporovali Žigimantase a druzí Švidrigaila, který byl nakonec v roce 1440 rukama litevské šlechty zavražděn.
V polovině 15. století se vztahy mezi litevskou a ukrajinskou šlechtou znovu zostřily, zvláště poté, co nový velkokníže Kazimír Jogalaitis učinil několik reformních kroků v oblasti centralizace země – Kyjev a Volyň se podle vzoru Polska převedly na obyčejné provincie, s čím Ukrajinci absolutně nesouhlasili, protože ztratili samostatnost na Litevském velkoknížectví. Tímto krokem litevského velkoknížete se prvky státnosti Kyjevské Rusi pomalu, ale jistě začaly vytrácet ze života obyvatel jeho knížectví.

#### Krymský chanát

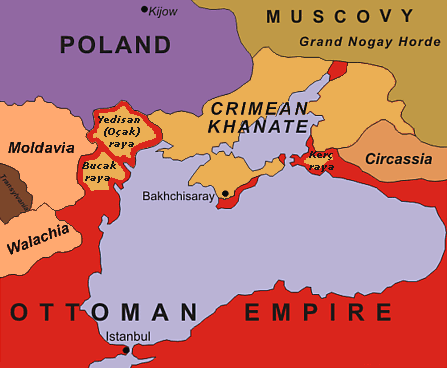
Krymský chanát

Ze stepí viselo nad lidmi obývajícím příhraniční oblasti Ukrajiny nebezpečí ze sousedního Krymského chanátu. V dobách pomalého úpadku Zlaté hordy se její kočovní členové Tataři, kteří obývali oblasti kolem Černého moře, v roce 1441 oddělili od Zlaté hordy a na Krymském poloostrově a jihovýchodě dnešní Ukrajiny si vytvořili svůj vlastní stát – Krymský chanát, kterému vládli panovníci z rodu Girejovců. Jejich expanzivní politika pokračovala směrem od pobřeží Krymského poloostrova, kde si s pomocí osmanských Turků podmanili italská a řecká obchodní města. Složité problémy Litevského velkoknížectví neustávaly ani po roce 1503. Jeho cháni si dokázali zachovat svou autonomii, protože podnikali loupežné výpravy proti pohraničnímu obyvatelstvu ukrajinského území a odtud získávali levnou pracovní sílu v podobě ukrajinských a ruských nevolníků, které pak prodávali do Konstantinopole. Při nájezdech krymskotatarské jízdy byly odvlečeny do otroctví v Osmanské říši miliony lidí. Poslední velký nájezd podnikli Tataři roku 1769 během rusko-turecké války na území Nového Srbska.

### Lublinská unie

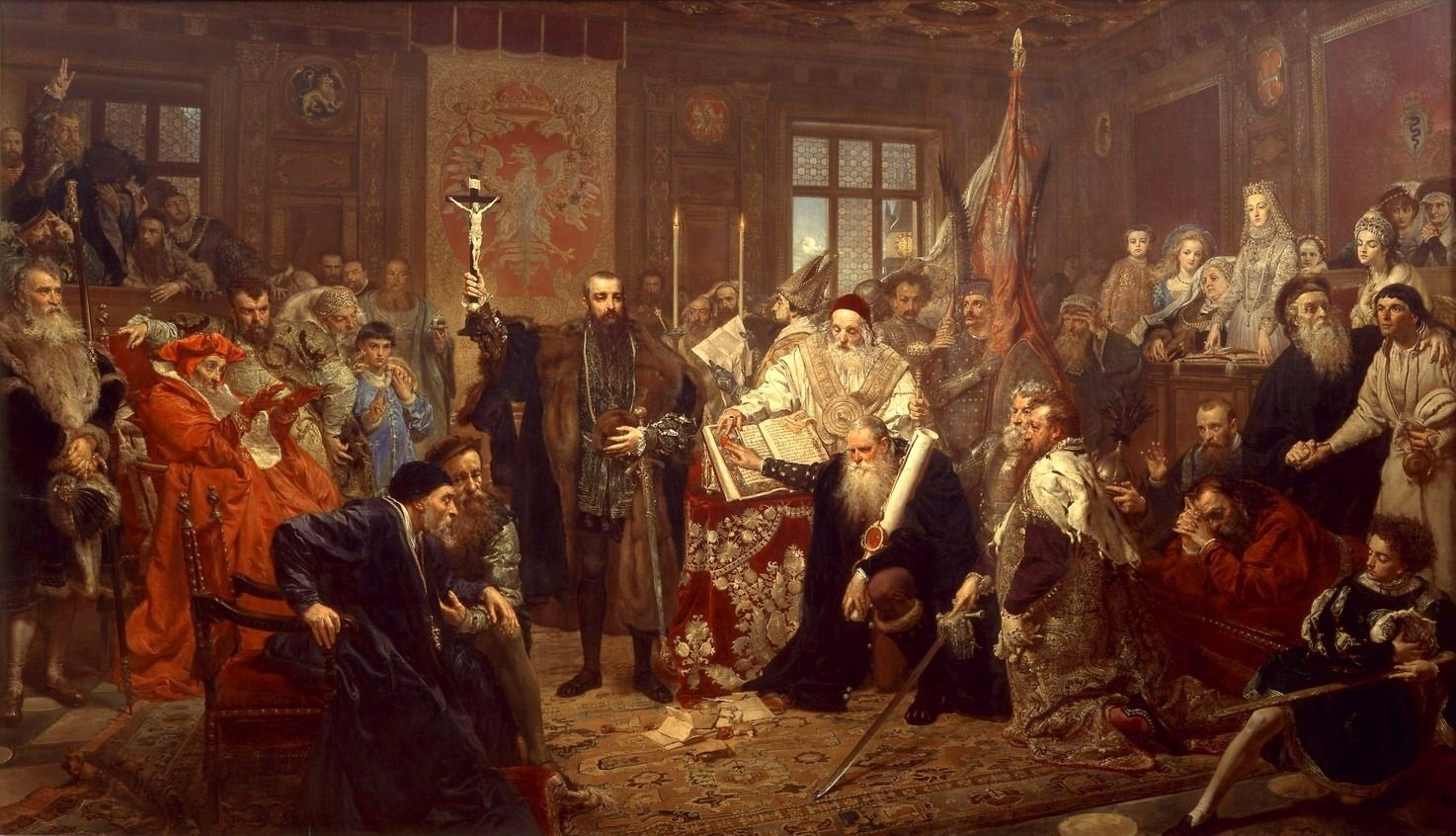
Lublinská unie

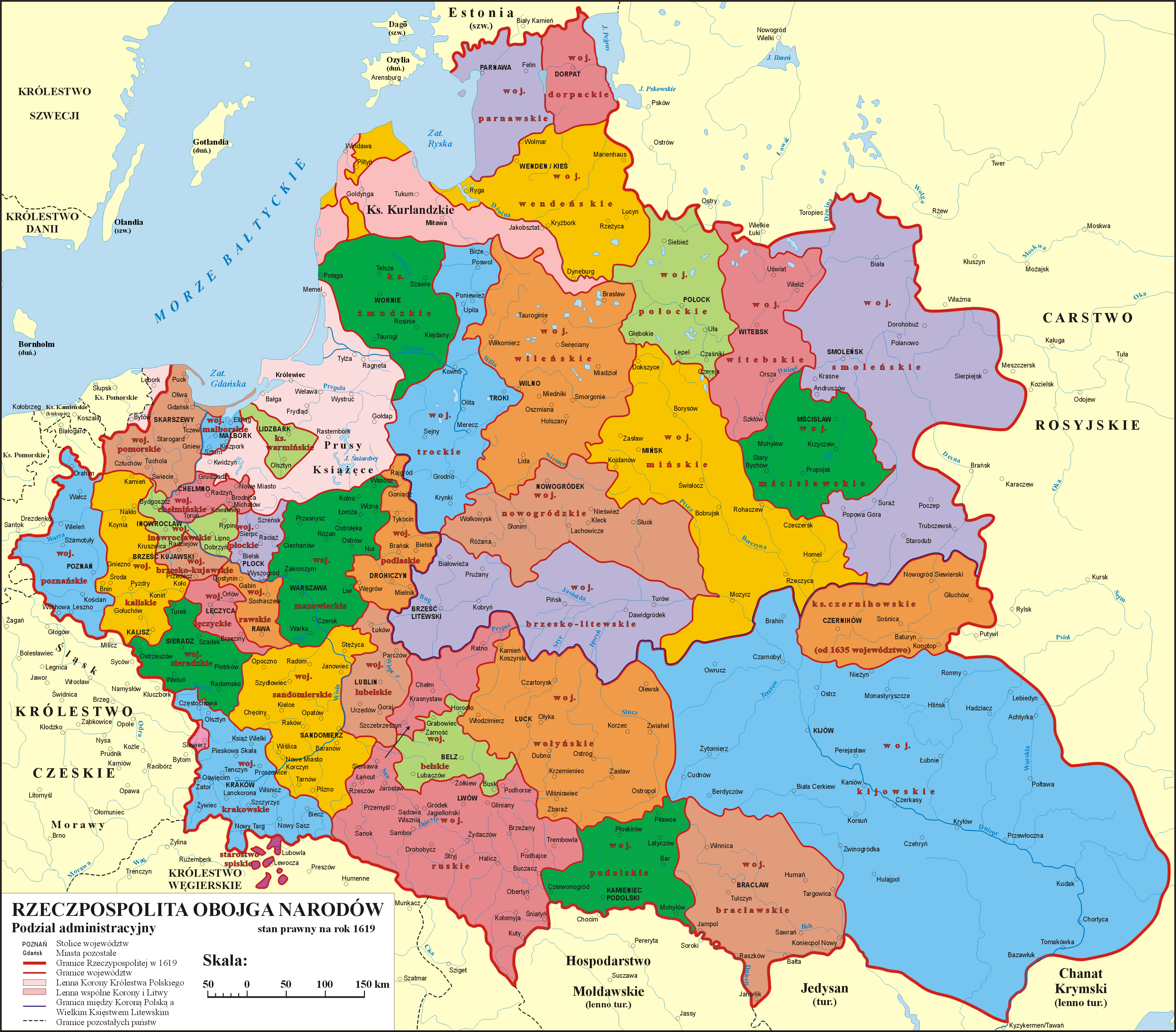
Polsko-litevská unie v roce 1619

Na počátku 16. století bylo jasné, že Litevské velkoknížectví bylo na pokraji úpadku. Vyvrcholením narůstající krize byla válka s Moskevským carstvím v letech 1562–1570 poté, co si Litva nedokázala ubránit své území před nájezdy Tatarů. Litva se obrátila o pomoc na Polsko, které souhlasilo pod podmínkou, že oba státy, jimž dosud vládl jeden monarcha, znovu utvoří jeden svaz, a tak 1. července 1569 podepsali na jednáních v polském Lublinu smlouvu o vzniku Lublinské unie.
Na jejím základě vznikl Polsko-litevský stát v čele s jedním králem, parlamentem, který měl vlastní peníze, daně a jednotnou zahraniční politiku. Litevské velkoknížectví si však do určité míry zachovalo autonomii, vlastní vojsko a soudy – ztratilo však všechna ukrajinská území, která se stala součástí Polské koruny.
Pro Ukrajince byla Lublinská unie velkou událostí. Nehledě na její nedostatky, Litevské velkoknížectví pro ně bylo jen příjemným umělým prodloužením svého života. Ukrajinská knížata, přestože byla podřízena litevským, měla velký vliv v sociální, hospodářské, náboženské a kulturní oblasti života. Ale osud, který postihl Halič – území, které se jako první dostalo pod vládu Polska – postihl i ostatní ukrajinská území, která Polsko od Litvy získalo a budoucnost a další přetrvání ukrajinského obyvatelstva jako jednoho etnika byly nejisté.
Polští magnáti tak měli volnou cestu ke kulturní asimilaci ukrajinské šlechty vládnoucím národem (Polskem), což byl dosud nevídaný jev v dějinách Ukrajiny. Ukrajinci začali postupně ztrácet jakoukoliv možnost projevit své zájmy, přestože byli na svém vlastním území.

## Doba kozáků

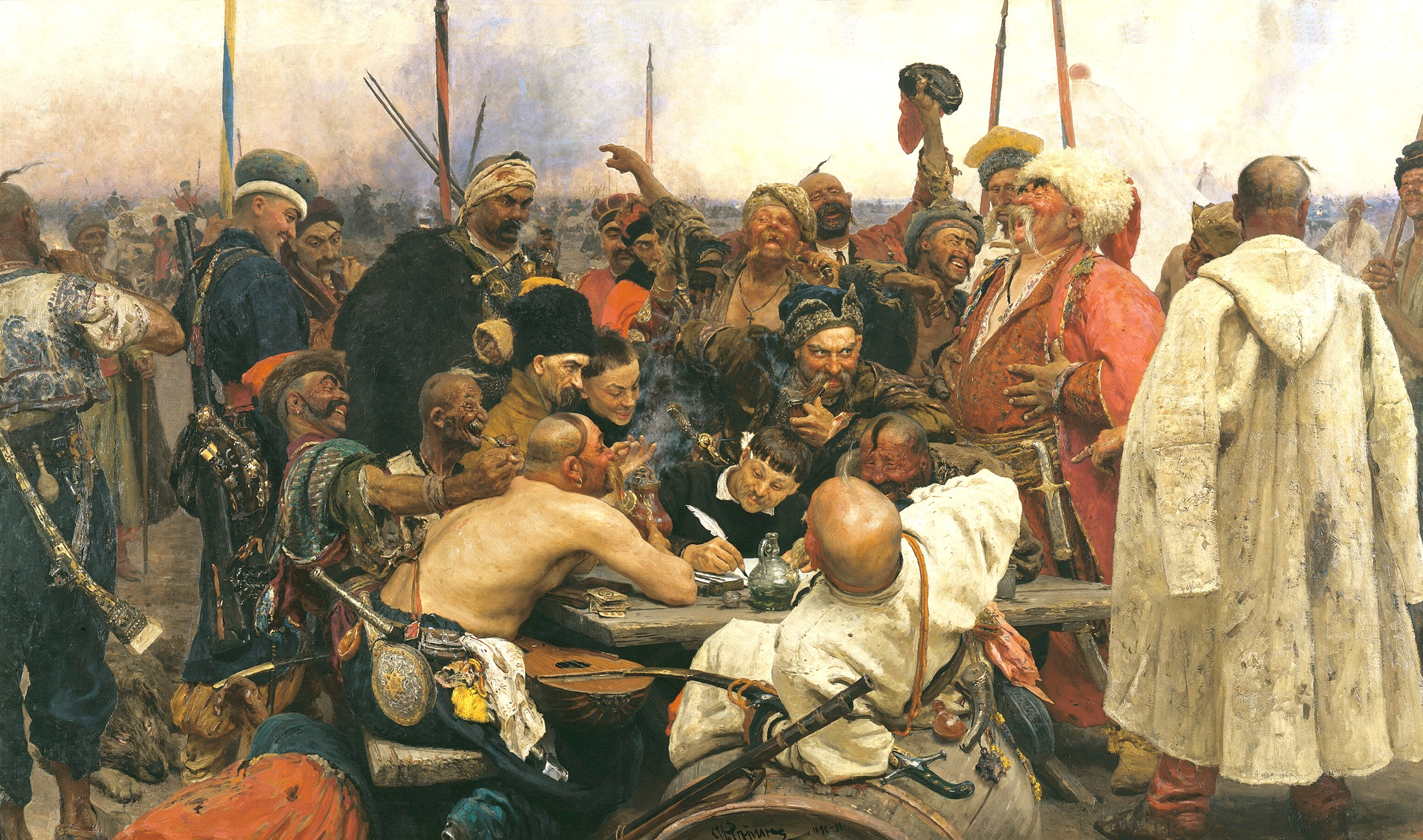
Záporožští kozáci píší dopis tureckému sultánovi

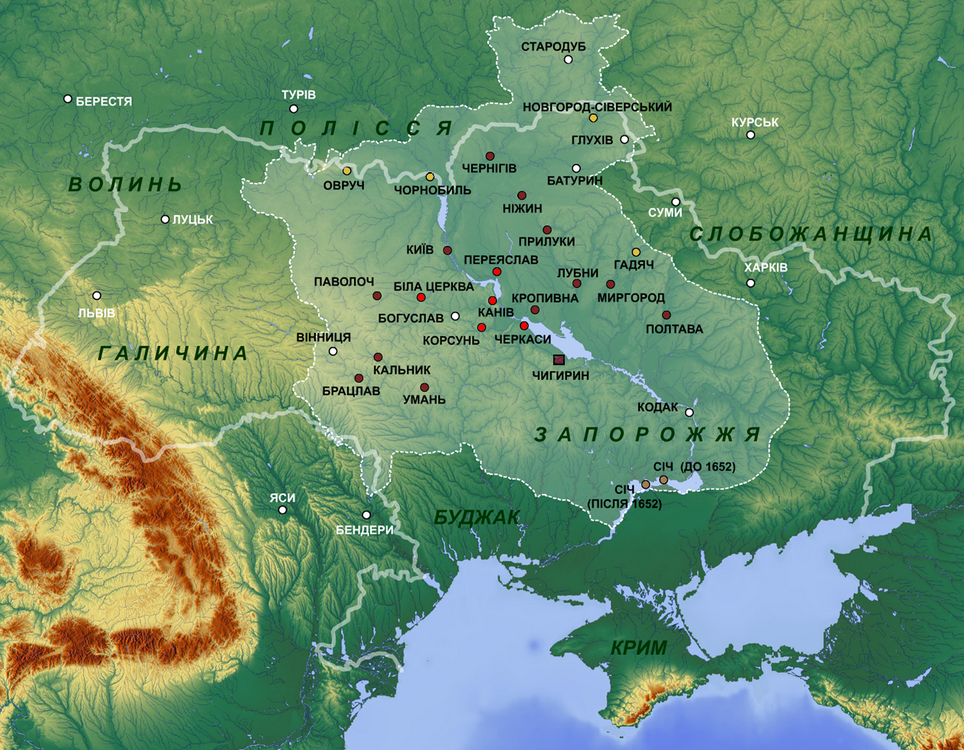
Kozácký Hetmanát

Od roku 1240, když na Kyjev zaútočili Tataři, se hlavní arénou událostí ukrajinských dějin staly Halič a Volyň. Koncem 16. století se však středem událostí znovu stal východ Ukrajiny a oblast Dněpru, kde se znovu rozproudil dávný boj mezi místními usedlíky a kočovnými kmeny, které se snažily prosadit islám. Následný útlak obyvatelstva byl příčinou mnoha útěků a příjezdu kozáků, kteří se usazovali v hraničních oblastech Ukrajiny. Jejich prvotním cílem bylo odrážet nájezdy Tatarů, což se jim dařilo. Postupně v bojích proti nim a jejich spojencům osmanským Turkům zdokonalovali své vojenské schopnosti a organizovanost armády a ukrajinská společnost je začala považovat nejen za bojovníky proti hrozbě islámu, ale také jako obránce proti národně-náboženskému a společensko-ekonomickému útlaku polské šlechty. Tyto kozácké činy popisuje jeden turecký historik 17. století takto:

„Lze z určitostí říci, že na světě neexistují lidé, kterým by na svém životě vůbec nezáleželo a méně se báli smrti, než tito [kozáci]...(?) Znalci vojenského fochu tvrdí, že tito lidé díky své chrabrosti a šikovnosti, která se projevuje zejména v bojích na moři, nemají ve světě rovných.“

Roku 1648 došlo v Polsko-litevské unii k velkému kozáckému povstání, to vedlo ke vzniku Kozáckého hetmanátu, který je obvykle vnímán jako předchůdce Ukrajiny. K bitvám s Poláky však docházelo i nadále a Bohdan Chmelnický se roku 1654 obrátil o pomoc k ruskému caru Alexejovi. Po letech nepřetržitého válčení došlo v roce 1667 k polsko-ruské dohodě Andrusovo, která rozdělila ukrajinské území mezi Polsko-litevskou unii a Rusko. Země byla rozdělena podle řeky Dněpru. Při dělení Polska v letech 1793–1795 byla k Rusku připojena i většina pravobřežní Ukrajiny. Součástí Ruského impéria zůstala až do Únorové revoluce.

### První povstání
Polská vláda a šlechta reagovaly na rychlý růst kozáků rozpačitě. Jen stěží mohli pochopit, jak se ze svobodných a na svém pánovi nezávislých lidí vytvořilo jednotné společenství. Velmi často je však za zvýšený plat a mnohé jiné výhody nasazovali do bojů proti Osmanské říši. Názory krále a magnátů na vztah vůči kozákům se v mnohém lišily. Pro krále byli kozáci zdrojem zkušeností, levnou vojenskou silou a potenciální protiváhou rostoucí moci magnátů, pro které symbolizovali schopnost ubránit hraniční oblasti Ukrajiny od nájezdů nepřátel, a tak zostření těchto protikladů bylo jen otázkou času. To přišlo v roce 1591, kdy na území Ukrajiny vypuklo první kozácké povstání, ve kterém kozáci chtěli pomstít nespravedlnost svých pánů.

#### Povstání Bohdana Chmelnického

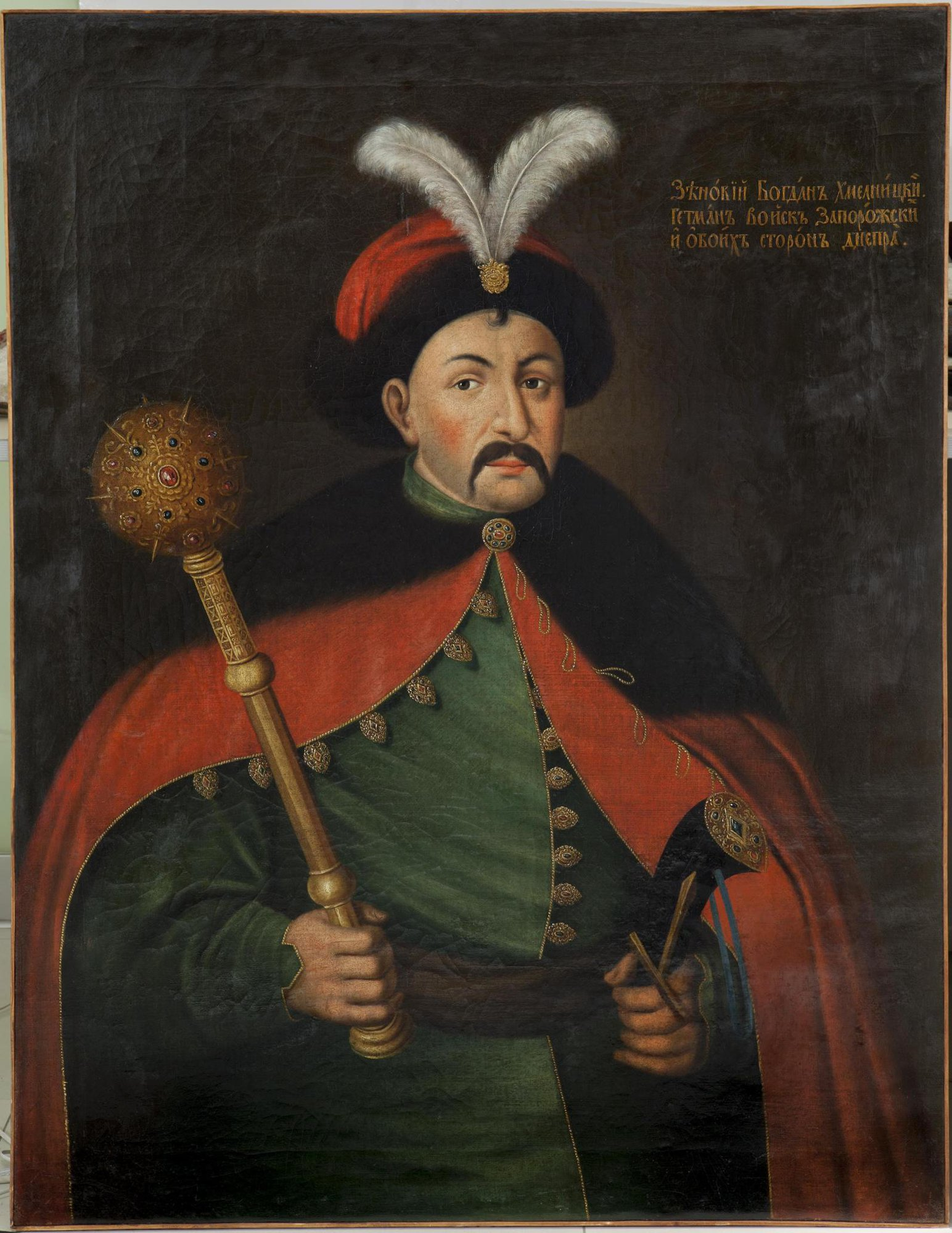
Bohdan Chmelnickij

Povstání, které vypuklo na území Ukrajiny v roce 1648, bylo jedním z největších střetů v dějinách ukrajinského národa. Setkali se v něm nejmocnější feudálové a vzdorný národ – Ukrajinci. Arénou povstaleckých bojů se stal Kyjev a jeho okolní oblasti. V té době to byl unikátní prostor na realizaci a prosazení zájmů, a to nejen pro Polsko-litevský stát, ale i pro celou Evropu.
První vítězství Bohdana Chmelnického přišlo 6. května 1648. Od té doby se protivníci postupně přidávali na stranu vítěze, protože viděli, že proti jeho velké armádě nemají šanci. V rukou Bohdana Chmelnického postupně skončili nejdůležitější důstojníci polské šlechty. Poláci se ocitli v nezáviděníhodné situaci, navíc 1. června 1648 zemřel polský král Vladislav IV. Po celé zemi postupně vypukla další povstání, organizovaná místními měšťany a rolníky, kteří se chtěli pomstít za útlak svým pánům. Všechny tyto události jsou popsány v jednom ukrajinském letopise takto:

„...kdekoliv se nacházela šlechta, její služebnictvo, Židé   -   všechny vraždili, nešetříce ženy ani jejich děti, kradli majetek, vypalovali kostely a paláce. Nic nenechali a všechno zpustošili.“

Za několik měsíců byla na Ukrajině zlikvidována celá polská šlechta. Obzvláště silný zásah do života společnosti utrpěli Židé, když jich v letech 1648–1656 z ukrajinského území vymizelo přes deset tisíc, podle některých historických pramenů dokonce až kolem půl milionu.
Začátkem roku 1649 se Bohdan Chmelnický vrátil v čele vítězného vojska do Kyjeva. Ukrajinské duchovenstvo ho ve městě vítalo jako "Mojžíše, který osvobodil svůj národ z polského otroctví". Na podzim toho roku – 18. září 1649 – byla v ukrajinském městě Zborov podepsána Zborovská mírová smlouva, která zajistila práva a zájmy pravoslavné církve a kozáků, kterým chtěl hejtman dát šlechtické tituly a rozmístit je po zemi. Na základě této smlouvy se polská vláda zavázala amnestovat všechny účastníky povstání a Židé spolu s jezuity se museli z Ukrajiny vystěhovat. Takto sjednaná mírová smlouva, i přesto, že Bohdan Chmelnický s ní v některých bodech nesouhlasil, byla schválena na mimořádném sjezdu ukrajinského sněmu v listopadu 1649.

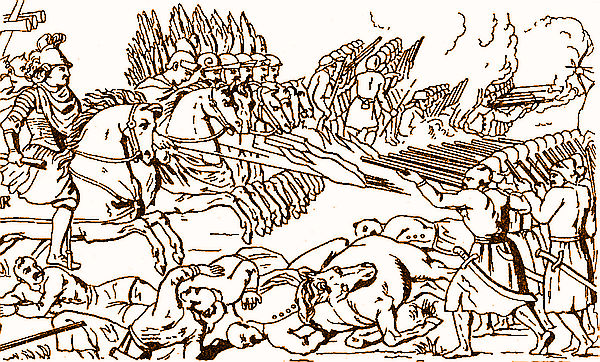
Bitva u města Beresteczko.

6. ledna 1651 vypukla nová polsko-ukrajinská válka. (Dvoutýdenní válka ale oficiálně začala 18. června 1651). Bohdan Chmelnický a jeho armáda v ní však byli poraženi, a to díky chybějící podpoře Krymských Tatarů, kteří se v okamžiku zlomu bitvy z bitevního pole stáhli a odmítli svému vůdci pomoci. Své grandiózní vítězství v bitvě Poláci potvrdili na mírových jednáních v ukrajinském městě Bila Cerkva. Mír byl podepsán dne 28. září 1651. Pro kozáky byl však tento mír méně výhodný než ten, který podepsali 18. září 1649. Polská šlechta očekávala, že podmínky mírové smlouvy nyní obě strany dodrží a s pomocí vojenské síly se znovu začala usazovat na ukrajinském území. Tisíce Ukrajinců začaly houfně utíkat k východním hranicím své země do Moskevské Rusi, kde vznikla tzv. Slobodská Ukrajina – stát rozkládající se na současném území města Charkova a jeho oblasti.

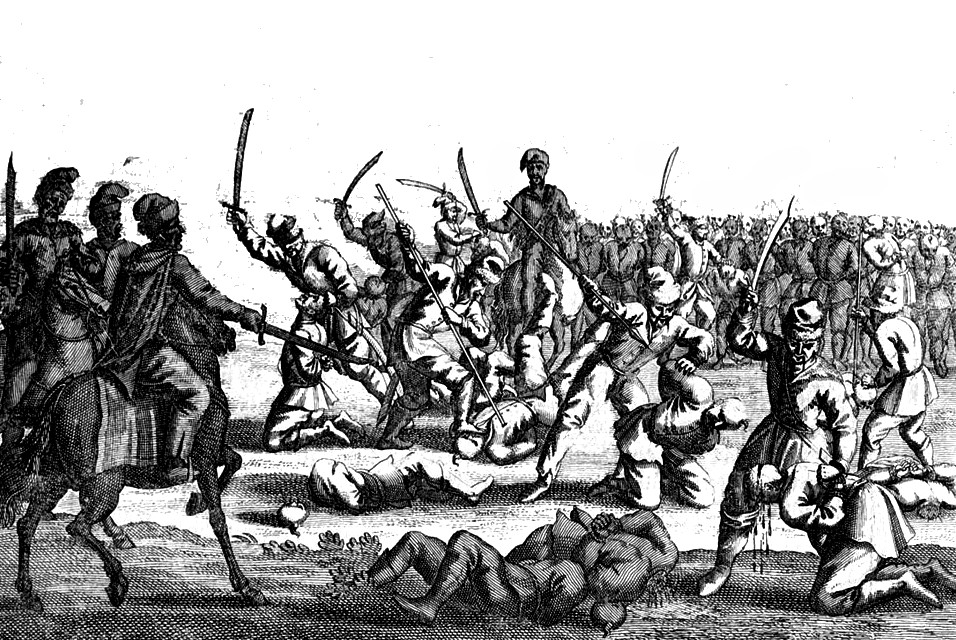
Masakr několika tisíc polských zajatců kozáky po bitvě u Batihu roku 1652

Bohdan Chmelnický se však znovu sebral a spolu s novým vojskem, které bylo ustanoveno na tajné kozácké radě v dubnu roku 1652 v jeho rezidenci v Čigirinu, zaútočil na Poláky u moldavské hranice a 1. května 1652 je porazil. Smrt svých vojáků, kteří zahynuli v bitvě u města Beresteczko, pomstili smrtí všech zajatých příslušníků polské armády. Když se zvěst o vítězství kozáků rozšířila po celé zemi, opět vypukla i protipolská povstání. Kozácká vojska obsadila větší část území, které ovládala až do vypuknutí bitvy u města Beresteczko. V této situaci se však už ani Poláci, ani Ukrajinci, unavení bojem, neodhodlali udělat poslední, nejdůležitější krok.
Aby mělo povstání úspěch, musel se jeho vůdce orientovat na zahraniční pomoc. Diplomatickou cestou si získal podporu Krymských Tatarů, když je pozval do svazu s ukrajinskými kozáky. Svaz však neměl úspěch, jelikož neřešil problémy ve vztazích mezi Ukrajinou a Polsko-litevským státem, které Bohdana Chmelnického trápily. Chtěl totiž docílit, aby měli ukrajinští kozáci autonomii v rámci Polsko-litevského státu, které by dosáhli pomocí jejich přetransformování na jednotlivé rovnoprávné subjekty Polsko-litevského státu. Ale tvrdohlavost polské šlechty, která nechtěla toto zrovnoprávnění uznat, jim v tom bránila. Bohdan Chmelnický se i přesto, že kandidátů k odstranění polské šlechty z území Ukrajiny bylo více, obrátil na tureckého sultána a stal se jeho vazalem. Nakonec si ho však pod svůj patronát vzal moskevský car Alexej I., a to na základě "pravoslavné víry a svaté církve Boží". Přijetím tohoto rozhodnutí obyvatelé Moskevské Rusi získali naději, že se Ukrajina stane jakousi nárazníkovou zónou proti Osmanské říši, na které by mohli rozšířit svůj vliv, a že získají některá území, která Polsko-litevský stát od Ukrajiny v letech 1648–1651 získal.

#### Perejaslavská rada
18. ledna 1654 Bohdan Chmelnický svolal v Perejaslavi u Kyjeva nejvyšší kozáckou radu, na které byl přijat konečný verdikt o osudu Ukrajiny, která přešla pod kompetence ruského cara. Ještě v ten samý den se na místním městském náměstí konaly volby na post potenciálního kandidáta, který by zastupoval Ukrajinu ve věcech politických a společenských. Ze čtyř kandidátů (polského krále, krymského chána, tureckého sultána a ruského cara), hejtman Bohdan Chmelnický vybral ruského cara, s čím jeho lid davově souhlasil. Výběr následně potvrdil společnou přísahou v městském chrámu. Zde se však stalo něco s čím Bohdan Chmelnický nepočítal. Podle tradice, která v Polsku vládla, měly složit přísahu obě zúčastněné strany. Ukrajinci přísahali věrnost carovi a car zase národu a slíbil jim, že je bude před Poláky bránit a vážit si jejich práva a privilegia. Jeden z přísahajících odmítl jménem svého monarchy přísahu složit. Prý proto, že na rozdíl od polského krále, je car samoděržavcem a nepřísahá věrnost svým poddaným. Nakonec byla přísaha složena i bez něj a s oslavou v ulicích města se mohlo začít. Po celé zemi se šířil carův příkaz přísahat věrnost jemu a jeho následníkům. Všechno toto nadšení lidu shrnul do sebe slavnostní podpis Perejaslavské dohody mezi Ukrajinou a Moskevskou Rusí, která učinila ve svých dějinách gigantický krok vpřed na cestě za svou územní expanzí. Ode dne podpisu dohody se Ukrajina v dobrém i ve zlém stala součástí Ruska a její osud s ním byl na následující staletí úzce spojen.

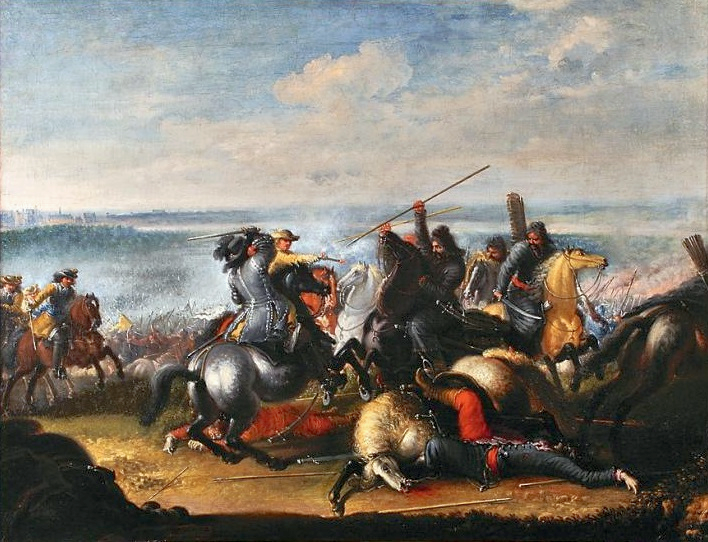
Švédská jízda v bitvě o Varšavu roku 1656.

Jedním z prvních důsledků úmluvy byla radikální změna politických svazů v regionu. Odpovědí Poláků a Tatarů k podpisu smlouvy mezi ruským carem a Bohdanem Chmelnickým byla nová válka, která vypukla začátkem jara roku 1654, když moskevská vojska doprovázená velkým kontingentem kozáků v čele s Vasilijem Zolotarenkem vstoupila na území Běloruska a vzala Polákům jeho větší část. Na podzim toho roku se hlavní boje přesunuly do oblasti jihozápadní Ukrajiny, kde Tataři, nevázáni vůči Ukrajincům žádnou politickou dohodou, pokračovali v plenění země.
Do boje proti polské armádě se zapojili i Švédové, kteří chtěli Chmelnickému pomoci obnovit Kyjevské knížectví. V roce 1656, kdy už byla porážka Polsko-litevského státu cítit ve vzduchu, se k Ukrajincům přidal i Jiří II. Rákoczi. Bohdan Chmelnický měl v tomto okamžiku v očích všech Poláků záviděníhodnou situaci, kterou využil k napadení Polska se záměrem rozdělit ho. Jednou z jeho podmínek byl přechod všech ukrajinských území pod jeho vládu včetně území Haliče a Volyně. Stala se však nečekaná událost. V roce 1656 ve Vilniusu uzavřel ruský car s Poláky mír, aniž by o tom Ukrajinci věděli. Z obavy, že Rusové obětují Polákům ukrajinské zájmy, hejtman a kozáčtí plukovníci obvinili ruského cara z porušení Perejaslavské dohody. Jejich delegaci dokonce nechtěli na jednání pustit. Bohdan Chmelnický tedy poslal svému spojenci dopis, v němž porovnal chování Švédů a Rusů:

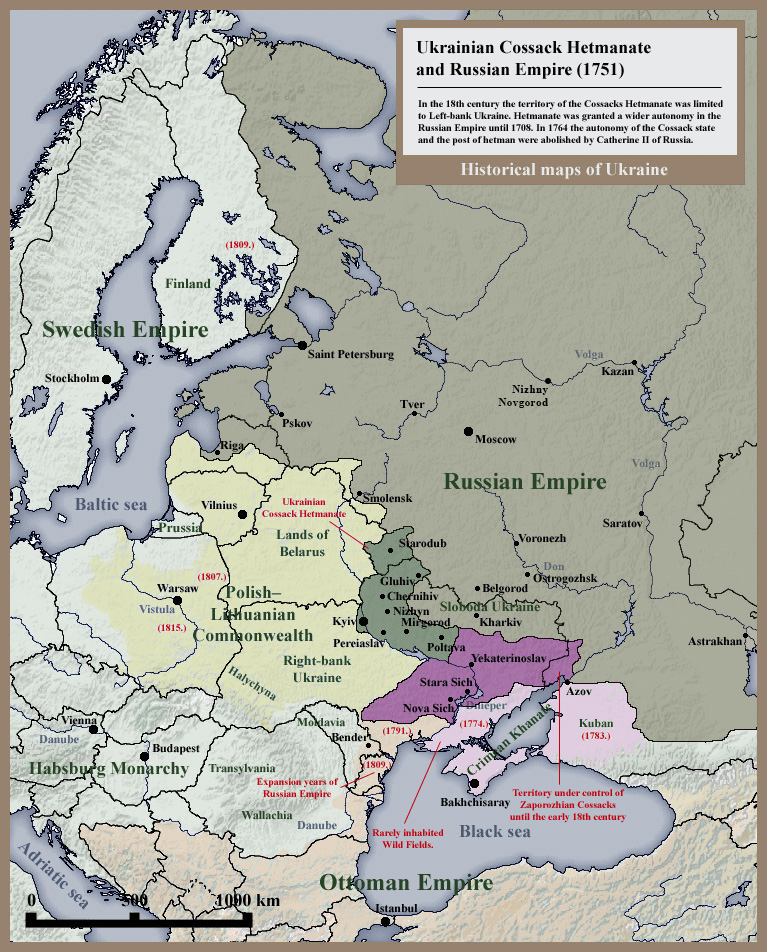
Mapa z roku 1751, kdy byl Kozácký hetmanát autonomní součástí Ruské říše

„Švédové jsou lidé čestní: slíbili nám přátelství a svaz, oni drží slovo. Car však uzavřel s Poláky mírovou smlouvu a chce nás obětovat do jejich rukou.“

Nic to však nepomohlo, naopak, na scénu dějin Ukrajiny přišlo další překvapení. Společný ukrajinsko-sedmihradský vojenský postup na Polsko-litevský stát skončil debaklem a z jeho porážky kozáci obvinili svého hejtmana. Zvěst o porážce vojska se dostala i k Bohdanu Chmelnickému, který 4. září 1657 těžce nemocný ve své rezidenci v Čigirinu zemřel.

## Ukrajina jako součást dvou impérií

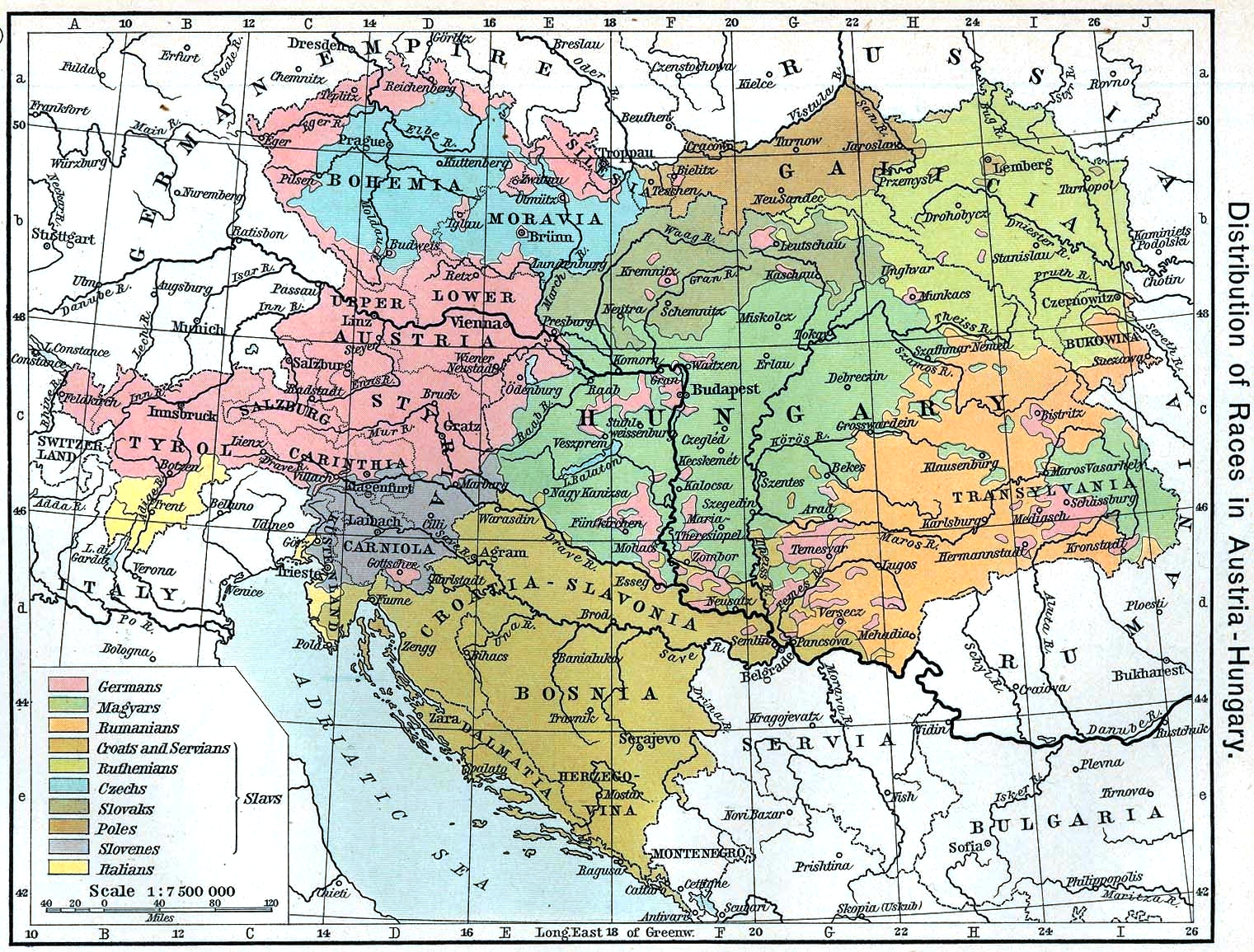
Rakousko-Uhersko v roce 1911

Po téměř 150 let (od konce 18. století do začátku 20. století) se Ukrajinci ocitli pod vládou dvou impérií – carského Ruska a Habsburské monarchie – Rakouského císařství a později Rakousko-Uherska. Na začátku nové etapy svých dějin se tak museli přizpůsobovat novému politickému systému, který se radikálním způsobem odlišoval od toho, na co byli dlouho zvyklí. Tak jako všechna impéria, i Ruské impérium Romanovců a Rakousko-Uhersko Habsburků byly obrovské státní útvary, jejichž obyvatelstvo bylo etnicky a kulturně různorodé. Výhradně centralizovaná politická moc byla soustředěna do rukou imperátora, který nepotřeboval brát v úvahu názory, myšlenky a přání svých poddaných. Od svého lidu požadovali poslušnost a věrnost, protože to považovali nejen za politickou, ale i morální a náboženskou povinnost. Za pokoru a poslušnost lidu je panovníci odměňovali a slibovali jim bezpečnost, stabilitu a pořádek, což se mnohým obyvatelům obou impérií velmi líbilo.

### Součást Ruského impéria
Levobřežní Ukrajina byla připojena k carskému Rusku roku 1654, zatímco Pravobřežní Ukrajina zůstala až do dělení Polska v 18. století součástí Polsko-litevské unie. Pod vedením Ivana Honty vypuklo roku 1768 povstání hajdamaků proti polské nadvládě na pravobřežní Ukrajině. Během povstání bylo zabito nejméně 100 000 lidí. Ve městě Umaň a na dalších místech docházelo k masakrům polských a židovských obyvatel. Povstání bylo potlačeno až po roce spojenými silami polské a ruské armády.
Jedna z gubernií carského Ruska, které vznikly na základě nařízení cara Petra Velikého roku 1708, byla Kyjevská gubernie. Autonomní postavení Kozáckého hetmanátu skončilo rokem 1764, kdy bylo hejtmanství zrušeno Kateřinou II. Velikou. Roku 1775 byla zrušena Záporožská Sič. V roce 1783 byl ovládnut Krymský chanát a nově kolonizované území na severním pobřeží Černého moře se začalo nazývat Nové Rusko. 
Vojska, která zničila Sič, se na toto tažení vydala z pevnosti sv. Alžběty, která poté, co otevřela cestu k rozvoji černomořské oblasti a rozvoji stabilní civilizace na jihu země, ztratila na konci 18. století svůj vojenský status a sama se, stejně jako další podobné obranné body, jako byl Cherson, Nikolajev a Oděsa, proměnila ve město Jelisavetgrad.
Proces prosazování struktur moci vládce Ruského impéria na ukrajinských územích pokračoval v 70. letech 18. století a svou konečnou podobu dostal o 50 let později. Tehdy byla Ukrajina rozdělena na devět gubernií, které spolu tvořily tři velké regiony – Levobřežní Ukrajinu (Černihovská, Poltavská a Charkovská gubernie), Pravobřežní Ukrajinu (Kyjevská, Volyňská a Podolská gubernie) a nově osídlený jih, který byl kdysi domovinou Záporožských kozáků a Krymského chanátu (Jekatěrinoslavská, Chersonská a Krymská gubernie). Každá gubernie se dělila na okresy, které zase spolčovaly města a vesnice.
Osvobození nevolníků v roce 1861 mělo na Ukrajinu hluboký dopad, protože 42 % její populace tvořili nevolníci.
Od 19. století docházelo ke stěhování Ukrajinců do vzdálených oblastí Ruské říše. Podle sčítání lidu z roku 1897 žilo na Sibiři 223 000 etnických Ukrajinců a ve Střední Asii 102 000. Dalších 1,6 milionu emigrovalo na východ během deseti let po otevření Transsibiřské magistrály v roce 1906. Oblasti Dálného východu s etnickým ukrajinským obyvatelstvem se staly známými jako Zelená Ukrajina.

### Součást Rakousko-Uherska
Období, ve kterém Marie Terezie a její syn Josef II. uskutečnili řadu reforem, bylo pro ukrajinský národ velmi prospěšné a významné, jelikož byly tyto reformy provedeny v době, kdy se součástí Rakouska stala Halič, která byla obydlena Ukrajinci. Ti se takovým způsobem přičlenili k monarchii Habsburků právě v době jejího největšího rozmachu.

## Ukrajina ve 20. století

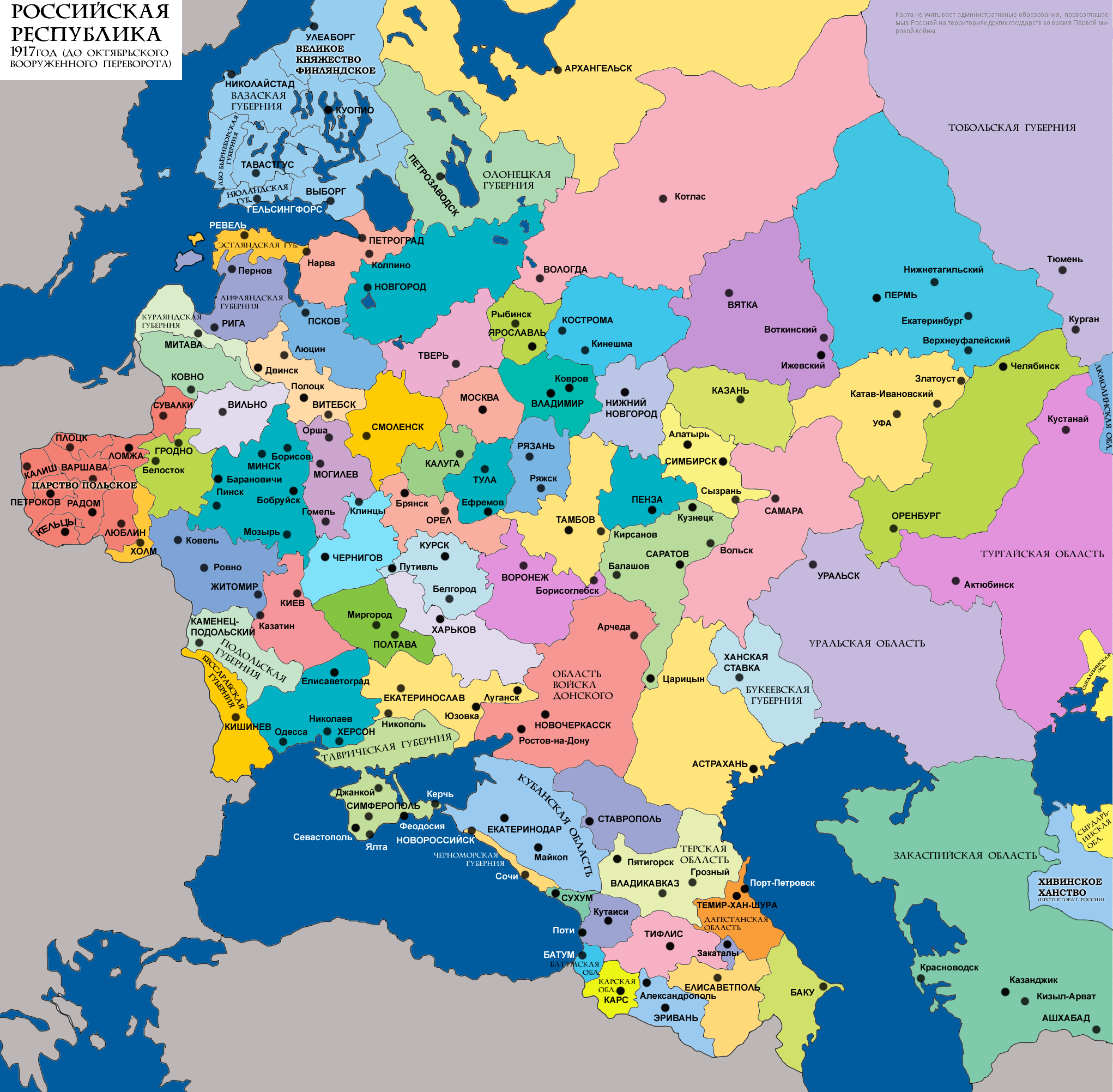
Gubernie Ruského impéria (1917)

V roce 1914 vypukla první světová válka, která se pro Evropu stala jednou z hrůzostrašných zkušeností. Dokázala do sebe zainteresovat nejen armády do války zapojených zemí, ale i jejich obyvatelstvo, které neváhalo finančně podporovat svá vojska na frontách. Tato válka se v konečném důsledku pro země, které v ní bojovaly, stala soutěží, ve které šlo o to, kdy se která země jako první totálně zruinuje. Silnější země však překvapilo to, že neruské národy se také snažily o právo kontrolovat vlastní osud, proto výjimkou nebyla ani Ukrajina, kde se v roce 1917 rozpoutala Ukrajinská národní revoluce. Ta by však nevypukla, kdyby silným státům ve válce postupně neubývalo sil, čímž dávaly možnost menším utlačovaným národům, aby řešily svou politickou nezávislost na silnějších zemích. Nakonec to byla jediná výhoda války a pozitivní aspekt, který umožnil slabším zemím bojovat o svůj další osud.

### Ukrajina během první světové války

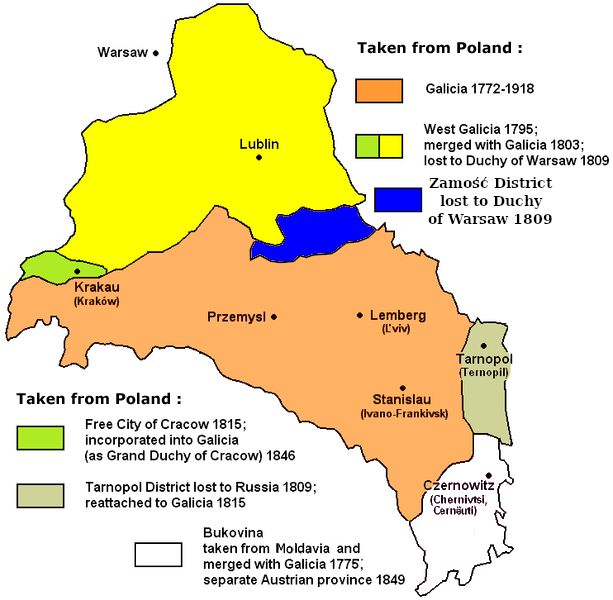
Území Haliče v letech 1722–1918

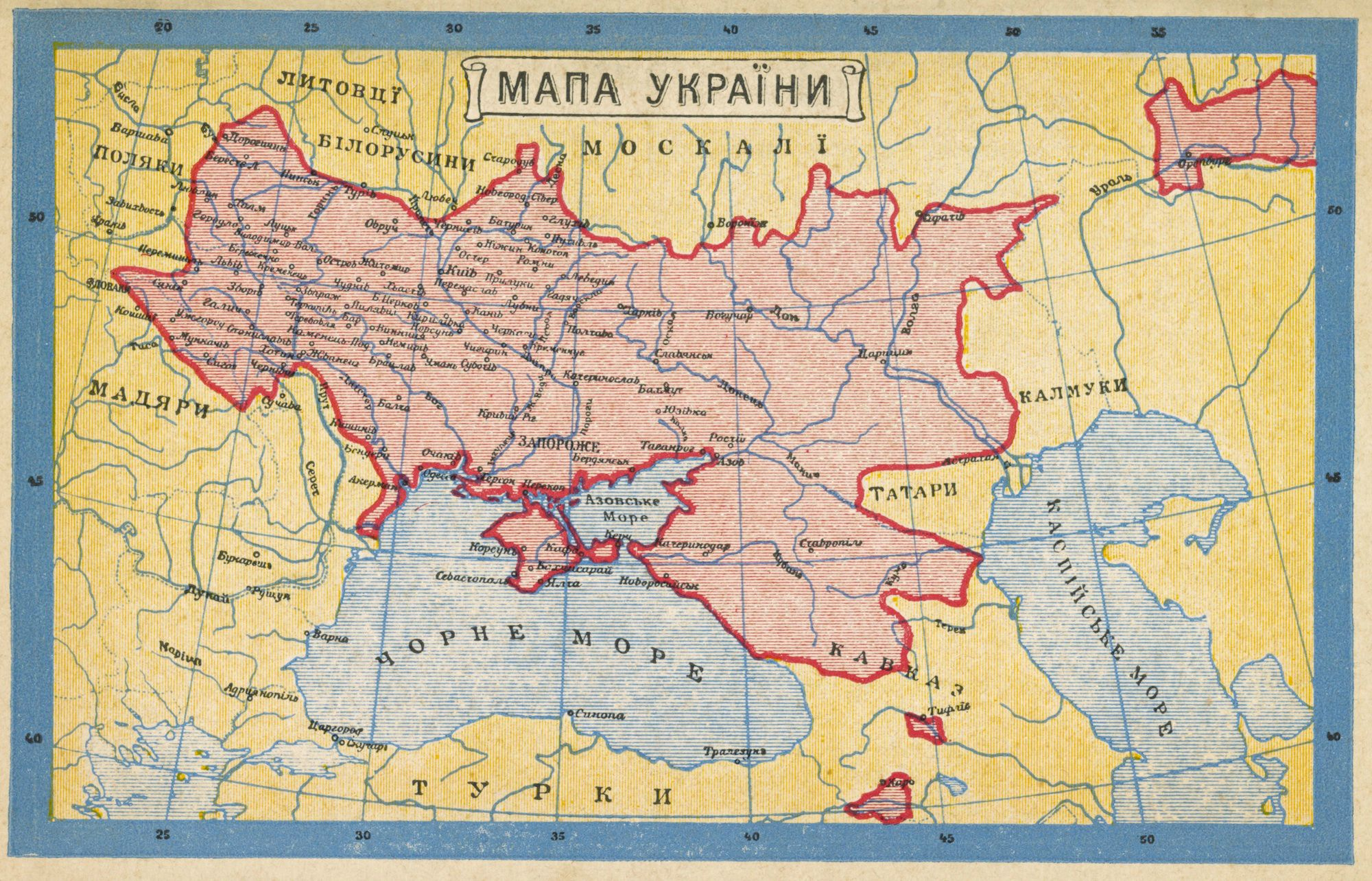
Teritoria nárokované ukrajinskými nacionalisty na mapě z roku 1919

Důsledky války byly pro Ukrajince velmi těžké. Během celého průběhu bylo celé území Haliče, na kterém se usídlili, pod palbou neustálého boje a největšího krveprolití na východní frontě. Obyvatelé této oblasti museli snášet hrubost ruských a rakouských vojevůdců jakož i jimi postupné ničení obydlí a vyvražďování obyvatelstva. Zároveň s fyzickými ztrátami válka ještě více přispěla ke zhoršení osudu a situace Ukrajinců nemajících svůj vlastní stát, který by garantoval jejich konkrétní zájmy. Množství ukrajinských vojáků bojovalo a umíralo za obě impéria, která po celou dobu dokázala ignorovat jejich národní zájmy, a navíc se aktivně se snažila – a Ruské impérium toho bylo příkladem – zničit jejich národní hnutí. Tři a půl milionu Ukrajinců bojovalo v řadách ruské carské armády, zatímco 250 000 bojovalo v rakousko-uherské armádě.
Válka pro ukrajinský národ začala v srpnu roku 1914, kdy byla v Lvově všemi ukrajinskými parlamentními stranami založena Společná ukrajinská rada, jejímž cílem bylo uchránit ukrajinské obyvatelstvo od důsledků války. V jejím čele stál prorakušan Kosťa Levickij, který Ukrajince nabádal, aby bojovali za konstituční Rakousko-Uhersko na jeho straně proti Ruskému impériu a jeho samoděržaví slovy "vítězství Rakousko-Uherska bude i vašim vítězstvím a čím více si bude Rusko uvědomovat svou porážku ve válce, tím blíže bude čas osvobození ukrajinského národa". Na to všichni Ukrajinci začali houfně vstupovat do armády Rakousko-Uherska s nadějí, že se jeho slova splní.
Sotva se však Ukrajinci stihli vzpamatovat, museli před ruskou armádou utíkat do Vídně, protože jim Rusové srovnali se zemí východní část Haliče a zlomili odpor rakousko-uherské armády. Z neúspěchu obvinili Ukrajince sloužících v armádě Rakousko-Uherska, kteří zradili, tajně pomáhali Rusům a sympatizovali s nimi.
Situace se pro ukrajinské obyvatelstvo nakonec nezlepšila, naopak příslušníci rakousko-uherské armády pronásledovali rusofily a ruská armáda zase na oplátku ukrajinofily. A to vše pro obyčejné území východní Haliče. Byly zavřeny všechny ukrajinské kulturní instituce, přestala se vydávat periodika a zavedla se určitá opatření na ohraničení použití ukrajinského jazyka – naopak ruština se postupně etablovala do role úředního jazyka na Ukrajině. Obzvláště masové ataky zažívala řeckokatolická církev – symbol západoukrajinské svébytnosti, – když v Rusku skončilo tisíce řeckokatolických kněží, kteří byli nahrazeni pravoslavnými, snažícími se obrátit ukrajinské obyvatelstvo na pravoslavnou víru. Plány carského Ruska však narušilo Rakousko-Uhersko, které svou armádou v květnu 1915 zaútočilo na území východní Haliče. Ruská armáda však na ústupu ještě stihla vzít několik skupin ukrajinského obyvatelstva jako rukojmí, na kterých ve své zemi i nadále prováděla politiku mazepizmu, kterou ruský politik Pavel Miljukov označil za "evropský skandál".
V roce 1916 po zatčení ukrajinského publicisty Michaila Hruševského, který byl jedním z důležitých členů Ukrajinského národního hnutí se situace ještě zhoršila. Ukrajinci v Rusku se však nevzdávali a tajně rozjeli tisk ukrajinských knih a novin. Kromě toho se začalo dařit i ukrajinským knihovnám a knihkupectvím a v neposlední řadě i organizaci Společnost ukrajinských progresistů, jejímž cílem bylo získat pro Ukrajinu autonomii. Čím dál tím víc bylo cítit, že Rakousko-Uhersko již nemá ve válce hodně sil, a tak se v květnu 1915 otevřela cesta pro obnovení činnosti Společné ukrajinské rady, která když viděla, že o svůj osud bojují i jiné menší národy Rakousko-Uherska, tentokrát již směleji stanovila své požadavky jménem ukrajinského národa. Chtěla docílit nezávislost ruské části Ukrajiny, a také širokou autonomii pro území východní Haliče a Bukoviny. Ve snaze toto všechno dosáhnout se ráda v roce 1916 na znak protestu rozpustila a ve vídeňském parlamentu své zájmy nadále hájila v Ukrajinském klubu, jehož předsedou se stal Jevhen Petruševyč.
Začátkem roku 1917 se země, bojující v první světové válce ocitly na pokraji krachu. Ten se zvláště projevil v Rusku, kde se veškerá špína války vybouřila na režimu cara Mikuláše II. Ze všech zemí, které se války zúčastnily, ztratilo Rusko ve válce nejvíce lidí – přes osm milionů raněných a zajatých včetně Ukrajinců. Válka přispěla k ještě větší krizi ve společnosti, v níž navíc zuřil hlad, protože mobilizací mužské části populace se snížila výroba produktů a průmyslových výrobků a ceny rychle rostly. Obyvatelstvo Evropy bylo v beznadějné situaci.

### Únorová revoluce
Po ustanovení prozatímní vlády reagovala Centrální rada Ukrajiny v červnu 1917 vyhlášením autonomie Ukrajinské lidové republiky. Nárokovala si pět gubernií bývalého impéria považovaných za ukrajinské: Kyjev, Volyň, Podolí, Poltava a Černihiv. Na konci listopadu Centrální rada rozšířila svou působnost dále na Charkov, Jekatěrinoslav, Cherson a na část Tavrické gubernie (bez Krymu). Na východě byla v lednu 1918 vyhlášená Oděská sovětská republika a v únoru Doněcko-krivorožská sovětská republika.
Ukrajinu obsadily jednotky Rudé armády a v březnu 1918 se všechny republiky sloučily do Ukrajinské sovětské republiky s hlavním městem v Charkově. Ovšem Centrální rada Ukrajiny v březnu 1918 podepsala Brestlitevský mír, Ukrajina se tak stala německým protektorátem a Němci vytlačili bolševiky zpět do Ruska. Nicméně Němci prohráli válku, stáhli své jednotky a Rudá armáda dobyla Kyjev v únoru 1919. Následovalo chaotické období, kdy se na jejím území pohybovaly jednotky Rudé armády, ukrajinské armády, Bílé armády, polská armáda, jednotky Dohody, Zelená armáda a partyzánská Revoluční povstalecká armáda Ukrajiny. Rižský mír z března 1921 rozdělil území mezi Polskou republiku a sovětské Rusko. Halič a Volyň připadla Polákům a jih a východ Ukrajiny Sovětskému svazu. Mnoho Ukrajinců se tak stalo státními příslušníky Polska, Rumunska i Československa.

### 20. léta

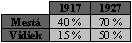
Tabulka gramotnosti ukrajinského obyvatelstva v letech 1917 a 1927

Necelých sedm let válek a občanských nepokojů dovedli bolševici podrobené území Ruského impéria do stavu totálního kolapsu a zruinovali ho. Jen na Ukrajině si první světová válka jakož i občanská válka vyžádaly přes 1,5 milionu životů. Nedostatek potravinářských produktů a materiálu na topení spolu s rostoucí nezaměstnaností přimělo statisíce lidí zanechat města a usídlit se na vesnicích. Tovární výroba se prakticky zastavila a na obyvatelstvu bylo vidět, že ještě není připraveno na sociální změny, jaké se snažili do jeho života etablovat bolševici.
Ale bez ohledu na vítězství ani oni nebyli v takové situaci, aby mohli prosadit a realizovat svůj promyšlený plán. Smrt Vladimíra Lenina v roce 1924 vyvolala v komunistické straně krizi, která prohlubovala spory o směřování nově vytvořené ruské společnosti. V takových podmínkách tedy musela pracovat pozorně a svižně, pokud svůj úmysl chtěla zrealizovat do konce 20. let.
Díky vládě, která ustoupila rolníkům a také díky Sovětům, kteří se pokoušeli získat si co největší podporu u neruských národů, lze ukrajinskou jistotu jakož i přesvědčení ve vlastní síly a snahu o opětovné přežití a znovuzrození ukrajinského národa v průběhu druhého desetiletí 20. století považovat za zlatý věk Ukrajinců za vlády sovětů.
Bez příslibu bolševiků vážit si principu sebeurčení národů, výchovu národních sovětských republik komunistická strana Sovětského svazu stále dostatečně nepodporovala neruské národy v Sovětském svazu. Ten čas přišel až v roce 1923.
Kampaň ukrajinizace obyvatelstva se rozšířila do všech oblastí života Ukrajinské SSR. Největší vliv měla na výchovu a vzdělávání. Na rozdíl od padlého carského režimu se bolševici soustředili na oblast školství. Jejich největší úspěchy se odrazily v oblasti likvidace negramotnosti. Ukrajinština byla postupně zaváděna do důstojnických škol, ba dokonce se ji museli učit i příslušníci Rudé armády, jelikož je ukrajinský národ obvinil, že rusifikují ukrajinské obyvatelstvo.

### Teror 30. let
Koncem 20. let byli bolševici připraveni zesílit kurz výstavby komunistické společnosti. Pod Stalinovým vedením zrušili Leninovu novou ekonomickou politiku a pokračovali v zavádění sociálně-ekonomických a politických změn ve společnosti, která do dějin Ruska vešla pod názvem Druhá revoluce v Rusku (rusky: Вторая революция в России). Ale spolu s masovým pokrokem 30. let se v něm objevily i některé tradiční aspekty ruské politiky – centralismus a samoděržaví. Pro Ukrajince tento katastrofický scénář představoval konec všem pokusům prohlásit vlastní cestu ke komunismu. Ukrajina se tak zase jednou stala pouze součástí něčeho velkého a Ukrajinci, ačkoli o tom ještě nevěděli, museli za dosažení cílů bolševiků tak jako ještě nikdy předtím ve svých dějinách draze zaplatit, ačkoli si je sami nestanovili.

#### Hladomor na Ukrajině

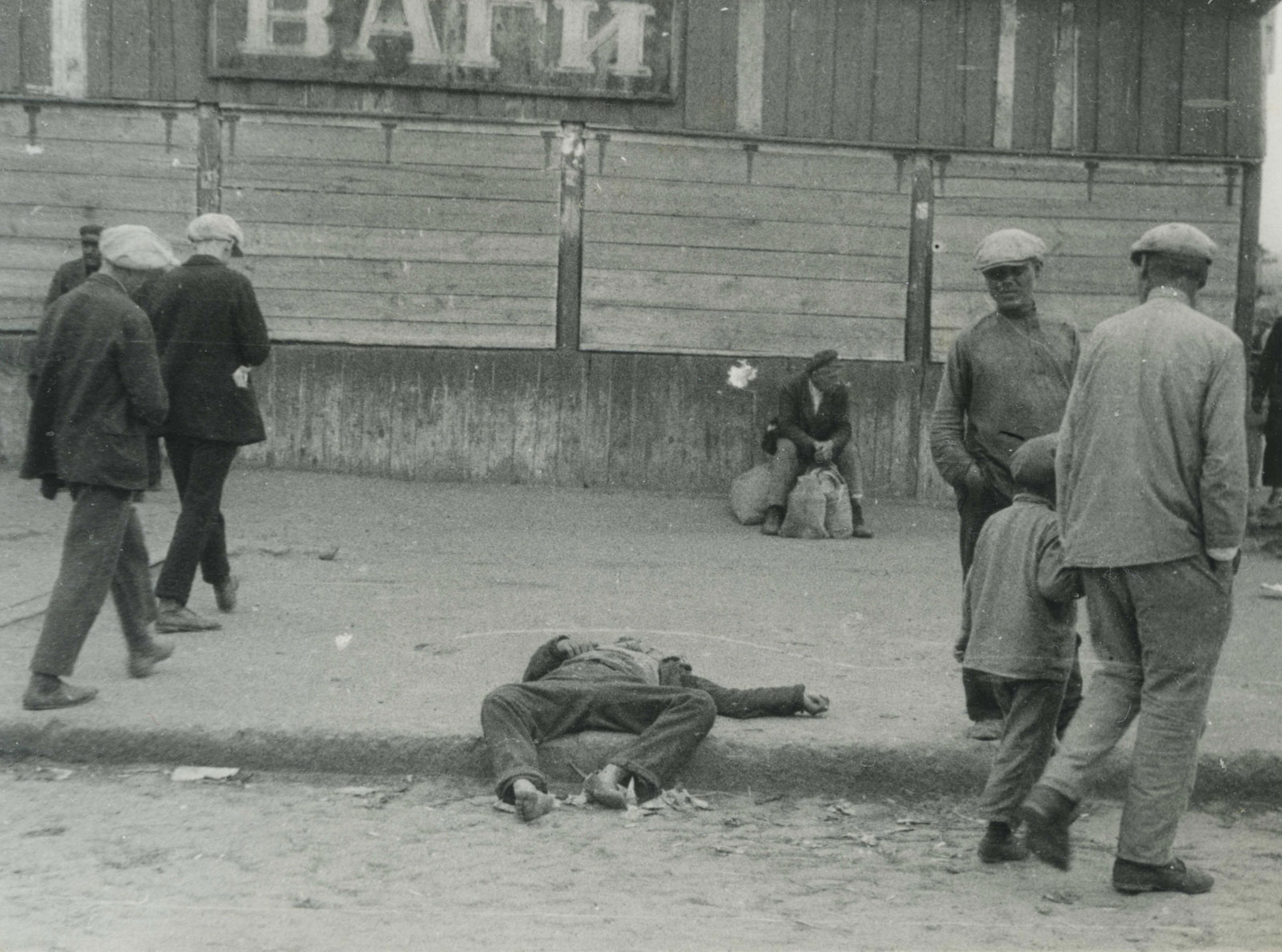
Mrtvý během hladomoru v Charkově, 1932

Hladomor na Ukrajině v letech 1932–1933, součást širšího sovětského hladomoru, který zasáhl i některé oblasti jižního Ruska, lze porovnat s holocaustem a arménskou genocidou. Přestože západní země o hladomoru věděly, z jejich pozice, kterou společně deklarovaly v dokumentu britského ministerstva zahraničních věcí, nemohly nic udělat. Navíc mnozí západní intelektuálové v době velké deprese pociťovali silné prosovětského sympatie a energicky vyvraceli každou kritiku Sovětského svazu, zvláště tu, která se týkala hladomoru: "hanebné nebylo to, že omlouvali činy sovětů, ale to, že o nich dokonce nechtěli slyšet a vidět fakta na vlastní oči!"
Podle odhadů zemřelo během hladomoru 5 až 6 milionů lidi, existují zdroje, které uvádějí až 10 milionů lidí.
Hladomor jako tragédie, rozsah který nelze pochopit, zanechal na obyvatelstvu Ukrajiny hluboké sociální, psychologické a demografické stopy, kterých se dodnes nezbavilo a vrhl černý stín na metody a všechny dosavadní dosažené cíle sovětského systému.

#### Konec ukrajinizace
Dalším úderem pro ukrajinské obyvatelstvo byla po hladomoru centralizace, konec ukrajinizace obyvatelstva a jeho postupná rusifikace. Stalin od roku 1933 na Ukrajinu posílal tisíce ruských stranických funkcionářů, aby v této oblasti posílily politiku kolektivizace a postupně mezi obyvatelstvo zavedli ruštinu. Zároveň se zveličovaly všechny aspekty ruské kultury a vyzdvihovala se vedoucí úloha Ruska v SSSR. To vše se přitom dělo pod rouškou rozvoje internacionalismu, proletářské solidarity a "bratrství národů". Na margo tohoto všeho Stalin v roce 1936 řekl:

„Obyvatelstvo národů Sovětského svazu se od základu změnilo. Zmizel z něj vzájemný pocit nedůvěry a místo toho se rozvíjel pocit oboustranného přátelství mezi lidem, který tak položil základ opravdové bratrské spolupráce národů v systému jednotného svazového státu.“

Ve školách se zavedlo povinné vyučování ruského jazyka, změnila se ukrajinská podoba cyrilice, gramatika a slovníky se přiblížily k ruským ideálům. Používání ruštiny se na Ukrajině značně rozšířilo. Podobné změny nastaly i v tisku. Když na Ukrajině v roce 1931 vycházelo v ukrajinštině 90 % novin a 85 % časopisů, do roku 1940 procento pokleslo na 70 % a 45 %. V literatuře se zdomácněl princip socialistického realismu. Významní ukrajinští básníci a spisovatelé se rozvíjeli pod vlivem Sovětského svazu. Situace na konci 20. let, kdy státní moc podporovala politiku ukrajinizace, byla přesným opakem té o deset let pozdější, kdy vliv Sovětského svazu a ruské kultury nad Ukrajinou panoval.
Únorová revoluce v roce 1917 přinesla do rychle se rozvíjejících měst země rozvoj průmyslu. Zemědělství začalo postupně upadat a soukromé vlastnictví v něm bylo zcela zlikvidováno. Tyto změny, a zvláště kolektivizace, byly na Ukrajině doprovázeny neslýchaným násilím a cenou množství lidských obětí. Jakékoliv dobro by sovětská modernizace Ukrajině přinesla, lze beze sporu říci, že tato dobra vyšly Ukrajince neskutečně draho.

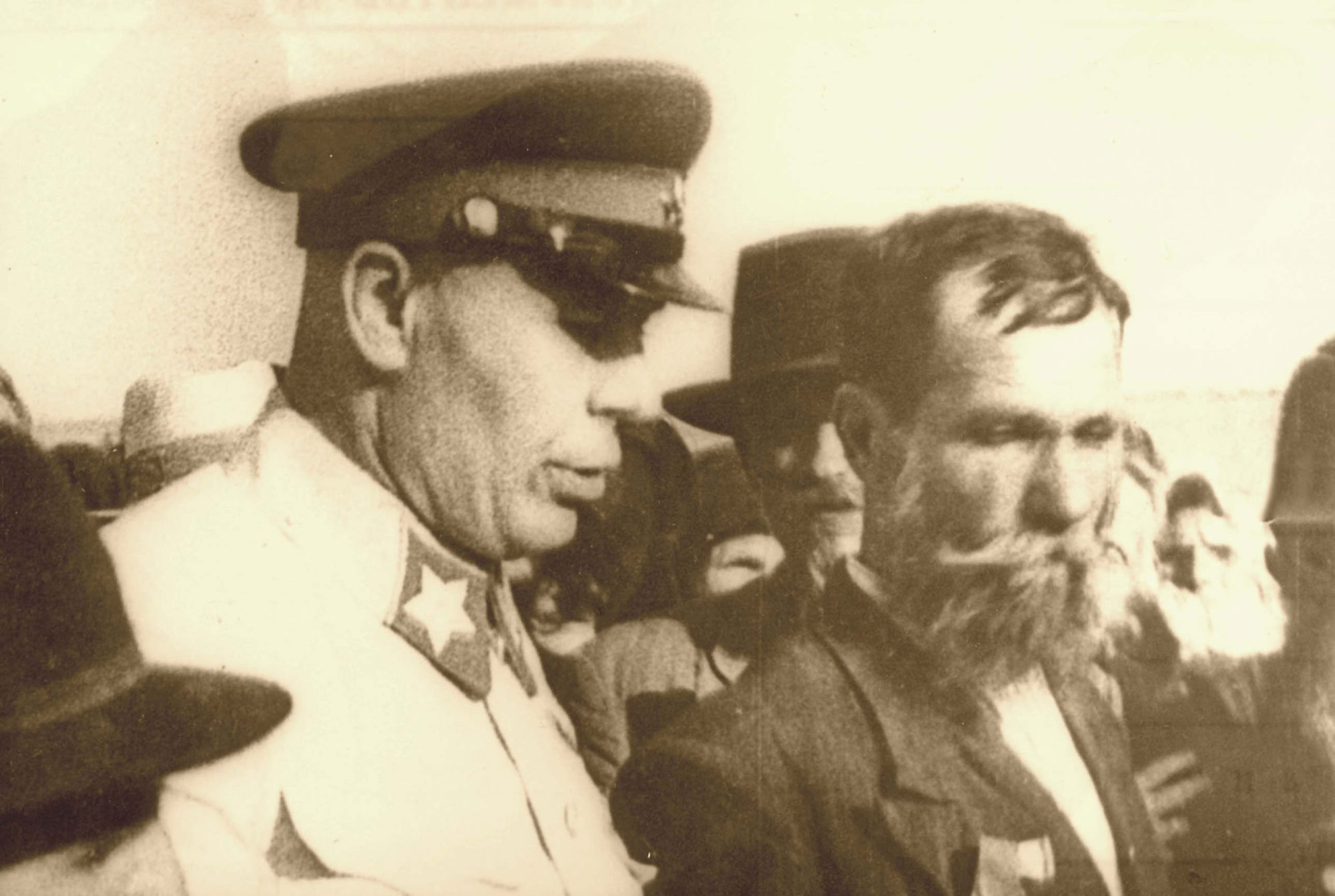
Sovětský maršál Semjon Timošenko, narozený u Oděsy, který velel při sovětské invazi do Polska i během sovětsko-finské války

### Druhá světová válka
Od hrozící druhé světové války, která vypukla 1. září 1939 mohli Ukrajinci máloco na základě vývoje její situace ztratit. Obavy z ran stalinismu a v západní části Ukrajiny ze strachu před Polskem, Rumunskem, Maďarskem mnoho Ukrajinců doufalo, že jakékoli změny ve světě – byť i válka – přinesou zlepšení podmínek jejich existence v následující etapě jejich dějin. Stalo se však to, co Ukrajinci vůbec neočekávali. Válka radikálně změnila situaci ukrajinského obyvatelstva a jejich osud byl ještě horší než předtím. Když Německo s SSSR v září 1939 napadly Polsko, na západní Ukrajině se projevily represe obyvatelstva, které v této oblasti rozjel sovětský režim. Německá vojska Rudou armádu z území Ukrajiny později vyhnala a v zemi zavedli nacistický režim, který zde projevil svoji krutost. Ukrajinci, kteří se najednou ocitli mezi režimem nacismu a stalinismu, navíc zbaveni vlastního státu, který by hájil jejich zájmy, byli nechránění před válkou a politikou totalitních zemí, které v ní bojovali.

#### První etapa
- První etapa (1. září 1939 – 22. června 1941) – napadení Polska Německem, okupace východní hranice Polska vojsky Rudé armády.
- Druhá etapa (22. červen 1941 – podzim 1944) – napadení SSSR Německem až po ústup německých vojsk z Ukrajiny. Během celého tohoto období byli Ukrajinci pod tlakem a vládou nacismu.

#### Druhá etapa

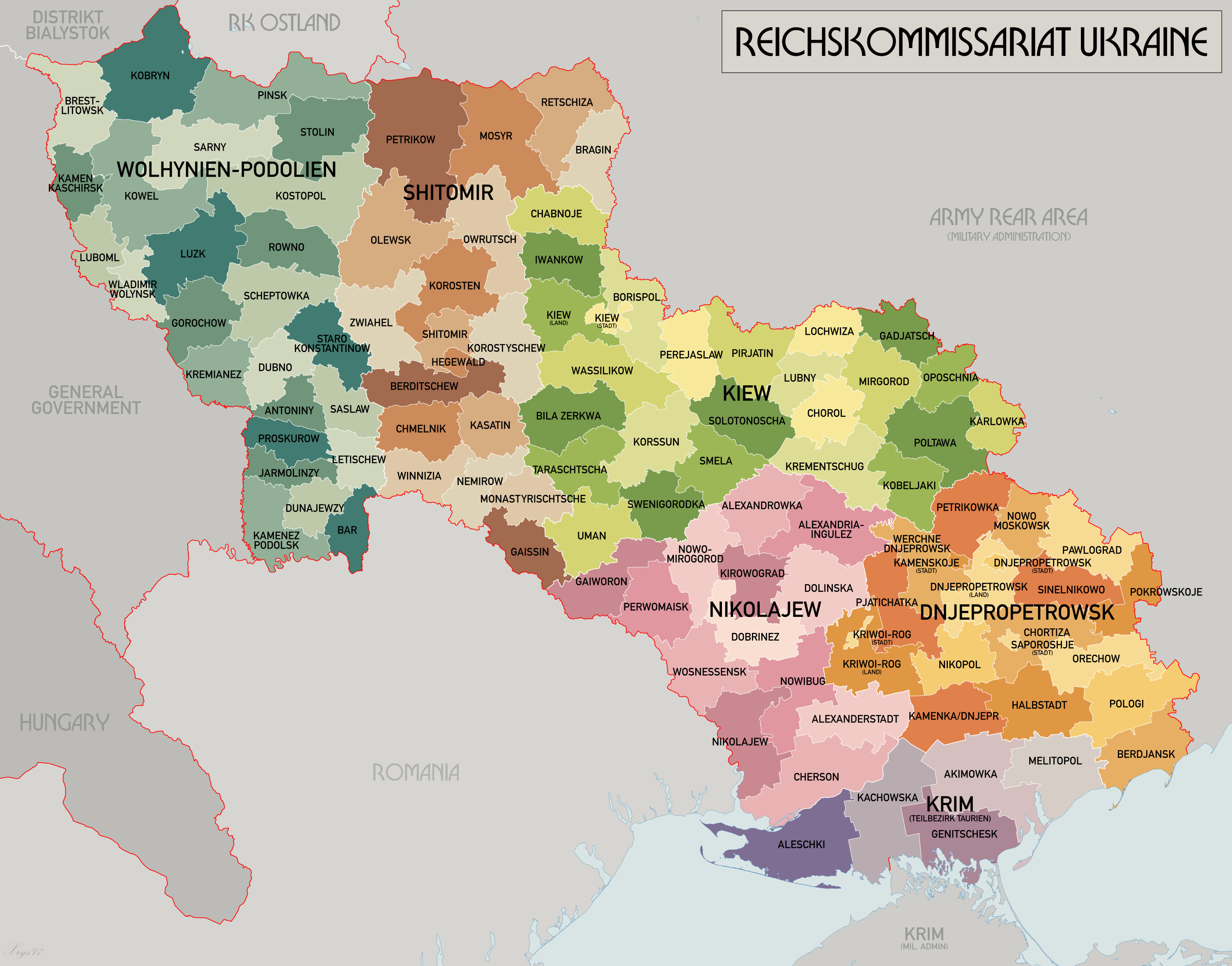
Mapa komisariátu, září 1942

22. června 1941 nacistické Německo napadlo Sovětský svaz. Se střetem začala válka gigantických rozměrů a velké krutosti. Důvěra Stalina k Hitlerovi, že nenaruší pakt o neútočení se najednou rozpadla. Navíc se sovětští generálové dopustili strategické chyby, když se svými velkými vojsky sídlili velmi blízko hranic, čímž umožnili německým rychlým tankovým divizím je obklíčit a porazit. Rudou armádu stíhala porážka za porážkou. Sovětský svaz na chvíli zachvátila panika, že se každou chvíli zhroutí.
Ihned poté, co Němci vstoupili do Lvova, zorganizovaly jednotky Einsatzgruppen ve spolupráci s ukrajinskými nacionalisty protižidovské pogromy jako odplatu za masakry vězňů sovětskou NKVD. Před masakrem Němci šířili fámy, které vinily Židy ze zabíjení ukrajinských politických vězňů.
V září roku 1941 Němci dokázali zvítězit v řadě bojů proti Rudé armádě, jejichž výsledkem bylo ztráta 650 000 vojáků sovětské armády v bitvě o Kyjev. Za čtyři měsíce od vpádu německých vojsk do SSSR Němci okupovali téměř celou Ukrajinu. Do prosince roku 1941 měli pod kontrolou kolem 80 milionů obyvatel (42 % obyvatel bývalého Sovětského svazu) a ovládali větší část ekonomiky SSSR. Kromě toho zajali i 3,8 milionu sovětských vojáků, z nichž 1,3 milionu bylo Ukrajinců. Celý vývoj událostí směřoval k úplné porážce Rudé armády, vše nasvědčovalo tomu, jak lehkovážně se Stalinovými čistkami zdecimované velení postavilo k obraně sovětského systému.
Stalin proto použil taktiku "vypálení země", která podle jeho slov měla "nepříteli nesnesitelně ztrpčit život". Všechny průmyslové podniky, které by mohly Němci v boji použít, dal podpálit a srovnat se zemí. Aby před Němci uchránili své průmyslové podniky, včetně pracovníků a vědců, byly podniky přestěhovány na Ural a do oblasti Střední Asie – tam, kam se Němci zatím mohli jen těžko dostat. V další etapě vývoje války se tento krok masového stahování podniků a lidí ukázal jako dobrý tah.

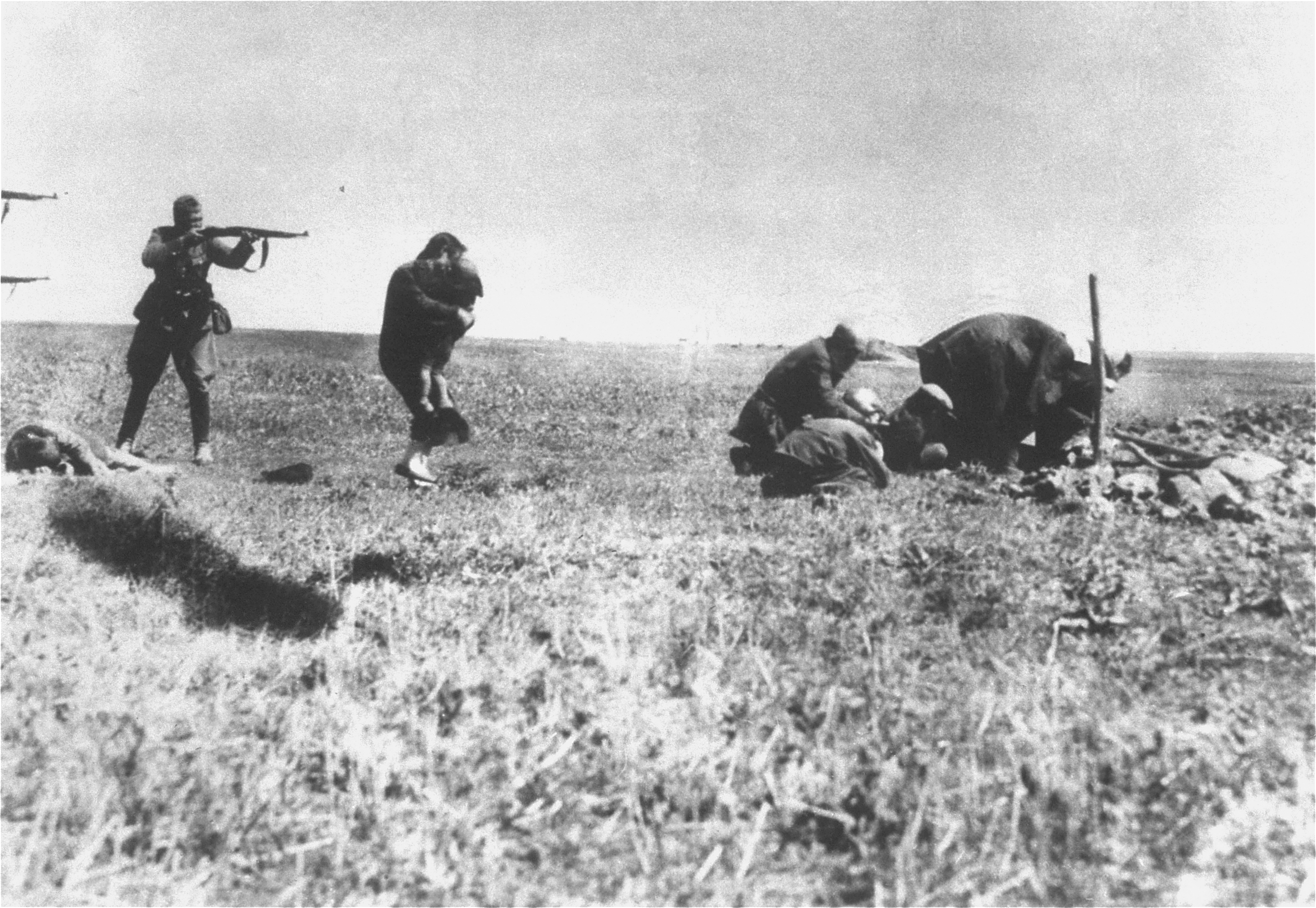
Jednotky Einsatzgruppen vraždí ukrajinské Židy, kterých za války zahynulo přes 900 000

Němci na Ukrajině prováděli genocidní politiku proti Židům. Asi 1,5 milionu jich zabily německé jednotky Einsatzgruppen, někdy s pomocí místních kolaborantů. Např. v rokli Babí Jar u Kyjeva zavraždily v září 1941 během dvou dnů přes 33 tisíc Židů, přičemž na tomto místě bylo v průběhu celé války zmasakrováno 100–200 tisíc občanů SSSR. Celkové ztráty způsobené ukrajinskému obyvatelstvu během války se odhadují na 6,8 milionů (včetně Židů). Z odhadovaných 8,6 milionu ztrát sovětských vojáků připadá na 1,4 milionu na etnické Ukrajince. Ztráty ukrajinského lidu ve válce činily 40-44 % celkových ztrát SSSR. Bylo zničeno více než 700 ukrajinských měst a 28 000 vesnic.
V němekých táborech na území Ukrajiny zemřelo hlady a následkem brutálního zacházení v letech 1941 a 1942 velké množství sovětských válečných zajatců. Němci deportovali dva miliony Ukrajinců na práci do Německa jako ostarbeitery a zahájili program vylidnění Ukrajiny v rámci Generalplanu Ost, aby připravili území na německou kolonizaci. Vývoz obilí do Německa způsobil hladomor v ukrajinských městech. Jen v Charkově během německé okupace v letech 1942 a 1943 zemřelo hlady několik desítek tisíc lidí.
Během volyňského masakru na západě Ukrajiny v letech 1943 a 1944 bylo Ukrajinskou povstaleckou armádou (UPA) zavražděno přes 100 000 polských civilistů. Následovaly odvetné masakry ukrajinských civilistů.

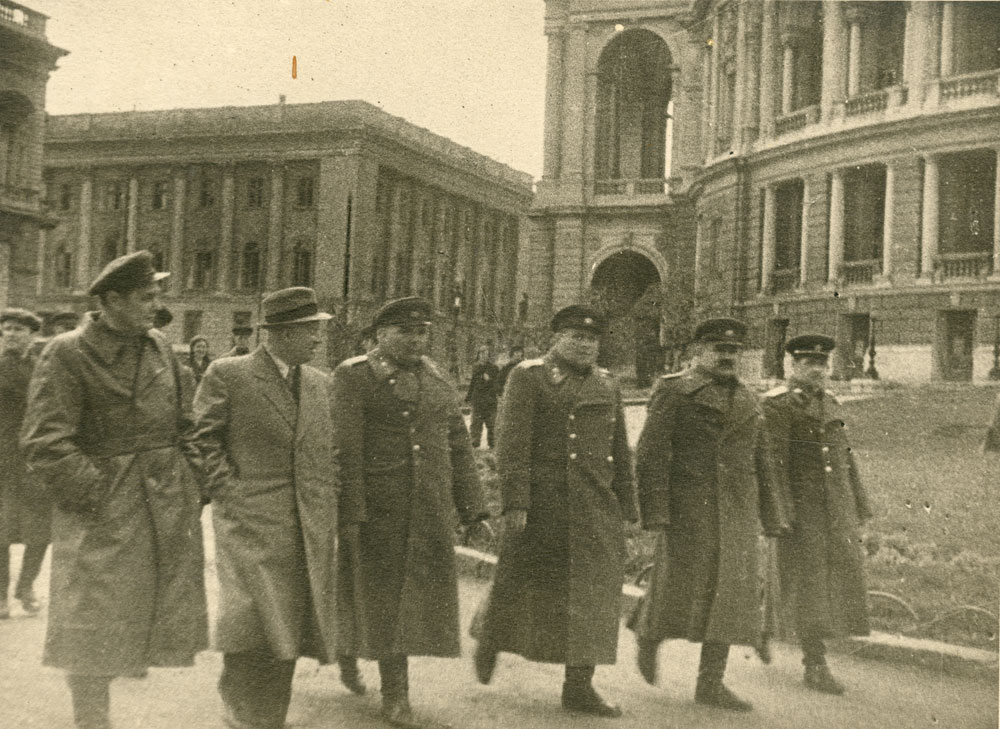
Nikita Chruščov a na Ukrajině narozený maršál Rodion Malinovskij, který velel 2. ukrajinskému frontu, v Oděse v dubnu 1944

Rudá armáda postupně porážela a vytlačovala německou armádu na Ukrajině ve čtvrté bitvě o Charkov, v bitvě o Dněpr, v bitvě o Kyjev, v dněpersko-karpatské operaci, v obkličovací korsuň-ševčenkovské operaci, v krymské operaci, v žytomyrsko-berdyčevské operaci a ve lvovsko-sandoměřské operaci. Po vytlačení německých vojsk z území Ukrajiny v letech 1943 a 1944 proběhla mobilizace místních mužů a stoupl tak podíl Ukrajinců v Rudé armádě. Podle oficiálních údajů k 1. lednu 1945 sloužilo v armádách 1., 2. a 4. ukrajinského frontu, které v květnu 1945 v pražské operaci osvobodily velkou část Čech, celkem 1 049 229 Rusů a 610 668 Ukrajinců.
Po druhé světové válce připadlo Ukrajině jihovýchodní území Polska, Podkarpatská Rus a některé rumunské oblasti.

### Poválečná Ukrajina a stalinismus
Velký morální stimul, který vítězstvím ve druhé světové válce bolševici Stalinovi dosáhli v jeho záměru dalšího rozvoje Sovětského svazu nestačil. Byl přesvědčen, že válka sovětské společnosti uštědřila vážný problém v jeho ideologickém směřování. Těch 70 milionů občanů SSSR, kteří obývali zónu německé okupace, pracovali v Německu a dostali se do jeho zajetí, se totiž seznámilo se západním způsobem života a bylo přesvědčeno, že takový Sovětský svaz, jaký chtěl Stalin vybudovat, nechtějí. Kromě toho anexí území Ukrajiny Sovětským svazem se jeho součástí stalo i mnoho dalších ukrajinských občanů, kteří se na sloučení se sovětskou zemí dívali skepticky nebo přímo nesouhlasili s její ideologií a směrováním a politickým systémem v ní. Proto musel Stalin posílit kontrolu mezi ukrajinským obyvatelstvem, aby je přesvědčil o správnosti svého směrování. Mezi skupinu lidí, kteří se zasazovali za větší liberalizaci Sovětského svazu a jeho kultury poslal v roce 1946 svou blízkou "pravou ruku" Andreje Ždanova, aby tam udělal řád.

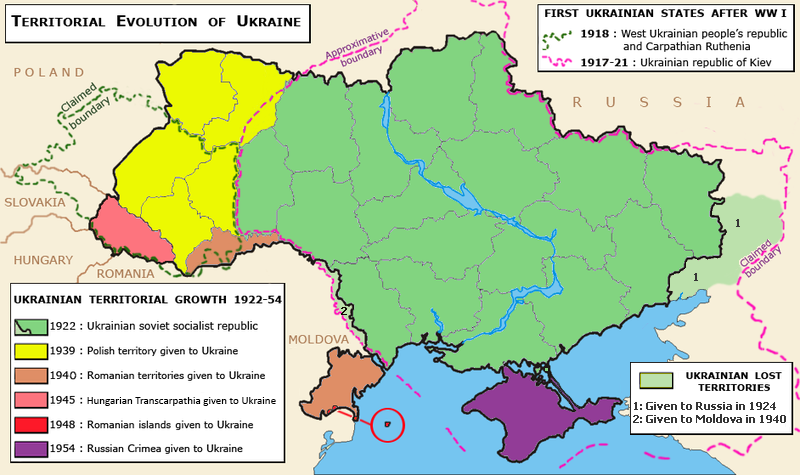
Územní vývoj Sovětské Ukrajiny, 1918–1991

Stalinismus nakonec pohltil všechny oblasti ukrajinského života – kulturu a náboženství, jakož i literaturu a hudbu a svého vrcholu dosáhl v roce 1951, kdy autora básně "Milujte Ukrajinu!" obvinili z nacionalismu a přinutili ho veřejně se omluvit. Takové kroky sovětské vlády však nekončily jen u obvinění jednotlivých lidí. Oběťmi stalinismu bylo i mnoho Židů, které Sověti pronásledovali a vraždili.
Když však 5. března 1953 Stalin zemřel, Ukrajina a její obyvatelstvo si oddechlo, protože úmysl zostřit stalinistický režimu Sovětům nevyšel.
Roku 1954 připojil Chruščov k Ukrajině poloostrov Krym.

#### Rusifikace

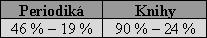
Procentuální vyjádření vydávaní periodik a knih v ukrajinském jazyce v letech 1960–1980

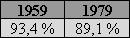
Počet Ukrajinců, kteří označili ukrajinštinu za svůj rodný jazyk v letech 1959 a 1979

Po Stalinově smrti stálo vedení SSSR před složitým problémem jak sjednotit přes sto různých národů, když každý z nich obývá v zemi vlastní území, má svou vlastní kulturu, dějiny a ekonomické zájmy.
Sovětští ideologové poststalinského období museli najít vhodný způsob jak docílit toto spojení do jednoho celku. Z tohoto důvodu vyvinuli několik představ svého směrování:
- Rozkvět: v sovětské vlasti všechny národy prožívají nebývalý pokrok.
- Sblížení: všechny národy od vzniku Sovětského svazu se mají postupem času sblížit, aby utvořily nový typ společnosti – sovětský národ.
- Rusifikace: Protože ruské obyvatelstvo v SSSR počtem převažovalo nad ostatními národnostmi, Rusové navíc založili komunistickou stranu[zdroj?] a byli autory sovětského systému (stalinismu)[zdroj?], zaujímali více pozic ve státním aparátu a jejich jazyk se stal základním komunikačním prostředkem v SSSR, hledělo se na něj jako na základ, který drží SSSR pohromadě.

Sovětské vedení si asi proto myslelo, že čím více se druhé národy Sovětského svazu budou podobat Rusům, tím silněji bude cítit srůstání a solidarita. Západní vědci a disidenti však pod skrytým pojmem "rusifikace neruských občanů" viděli, že sblížení, sjednocení a sovětský národ je něco jiného než to, co původně sovětské vedení zamýšleno.

### Stagnace a pokus o reformy
Od 60. let 20. století se začal projevovat silný konzervatismus brežněvovského křídla komunistické strany. Obávaje se nečekaných změn po Stalinově smrti byrokratické vedení Sovětského svazu doufalo, že se jí podaří zachránit ten systém, který v zemi zavedl Stalin, ale v něco měkčí formě, jak ji prezentoval. Pro Ukrajince to znamenalo, že ne Kyjev, ale Moskva bude v jejich další etapě vývoje historie určovat směr.
Přestože se sovětský režim považoval za nezničitelný, mezi obyvatelstvem rostly obavy o efektivitu a způsob pozdvižení jeho životní úrovně. V polovině 80. let byla proto změna režimu v SSSR více než potřebná a ostré debaty kolem kandidátů na odvážlivý změnu celé sovětské společnosti byly v těch dnech velmi aktuální.

#### Éra Michaila Gorbačova

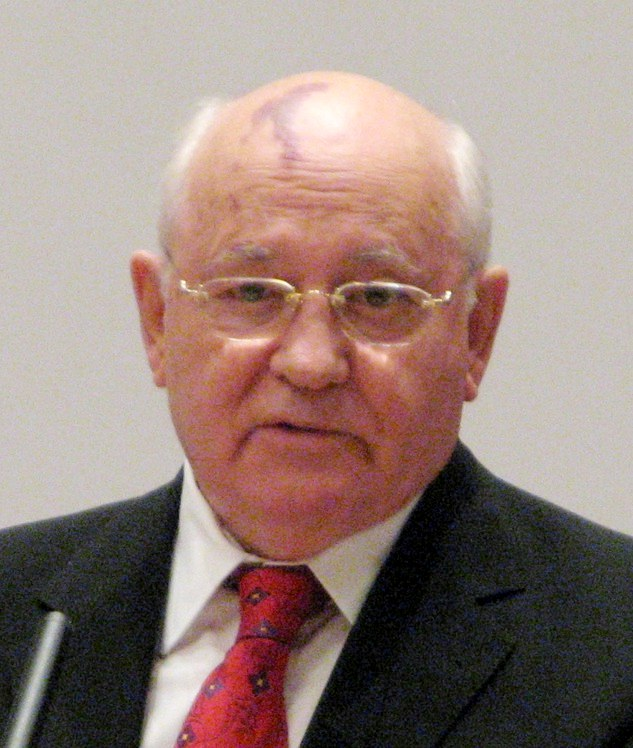
Michail Gorbačov v roce 2007

Po smrti Leonida Brežněva v roce 1982 byl předsedou komunistické strany zvolen Jurij Andropov, který také nechtěl dopustit, aby byly v zemi provedeny významnější reformy. Jeho mírně progresivnější následovník Konstantin Černěnko roku 1985 také náhle zemřel. To byl signál, že vedení strany potřebuje mladší, mnohem energičtější sílu, která by byla schopna nezbytné reformy v zemi i uskutečnit. Proto ÚV KSSS na svém zasedání v roce 1985 do funkce předsedy zvolil Michaila Gorbačova. S jeho příchodem přišla do vedení nová generace lidí, kteří se po jeho boku vypracovali na důvěryhodné osoby v zemi.
Ihned po nástupu do funkce začal Gorbačov propagovat přestavbu sovětského systému, ale zvláště její ekonomiky. Aby tohoto cíle dosáhl, vyhlásil demokratičtější styl vlády a postupně začal přibližovat myšlenky svého režimu sovětské společnosti, vyzývajíce své členy vlády k veřejné informovanosti ve věcech řízení státu a občanů k pluralismu myslí v rámci socialistického výběru.
Ještě dříve než stihl Gorbačov své velké plány se Sovětským svazem uskutečnit, Ukrajinu postihla jaderná katastrofa globálního rozsahu. 26. dubna 1986 110 kilometrů severozápadně od Kyjeva vybuchl reaktor Černobylské atomové elektrárny. Obrovská hustá radioaktivní mlha, ještě větší než po Atomové bombardování Hirošimy a Nagasaki, zahalila okolí Černobylu a později se rozšířila i na jihovýchodě území Běloruska, Polska a Skandinávie. Když Moskva viděla, že se důsledky výbuchu jaderné elektrárny nelze ukrýt, požádala o pomoc při odstraňování následků škody západní země Evropy. Důsledkem celého neštěstí bylo přes 35 000 mrtvých lidí a ani toto číslo podle mnohých historiků není konečným. Více než 135 000 Ukrajinců muselo navždy opustit své domovy.
Když Gorbačov po svém nástupu do funkce předsedy ÚV KSSS začal uskutečňovat přestavbu režimu v SSSR, v Moskvě bylo jasné, že se bez ohledu na skepsi sovětské společnosti snaží prosadit své reformy.
Nové myšlenky glasnosti se ihned začaly objevovat ve většině periodik v zemi. Začalo se otevřeně hovořit o kultu osobnosti Josifa Stalina a publikovat nové sovětské autory, kteří zastávali čistě protirežimní názory. Tento boom "nového ducha" se však na Ukrajině projevoval pomalu jelikož vedoucí posty v zemi zastávali přívrženci brežněvovského režimu. Přesto se široký ohlas politiky glasnosti projevil ve Lvově. Zde shromáždění disidenti a jejich přívrženci v červnu a červenci roku 1988 provedli několik manifestací, na kterých otevřeně demonstrovali proti útisku ukrajinského národa. O měsíc později je však KGB začala svérázným způsobem zatýkat. Organizátory manifestací obvinila z "protisovětské činnosti" a některé z nich zatkla.

### Nezávislost

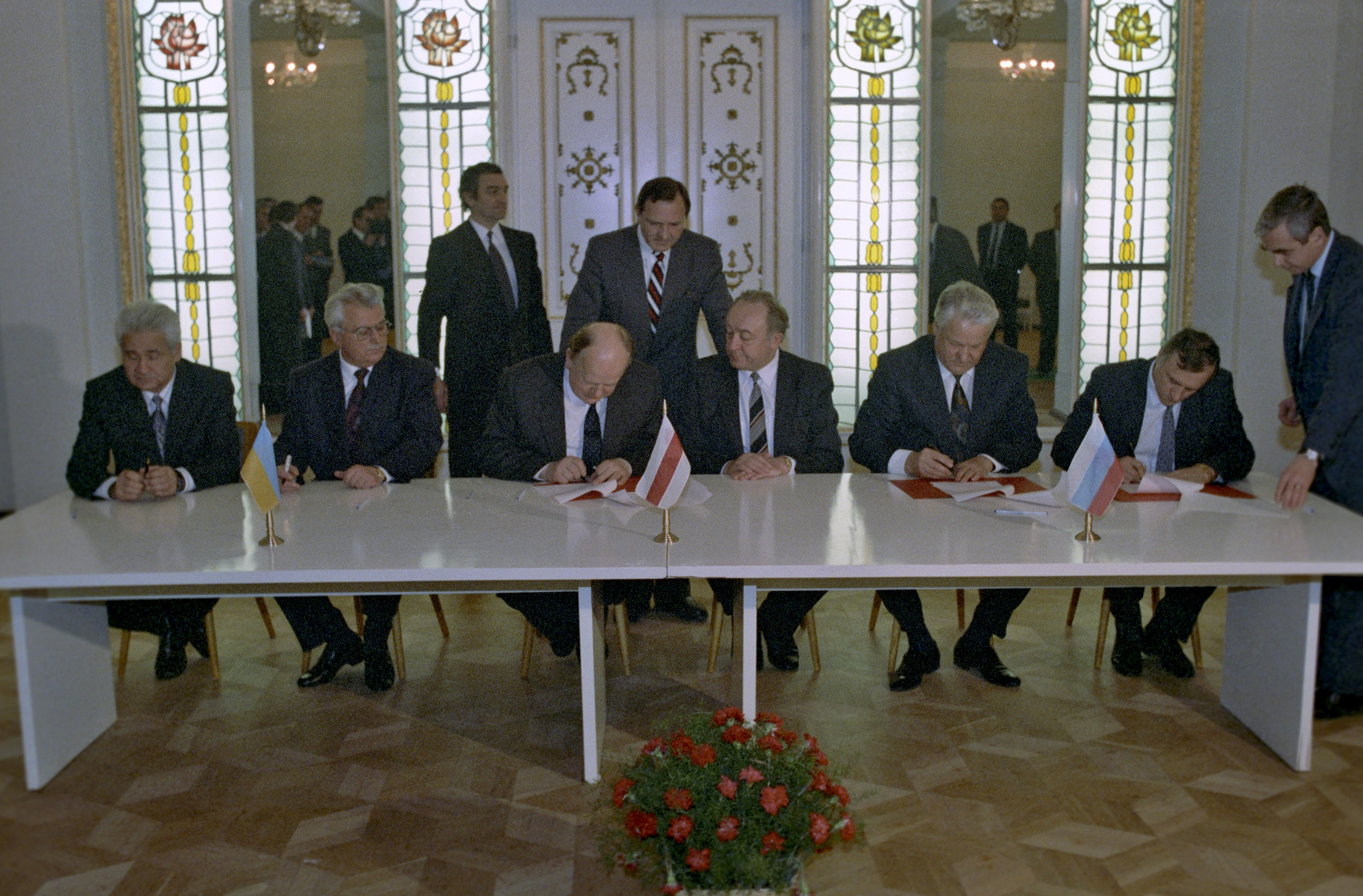
Ukrajinský prezident Leonid Kravčuk a ruský prezident Boris Jelcin při podpisu bělověžské dohody, rozpad Sovětského svazu, 8 prosince 1991

V září a říjnu roku 1990 se zvedla rozsáhlá vlna demonstraci za samostatnost Ukrajiny. Když byl 24. října 1990 z Ústavy Sovětského svazu vypuštěn článek o vedoucí úloze komunistické strany, přestal v zemi existovat sovětský systém. Změna v politickém systému země přinesla sblížení s Ruskem, ale zároveň s konfliktem kvůli poloostrovu Krym přinesla i politickou nestabilitu. Po pokusu o vojenský převrat v Sovětském svazu v srpnu roku 1991 Ukrajina vyhlásila 24. srpna 1991 bez ohledu na další osud Sovětského svazu svou samostatnost.
1. prosince 1991 byl s počtem 61,6% právoplatných hlasů voličů do funkce prvního prezidenta Ukrajiny zvolen Leonid Kravčuk. Jeho ekonomickou politiku však Ukrajinci velmi často kritizovali, protože nebránil korupci v privatizaci státního průmyslu. Za jeho vlády (1992–1994) vzrostla na Ukrajině inflace na světové maximum – 10 000%. Miliony půjček, které si ukrajinská vláda vzala, doslova krachly, stát nestíhal vyplácet mzdy dělníkům ani učitelům.
Obyvatelstvo bylo vývojem a napjatými vztahy s Ruskem šokováno. Lidé z průmyslových (hl. východních) částí Ukrajiny, kde obyvatelstvo mluvilo převážně rusky, se proto rozhodli, že v příštích volbách podpoří proruského kandidáta Leonida Kučmu, který s několika slogany o boji proti korupci, restrukturalizaci ukrajinské ekonomiky a větší integraci s Ruskou federací získal hlasy a ve volbách v roce 1994 dokázal porazit svého protikandidáta Leonida Kravčuka, který získal 45,1%.
Kariéra druhého prezidenta Ukrajiny se začala rozjíždět pomalu v roce 1993, kdy se v září vzdal funkce ukrajinského premiéra a ve volbách o rok později (1994) kandidoval ve volbách na post hlavy státu . Po nástupu do funkce (19. července 1994) zvýšil ekonomický rating země obnovením ekonomických vztahů s Ruskem a tržní reformou. Zemi se začalo dařit, a když po pěti letech nastal čas, aby si Ukrajinci znovu zvolili svého prezidenta, do tohoto úřadu, ve kterém setrval do 23. ledna 2005, se v roce 1999 dostal podruhé.
Jeho posledních pět let prezidentování však bylo poznamenaných kontroverzními nahrávkami s pravděpodobným vrahem novináře Georgije Gongadzeho, jehož zavraždili v září roku 2000. Tyto informace, které vynesl na povrch ukrajinský opoziční politik Alexander Moroz se v konečném důsledku pro Leonida Kučmu staly osudnými. V dalších prezidentských volbách na post hlavy státu Ukrajiny už nekandidoval. Na tomto postu ho 23. ledna 2005 nahradil Viktor Juščenko.

## Ukrajina v 21. století

### Oranžová revoluce

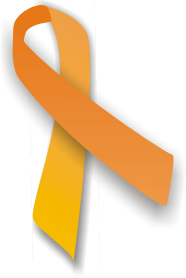
Symbol Oranžové revoluce a solidarity s hnutím Viktora Juščenka na Ukrajině.

Vyústěním první politické krize, která Ukrajinu zasáhla v roce 2004 byla tzv. Oranžová revoluce (ukrajinsky: Помаранчева революція, Майдан), která vypukla 22. listopadu 2004 po vyhlášení výsledků prvního kola prezidentských voleb Ústřední volební komisí Ukrajiny, na základě kterých vyhrál Juščenkův protikandidát Viktor Janukovyč. Výsledkem revoluce bylo opětovné hlasování za prezidentských kandidátů ve druhém kole, které vyhrál opoziční kandidát Viktor Juščenko. Po vyhlášení druhého kola ukrajinský parlament inicioval změnu ústavy Ukrajiny, jejímž cílem bylo snížit úroveň významu sporných prezidentských voleb v zemi. Tato změna ústavy vešla do ukrajinských dějin jako konstituční reforma.
Změna úřadující elity Ukrajiny, která v zemi během revoluce vládla, radikálně změnila směřování země v jejím následujícím období dějin a dala tak vážný důvod jejím pozorovatelům na otevření témata tzv. barevných revolucí, které se začaly změnou vlád v Srbsku, pokračovaly v Gruzii, na Ukrajině a Kyrgyzstánu.

### Politická krize na Ukrajině (2006)
Začátkem roku 2006 na Ukrajině vyvrcholil po událostech roku 2004 druhý vážný problém. Padesát pět poslanců národní rady Ukrajiny se vzdalo svého mandátu v ukrajinském parlamentu, čímž následně nemohl dál fungovat. Příčinou konfliktu byl tehdejší dlouhodobý spor mezi Ruskem a Ukrajinou o dodávkách ropy a zemního plynu na Ukrajinu táhnoucí se z přelomu let 2005 a 2006. Rusko chtělo, aby Ukrajina za dodávky těchto dvou komodit zaplatila více, s čímž nebylo spokojeno ukrajinské vedení. Toto zvýšení cen se však nakonec projevilo i na světovém trhu cen a obchodování s černým zlatem.
Konflikt byl formálně uzavřen v noci z 3. na 4. ledna 2006 podpisem dohody, s níž souhlasily obě strany. Ukrajinský parlament však využil tuto dohodu ke stávce. Vláda Jurij Jechaňurova byla paralyzovaná a později se zcela rozpadla, ačkoli s menšinou dokázala vládnout do 25. července 2006, kdy ji Viktor Juščenko rozpustil a jmenoval novou.

### Politická krize na Ukrajině (2007)

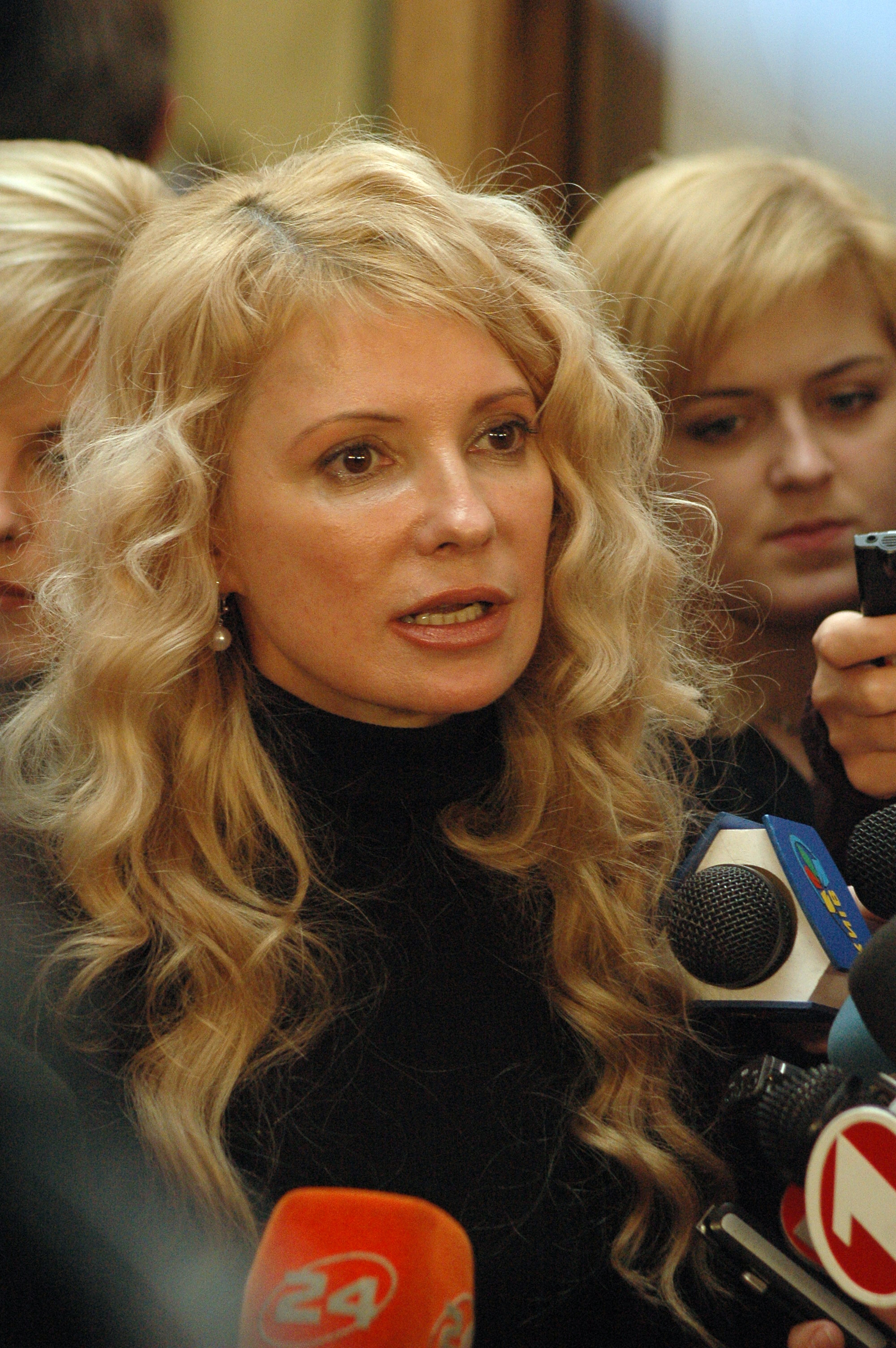
Julie Tymošenková, 2007

Nová vláda, která vzešla z politické krize roku 2006, se udržela u moci sotva rok. Vnitropolitická krize, která vypukla dlouhodobým bojem o moc mezi prezidentem Viktorem Juščenkem a premiérem Viktorem Janukovyčem, vyvrcholila 2. dubna 2007, kdy prezident vydal příkaz o předčasném ukončení mandátu národní rady Ukrajiny a na 27. května 2007 vypsal termín předčasných voleb.
Mezitím však parlament prohlásil prezidentův příkaz za nezákonný a o den později (3. dubna 2007) jej postoupil k prošetření ústavnímu soudu. Dne 25. dubna 2007 proto Viktor Juščenko podepsal nový příkaz k rozpuštění parlamentu a předčasné volby přesunul na konec června. Začátkem května 2007 se obě strany setkaly na vzájemných jednáních, které trvaly tři týdny. Ani po této době však nedospěli ke vzájemné dohodě a kompromisu, čímž se situace koncem května znovu přiostřila. Hrozícímu válečnému konfliktu obou stran – ohlášenému na 24. -26. května 2007 – se však podařilo předejít. V noci z 26. na 27. května 2007 se po 12 hodinách jednání dospělo k třístranné dohodě, která se stala základem příkazu č. 497/2007 prezidenta Ukrajiny ze dne 5. června 2007 o předčasných volbách do ukrajinského parlamentu.
Ty se konaly 30. září 2007. Na základě jejich výsledků se do parlamentu dostalo pět stran. Socialistická strana Ukrajiny, která přešla z "oranžové koalice" na stranu Strany regionů a ze které vzešel tehdejší premiér Viktor Janukovyč, se do parlamentu nedostala. Blok Julie Tymošenkové a strana Naše Ukrajina dostaly v parlamentu 228 mandátů ze 450 křesel . Dne 29. listopadu 2007 znovu společně vytvořili "oranžovou koalici" a 18. prosince toho roku na podruhé za premiéra Ukrajiny zvolili Julii Tymošenkovou a vláda Viktora Janukovyče se vzdala svého mandátu.
Ani tato změna však nepřinesla kýžený výsledek. Opozice blokovala práci parlamentu, který nadále nebyl schopný a za první tři měsíce své vlády dokázal přijmout pouze tři zákony! V některých otázkách na danou problematiku prezident ani premiérka nedokázali najít společnou řeč. Část ukrajinských politologů a politiků tuto patovou situaci v ukrajinské politice považovalo za pokračování krize ukrajinského parlamentu, která může zemi dovést ke stávce vlády, ba dokonce k dalším předčasným volbám.